# Cottbuser Friedhöfe
Die Geschichte der heutigen Cottbuser Friedhöfe reicht bis in die Gründerzeit zurück.

## Geschichte der Cottbuser Friedhöfe
Die ersten überlieferten Begräbnisstätten waren Kirchhöfe an der Oberkirche, der Klosterkirche, der Schlosskirche und der Christuskirche, von denen heute nichts mehr geblieben ist. Prominente und wohlhabende Bürger sowie Adlige der Umgebung wurden in den Kirchen beigesetzt. Davon zeugen zahlreiche erhaltene Grabdenkmale, darunter in der Klosterkirche die Grabplatte des Stadtgründers mit einem Krebs, dem noch heute gültigen Wappentier der Stadt.
In Cottbus existieren mehrere Friedhöfe, von denen jedoch nicht mehr alle bewirtschaftet werden. Vor allem durch die Eingemeindung umliegender Ortschaften ist ihre Zahl sprunghaft angestiegen.

## Die Cottbuser Friedhöfe

### Südfriedhof

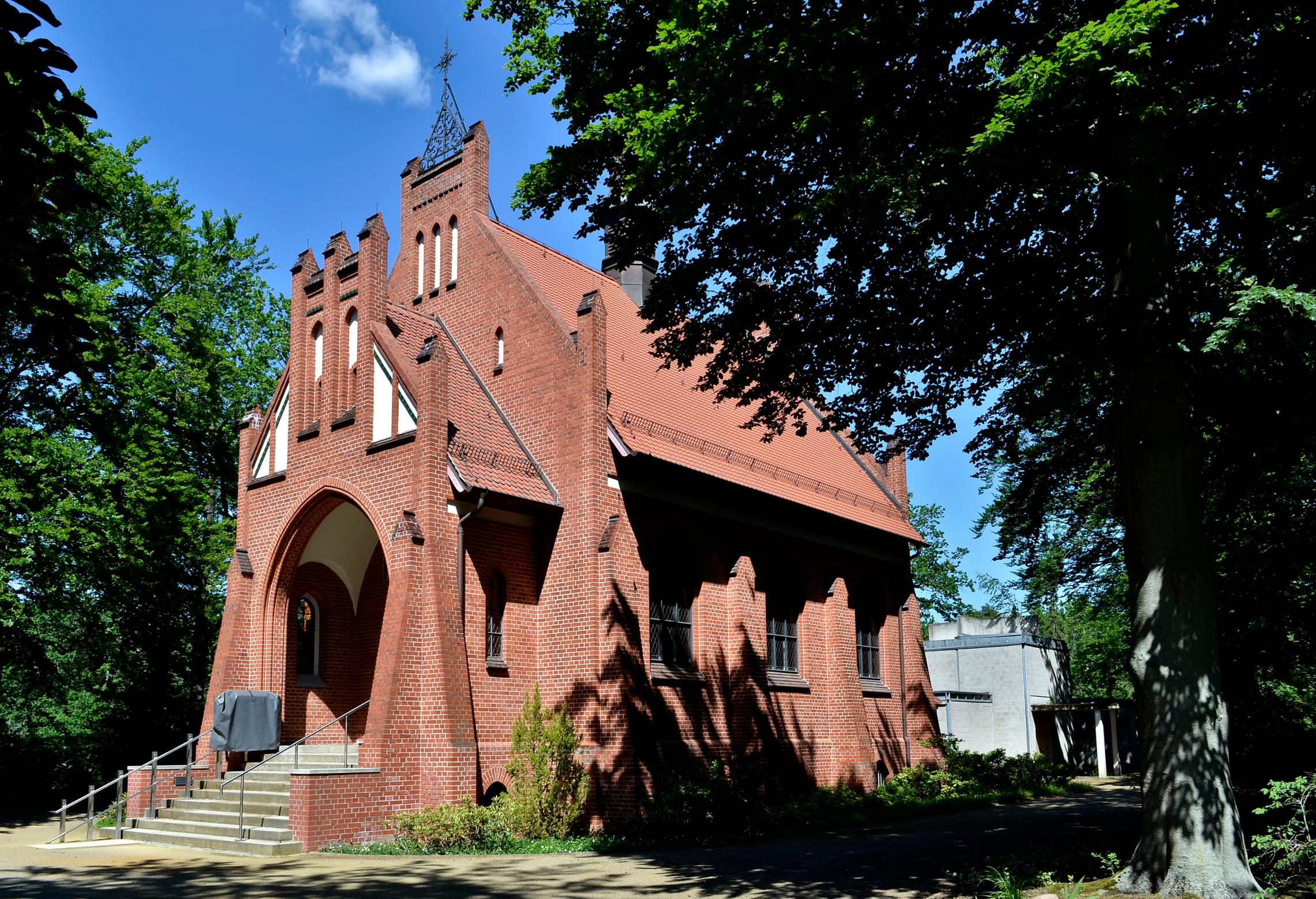
Feierhalle des Südfriedhofs

Der Südfriedhof befindet sich in der Dresdner Straße, Ecke Hermann-Löns-Straße.
Im Jahr 1900 beschloss der Stadtrat die Eröffnung eines neuen und größeren Friedhofs im Süden der Stadt. Die Einweihung fand jedoch erst im Jahr 1904 statt. In der Nacht vom 25. zum 26. Juni 1904 überführte man die sterblichen Überreste mehrerer angesehener Familien aus ihren Erbbegräbnissen vor dem Spremberger Tor auf den neuen Friedhof. Die Exhumierten fanden in noch heute erkennbaren Sammelgräbern ihre letzte Ruhe. Im gleichen Monat fanden die ersten Beisetzungen statt. Die Weihepredigt wurde am 20. November 1904 gehalten.
Der 2,27 Hektar große Friedhof war für den südlichen Stadtteil zwischen Kaiser-Friedrich-Straße (heute Karl-Liebknecht-Straße) und Kaiser-Wilhelm-Platz (heute Brandenburger Platz) zugeordnet.
Nach dem Zweiten Weltkrieg ist der Friedhof durch die Gartenarchitekten Joachim Scherzer und August Wiggon umgestaltet worden und nahm das Gepräge eines Waldparkes an, der in die „Madlower Schluchten“ übergeht.
Im Jahr 2009 erfolgte eine umfassende Sanierung der 1904 im neogotischen Stil errichteten Feierhalle, bei der ein barrierefreier Zugang geschaffen wurde. Bei der Sanierung wurden Wandmalereien mit floralen Elementen restauriert. Im Chorraum wurden der Originalbehang und die Originalfliesen sichtbar gemacht.
Der Haupteingang besteht aus einem in nordischer Backsteingotik errichteten Klinkertor, durch das man auf die Hauptallee gelangt. Entlang dieser Allee fanden Cottbuser Persönlichkeiten ihre letzte Ruhe (z. B. Carl Thiem, Begründer des Carl-Thiem-Klinikums Cottbus).
500 Meter südlich der Feierhalle befindet sich der 1945 errichtete Glockenturm, der an die Opfer des Bombenangriffs vom 15. Februar 1945 erinnert. Unweit davon befindet sich die Kriegsgräberstätte für die militärischen und zivilen Opfer des Ersten und Zweiten Weltkrieges, auf dem auch ein Stein an die polnischen Opfer erinnert. In der Nähe befindet sich auch der „Neue Jüdische Friedhof“.
Im Friedhain, einem ästhetisch aufgearbeiteten Waldstück gleich hinter dem Glockenturm, werden naturnahe Waldbestattungen durchgeführt.
Am 24. September 2011 wurde eine Gemeinschaftsurnengrabstelle für Sternenkinder geschaffen, damit auch deren Angehörige einen Ort zur Trauer und Besinnung zur Verfügung haben.

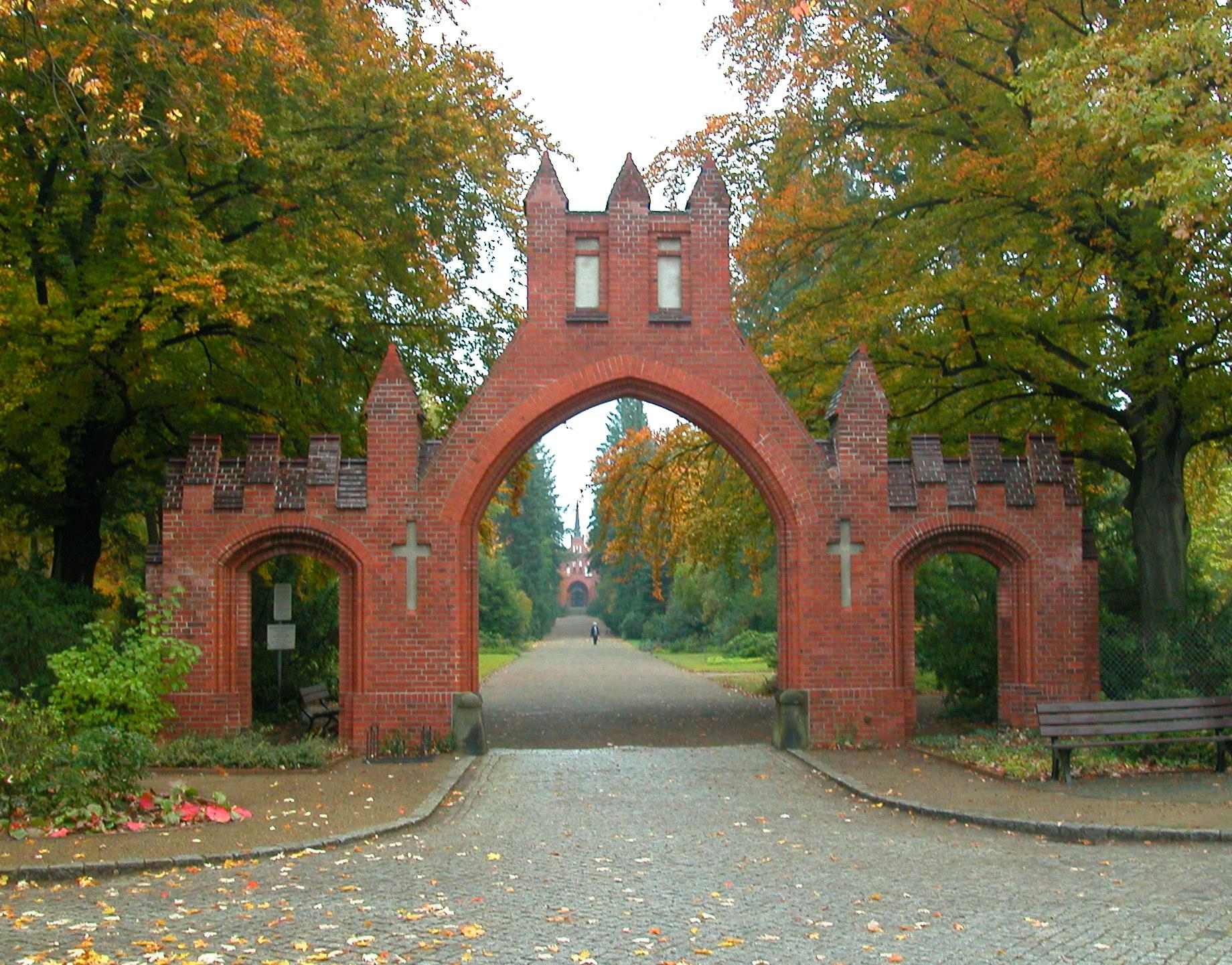
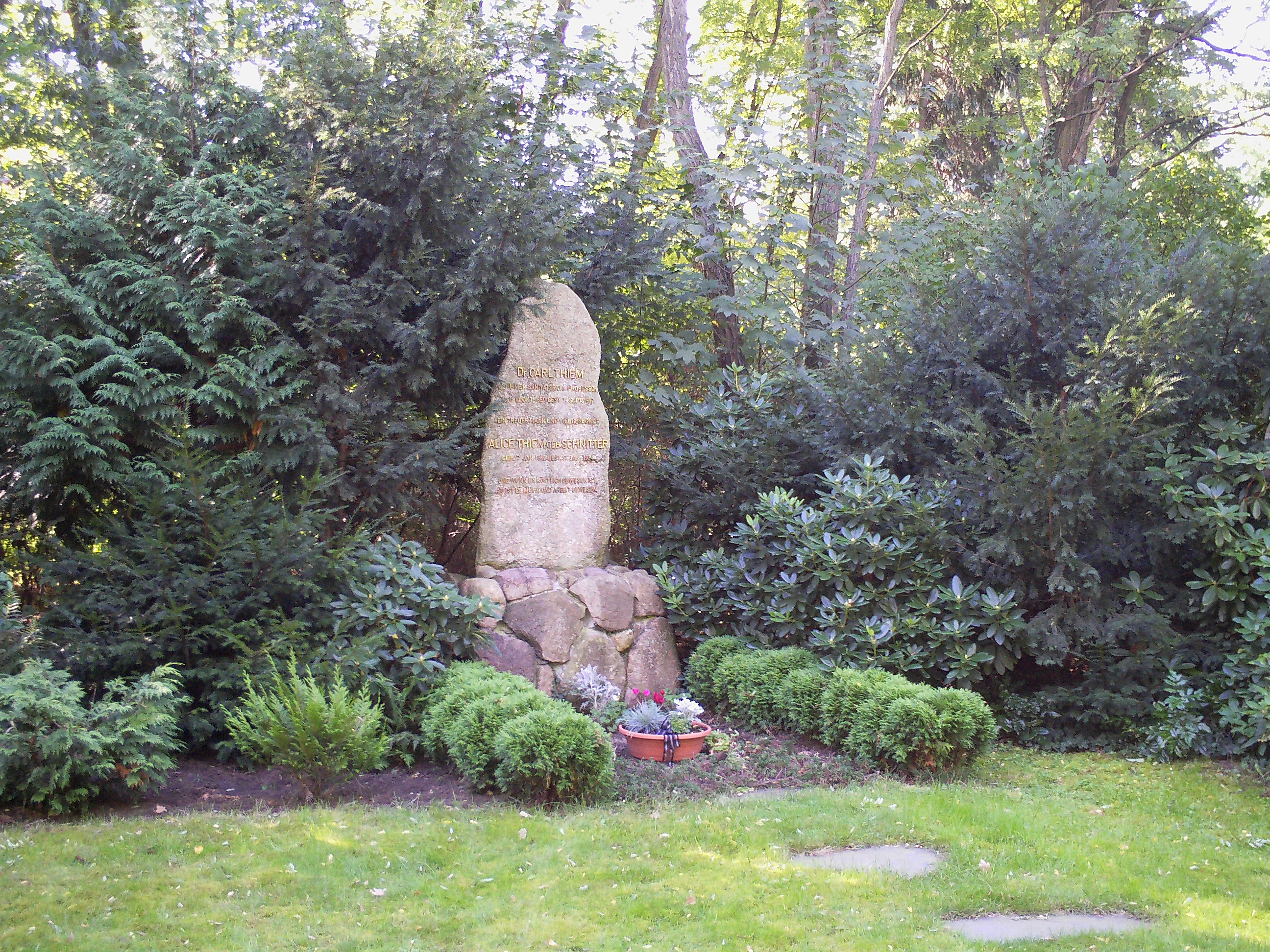
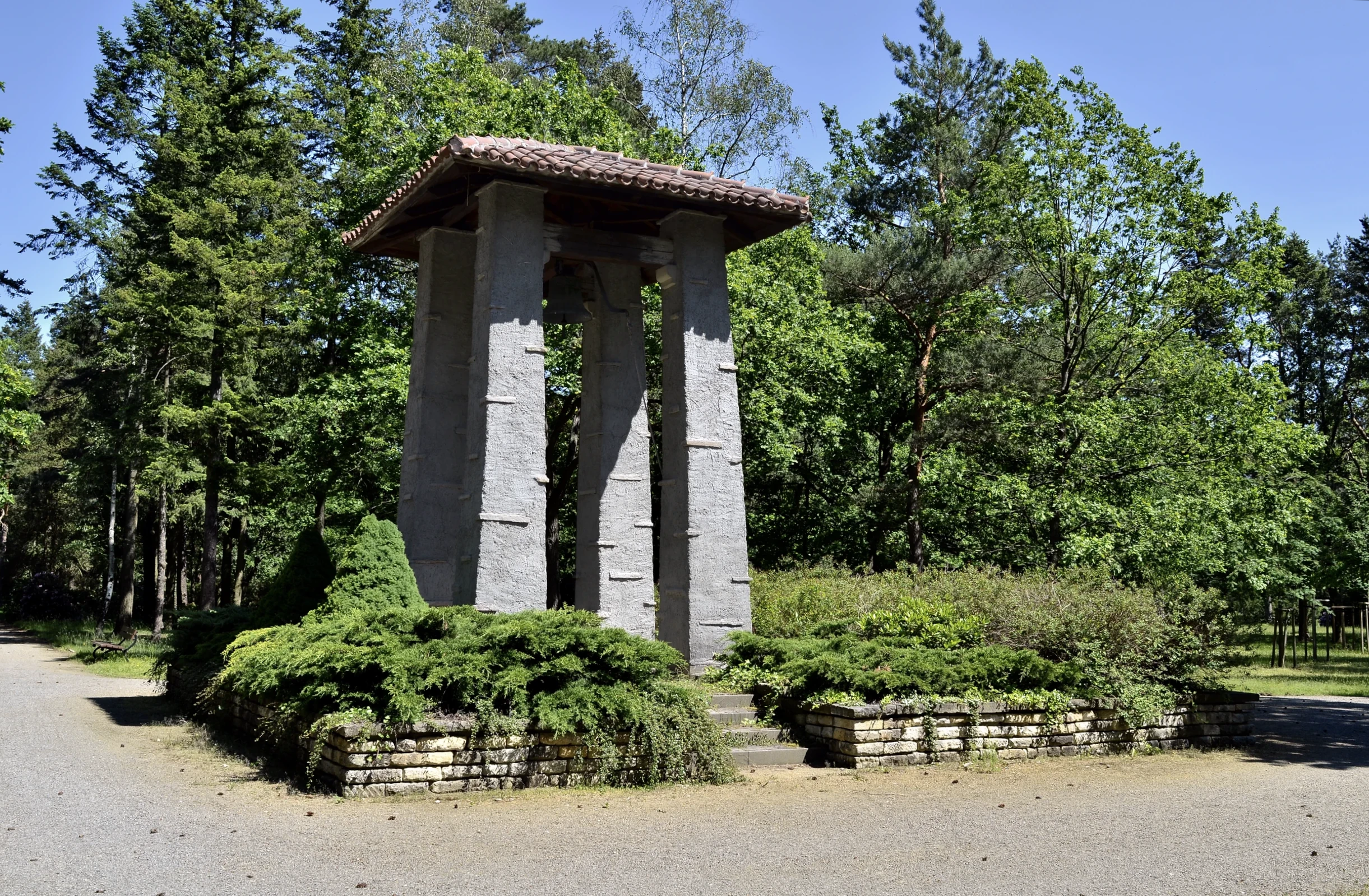
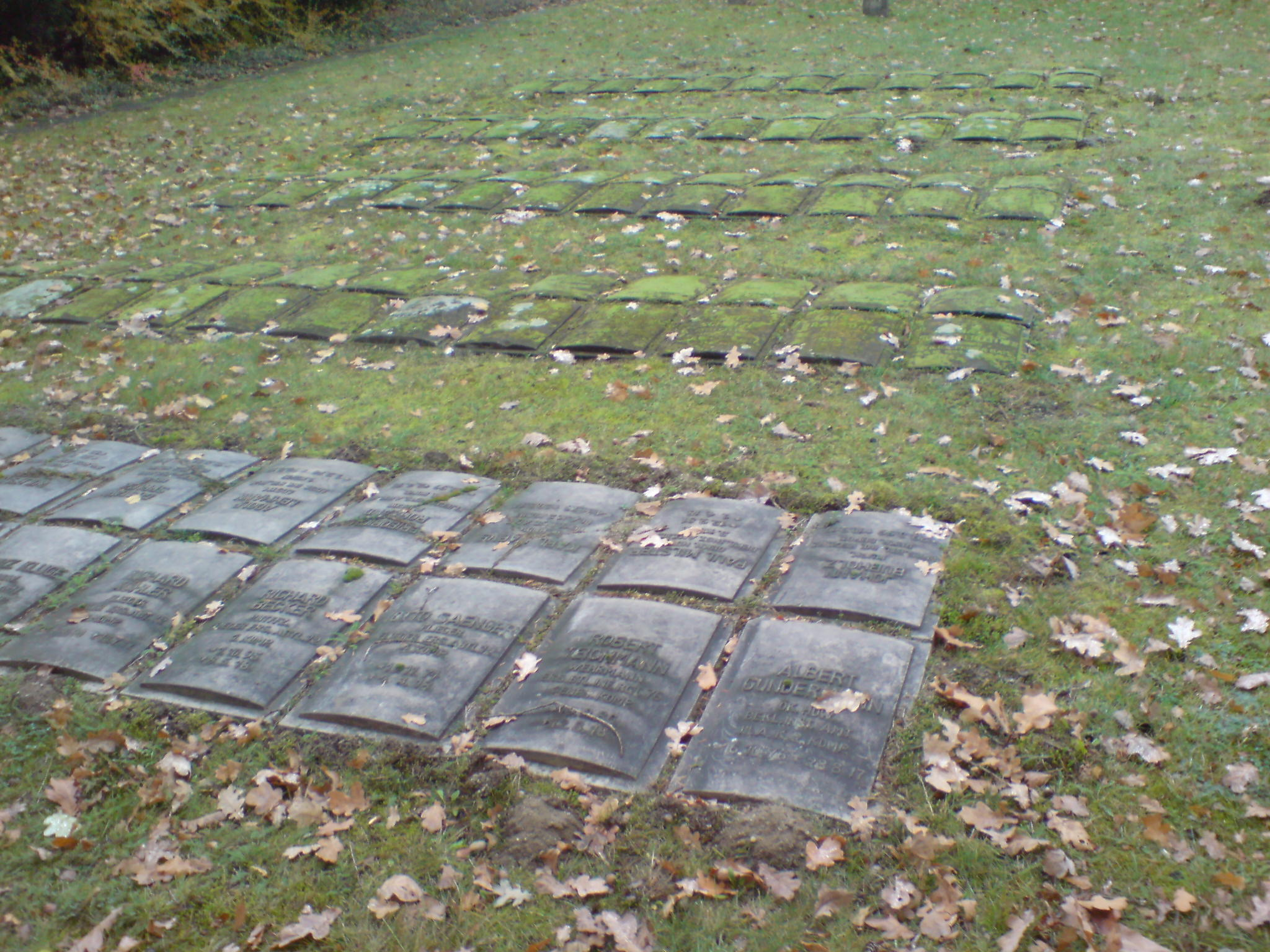
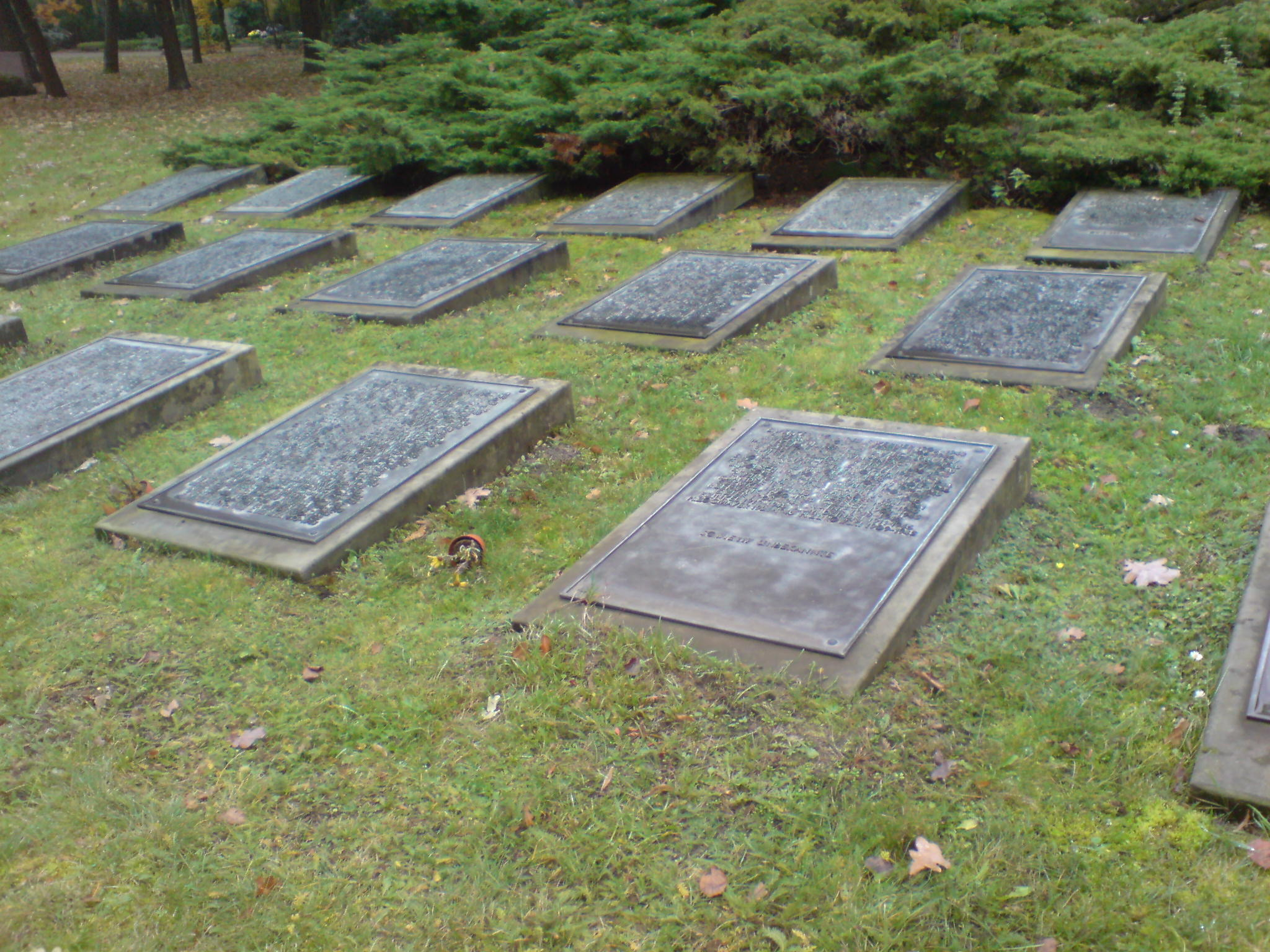
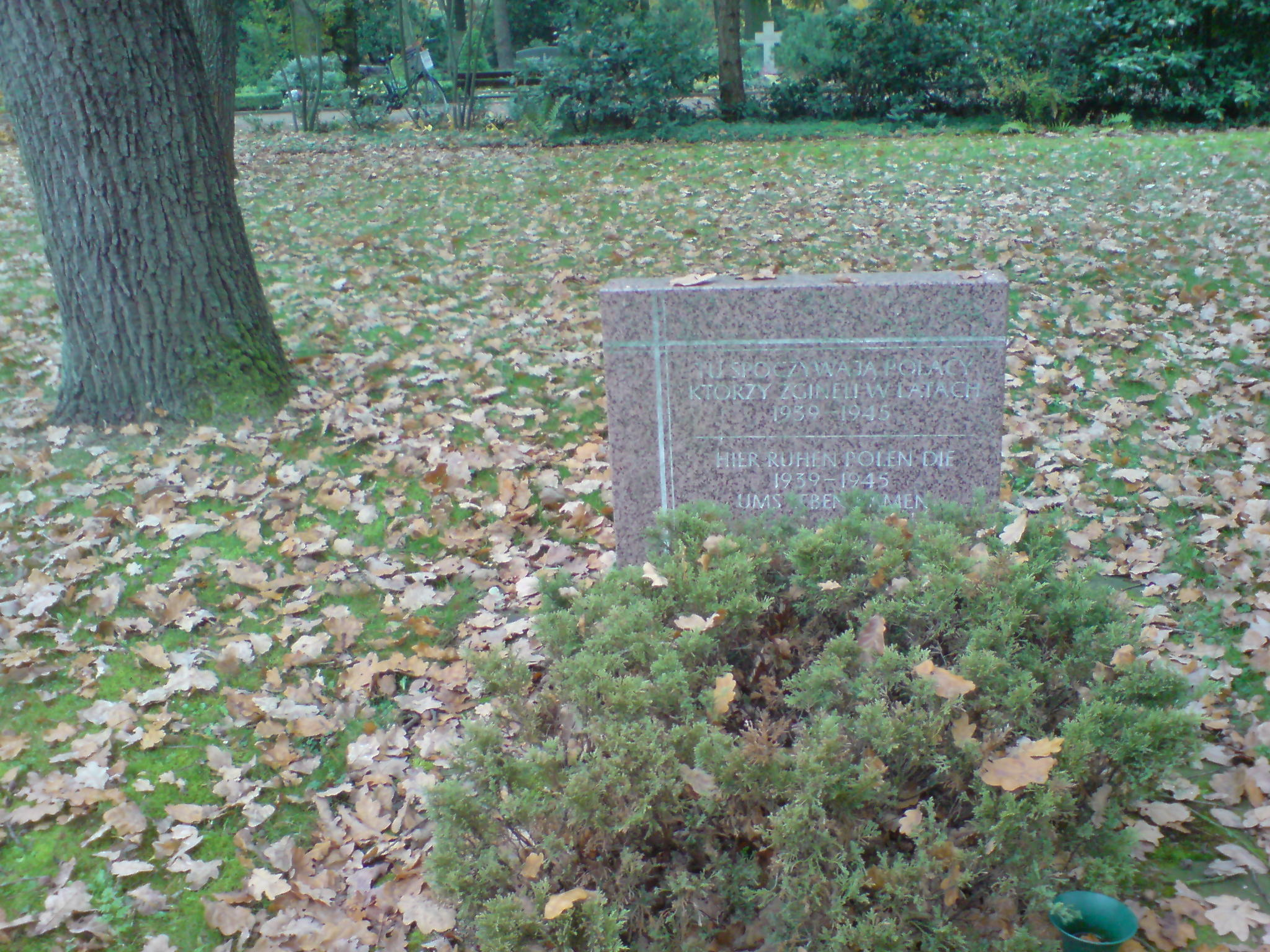

### Neuer Jüdischer Friedhof
Der neue jüdische Friedhof befindet sich auf dem Gelände des Südfriedhofs. Nachdem der alte jüdische Friedhof 1916 voll belegt war, wurde eine neue jüdische Begräbnisstätte benötigt. Der neue jüdische Friedhof wurde 1917/18 als heutiger Teil des städtischen Hauptfriedhofs (Südfriedhof) angelegt. Die 5141 m² große Fläche wurde im Austausch gegen ein 6300 m² großes Grundstück erworben. Durch eine Ausnahmeregelung durfte der Justizrat Abraham Hammerschmidt seine Ehefrau Berta Hammerschmidt bereits im November 1916 auf dem Gelände beerdigen lassen und ihr ein Denkmal in dem 100 m² großen eingezäunten Stadtwald setzen.
Auf dem Friedhof wurden nicht nur Juden aus Cottbus, sondern auch aus den Gemeinden Calau, Drebkau, Spremberg, Senftenberg und Großräschen bestattet.
Um 1929 wurde die Friedhofshalle aus rotbraunen Klinkermauerwerk erbaut. Sie wird heute als Lagerhalle verwendet. Die jüdische Gemeinde strebt jedoch eine denkmalgerechte Restaurierung und Nutzung als Trauerhalle an.
Durch Erweiterung des Hauptfriedhofs war der jüdische Teil in den 1930er Jahren von allen Seiten vom Südfriedhof eingeschlossen.
Die letzte Beerdigung während der NS-Zeit fand im Dezember 1940 statt, dann wurde die jüdische Gemeinde durch Deportation und Vernichtung nahezu ausgelöscht. Nur zwölf Personen jüdischen Glaubens überlebten die Schreckensherrschaft der Nationalsozialisten.
Vereinzelt fanden bis 1968 noch Beerdigungen statt. Der Friedhof verwahrloste bis zum Ende der 1980er Jahre zusehends.
Mitte der 1990er Jahre wurde das Gelände des neuen jüdischen Friedhofs rückübertragen an die Jewish Claims Conference.
Am 15. Juli 1998 wurde die jüdische Gemeinde in Cottbus wiedergegründet und seitdem erfolgen wieder Beisetzungen auf dem Friedhof. Im Juli 2008 wurde der Friedhof von Unbekannten geschändet. Es sind etwa 60 Grabsteine vorhanden, von denen die meisten mit einem Davidstern versehen sind.

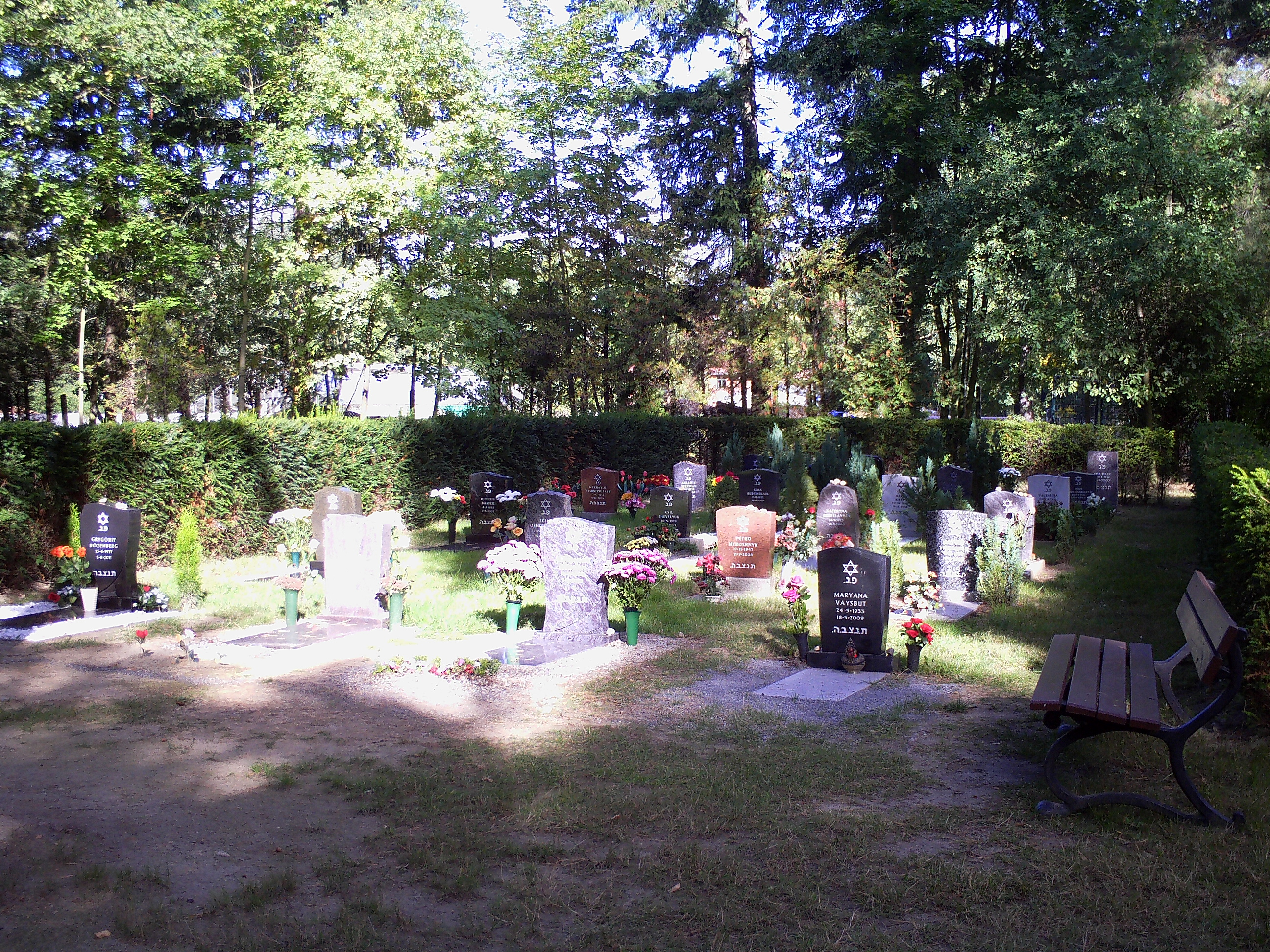
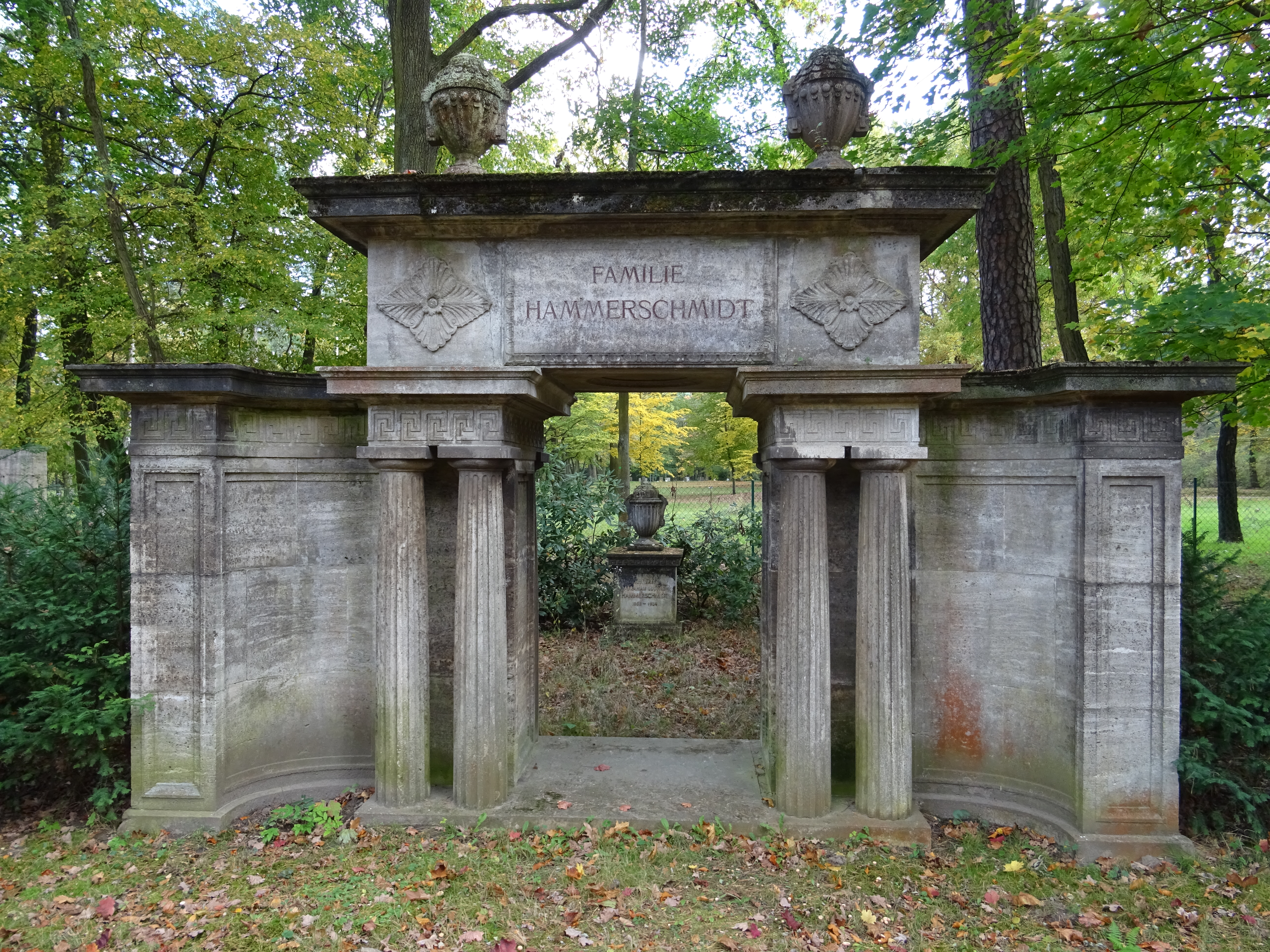
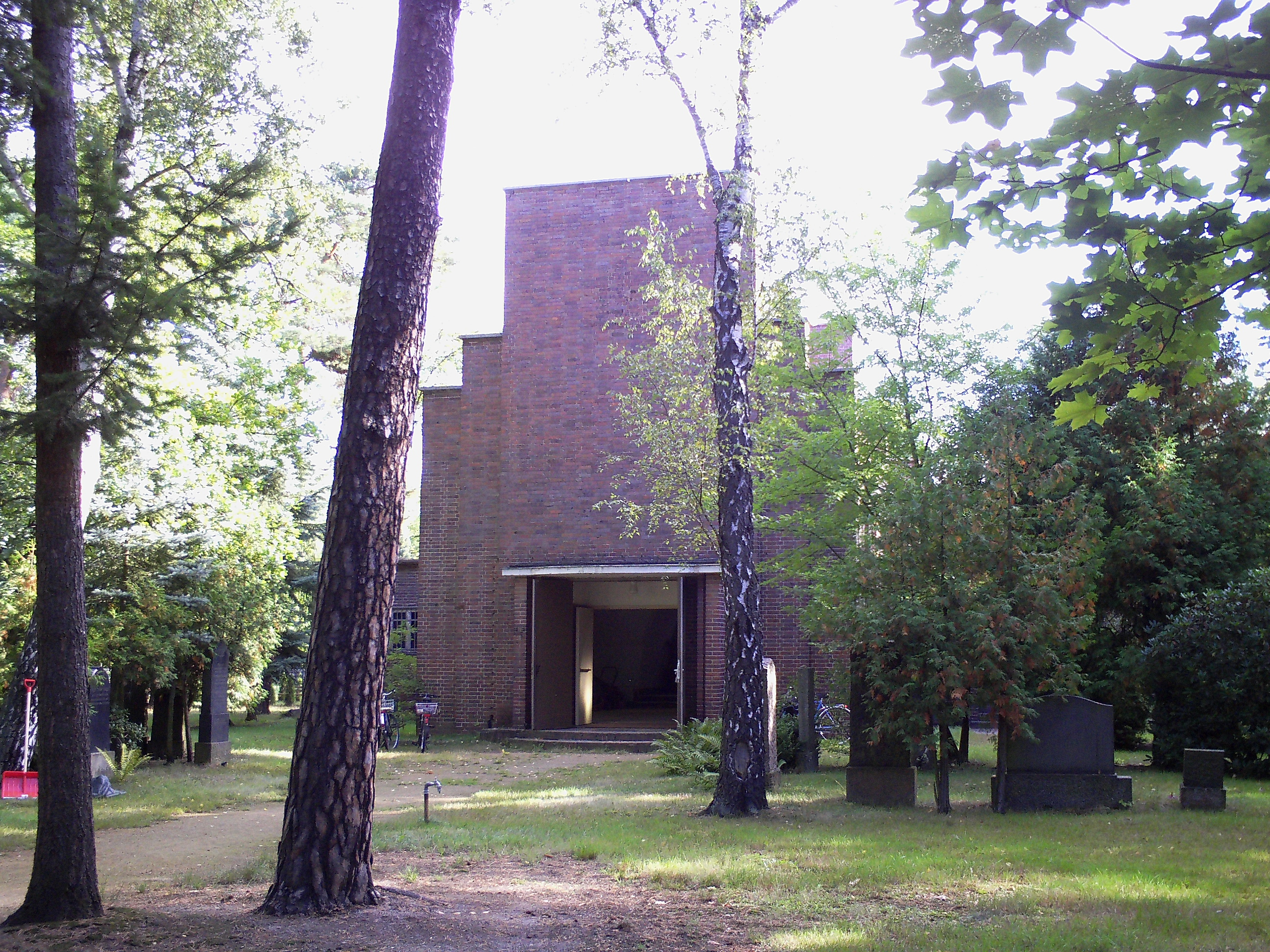

### Nordfriedhof

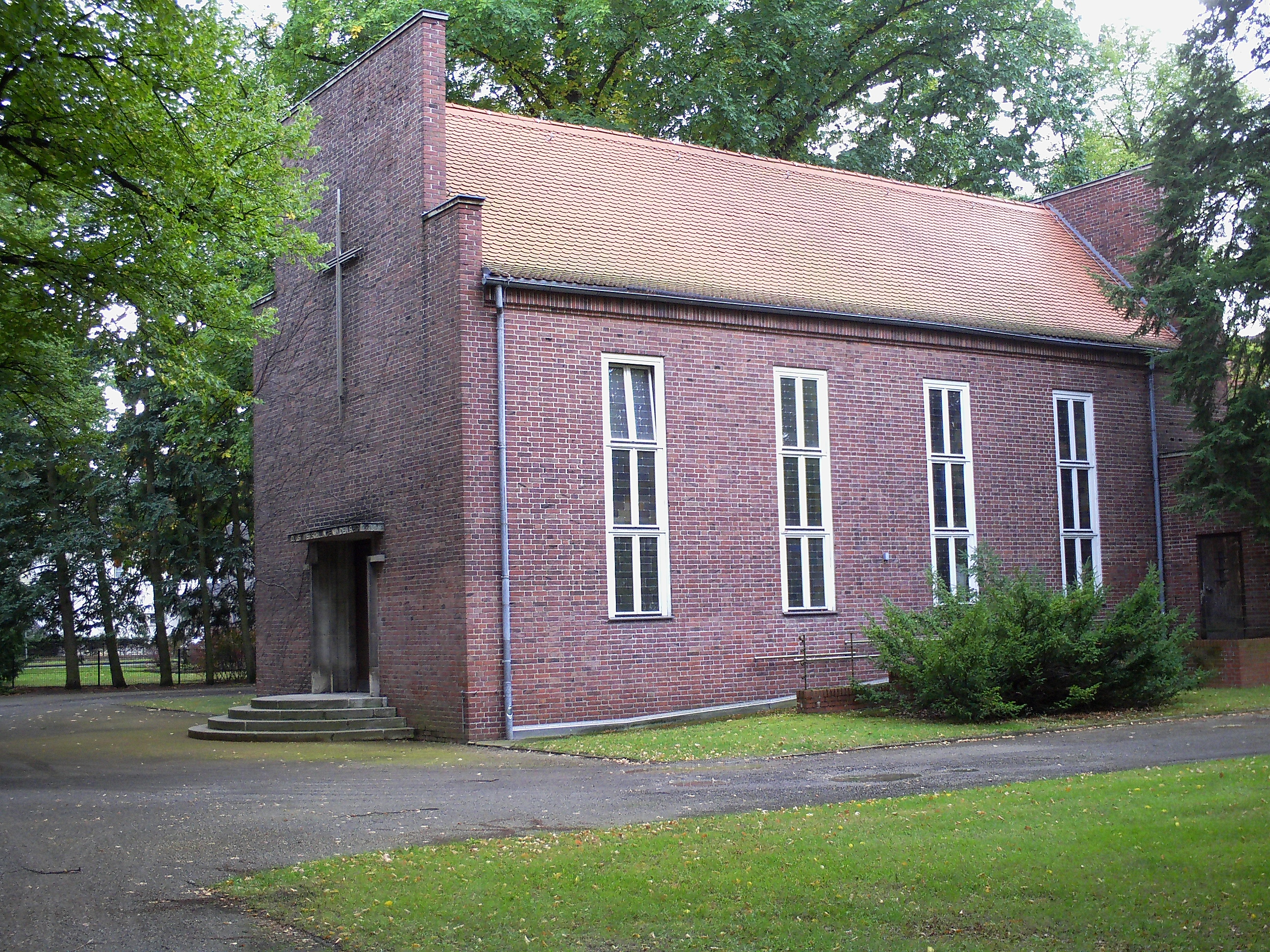
Feierhalle auf dem Nordfriedhof

Der Nordfriedhof befindet sich in der Schmellwitzer Straße, Ecke Nordring.
Dort wo sich einst die Gemarkungsgrenze zu Schmellwitz befand, wurde am 20. November 1870 der Cottbuser Nordfriedhof eingeweiht und bereits 1892 erweitert. Es war geplant, ihn zum Cottbuser Hauptfriedhof zu machen, doch durch die südliche Stadterweiterung wurde der Südfriedhof zum Zentralfriedhof. Die parkähnliche Anlage ist durch den Haupt- und Querweg in vier Hauptfelder gegliedert. Durch das Haupttor führt der von Bäumen gesäumte Mittelweg zur Feierhalle. Die erste Halle war eine offene und wurde 1872 umgebaut. Im gleichen Jahr wurde der Friedhof erstmals erweitert. Im Jahr 1929 wurde der Friedhof erneut erweitert, indem das Erbbegräbnis der Familie Korn-Brunschwig und der neue Brunschwiger Friedhof in das Gelände einbezogen wurden. Die heutige Feierhalle wurde 1929 im Stil der Neuen Sachlichkeit erbaut und 2008 umfangreich saniert. Der Friedhof ist die letzte Ruhestätte bedeutender Cottbuser Persönlichkeiten aus dem wirtschaftlichen, geistigen und kulturellen Leben. Denkmale erinnern an Walter Drangosch, Bibliothekar, Archivar und Stadthistoriker, Ehrenbürger von Cottbus; Heinrich Liersch, Gärtner und Heimatzeichner, Gotthold Schwela; Christian Schwela, sorbischer Lehrer und Journalist; Auguste Löber, geb. Feige, Begründerin der Auguste-Stiftung; Ludwig Spannuth-Bodenstedt, Intendant; Hugo Ruff, Mitbegründer des Vereins für Heimatgeschichte; Prof. Behn, Gymnasiallehrer und Mitbegründer des Turnvereins 1861; Otto Klein, Librettist der Goetze-Oper Der goldene Pierrot und Elisabeth Wolf, Malerin und erste Cottbuser Ehrenbürgerin nach 1945.
Leider wurden 1960 viele Grabsteine abgerissen. So fehlen die Grabsteine der Stadtarchivare Robert Kalwa und Fritz Schmidt, des Kommerzienrates Albert Liersch, des Leibarztes des Fürsten Pückler, des Sanitätsrates L.W. Liersch sowie des Musikers Theodore Pillicard, dessen Stein 1871 von französischen Offizieren gestiftet wurde.
Vor der Kapelle, aber außerhalb des Friedhofs, steht ein Sowjetisches Ehrenmal, das an die gefallenen Soldaten von 1945 erinnert. Nach Auskunft der Stadtverwaltung wurden die Gebeine zum Ehrenfriedhof am Südfriedhof umgebettet.

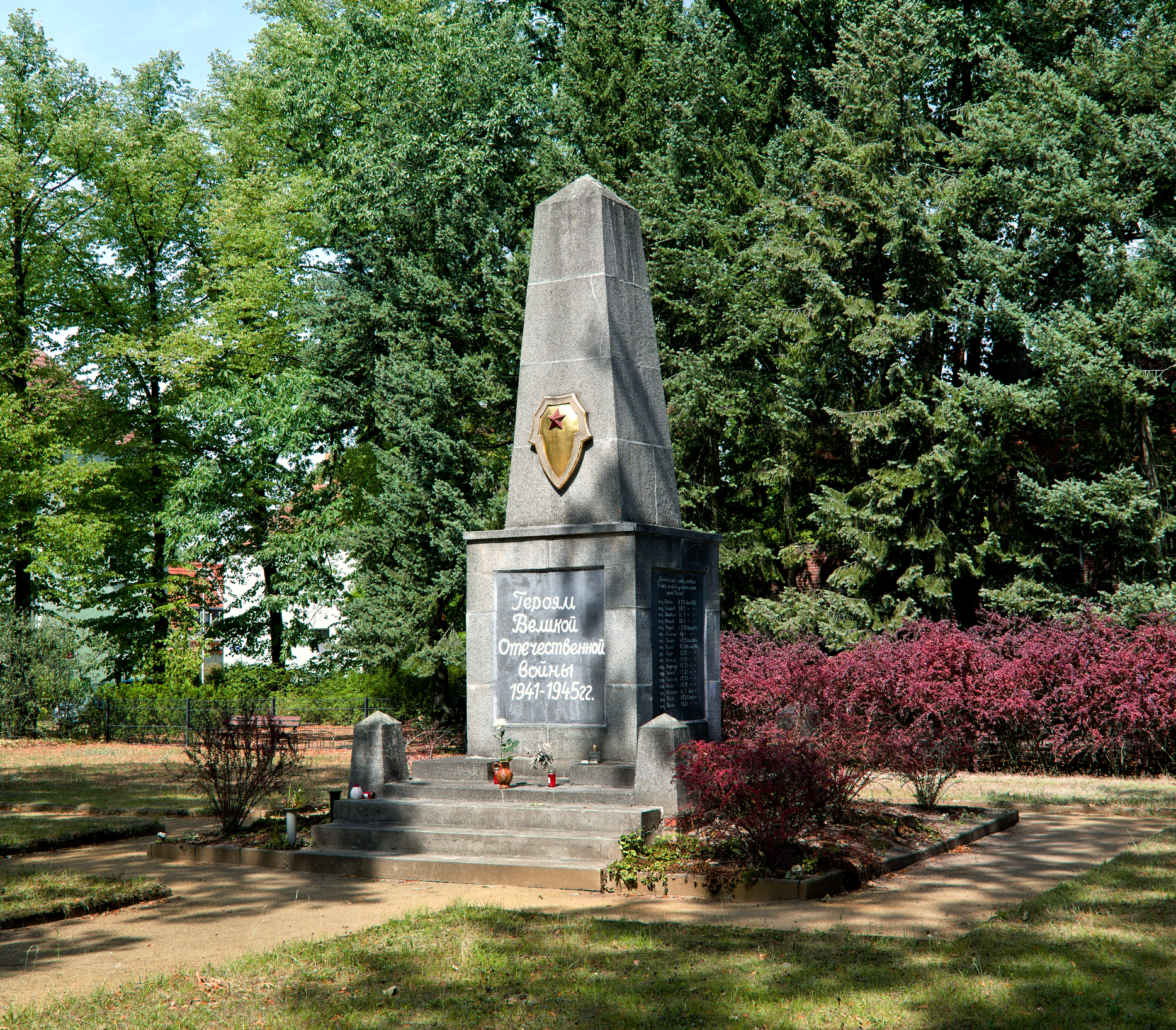
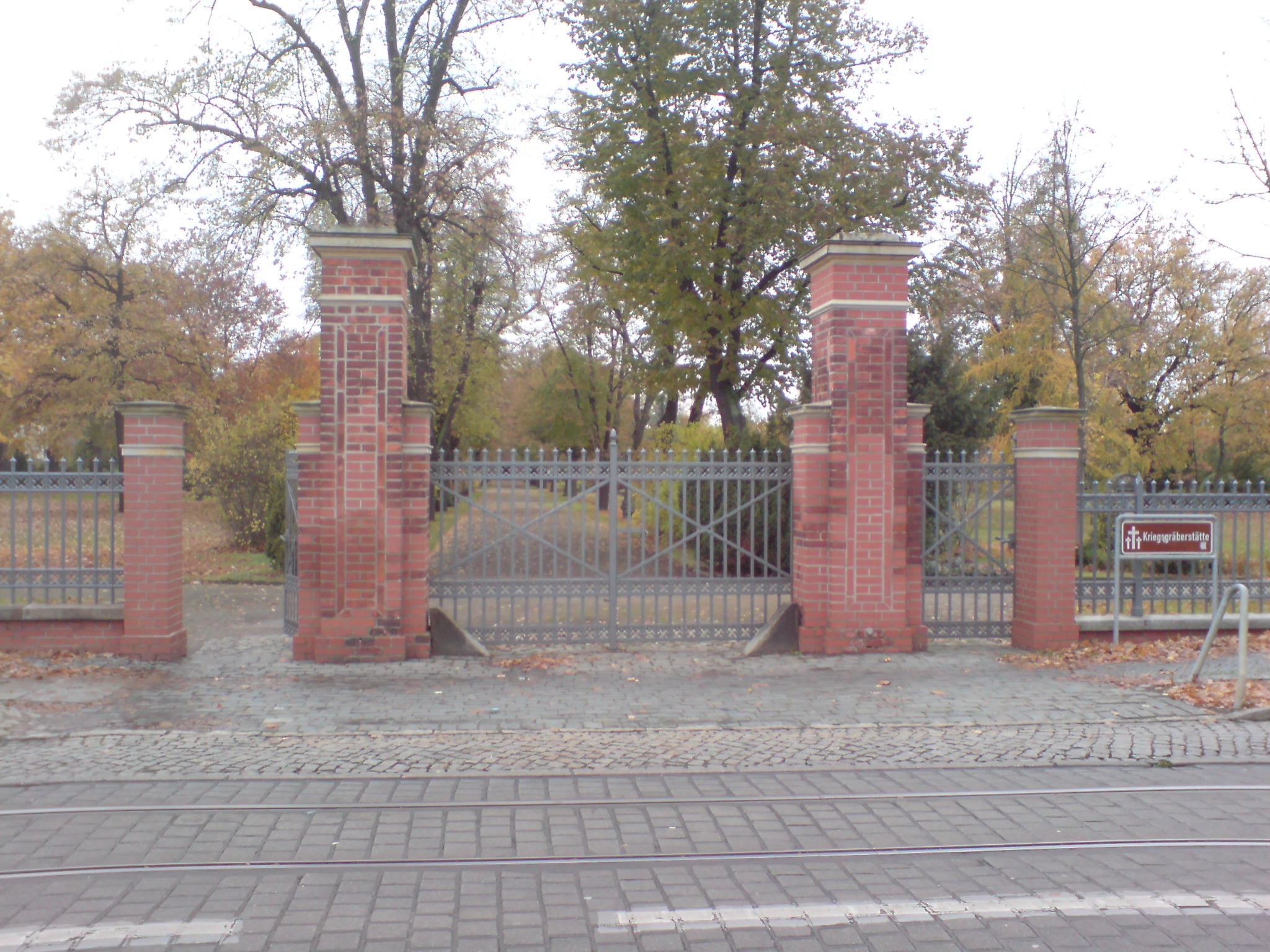
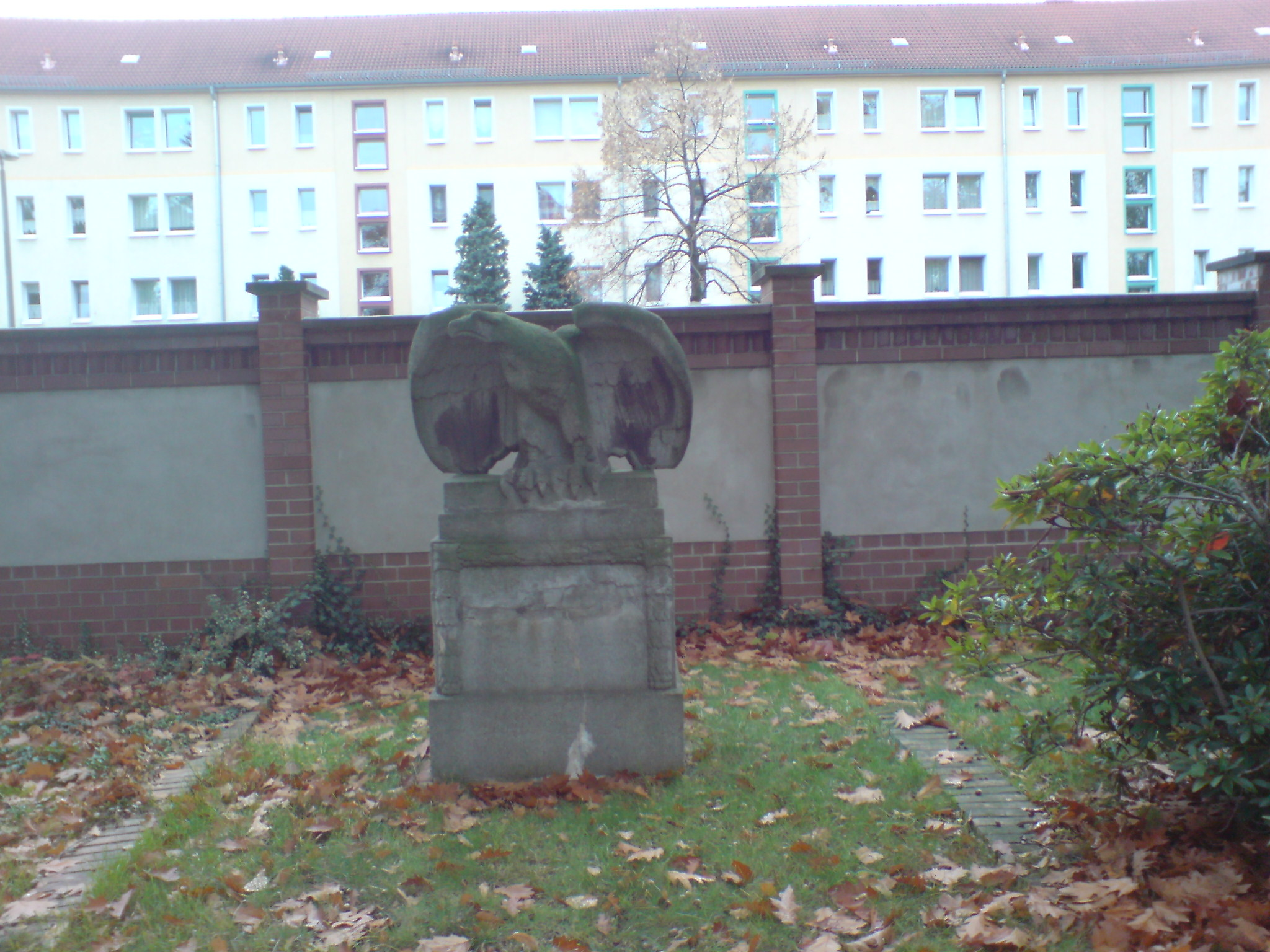
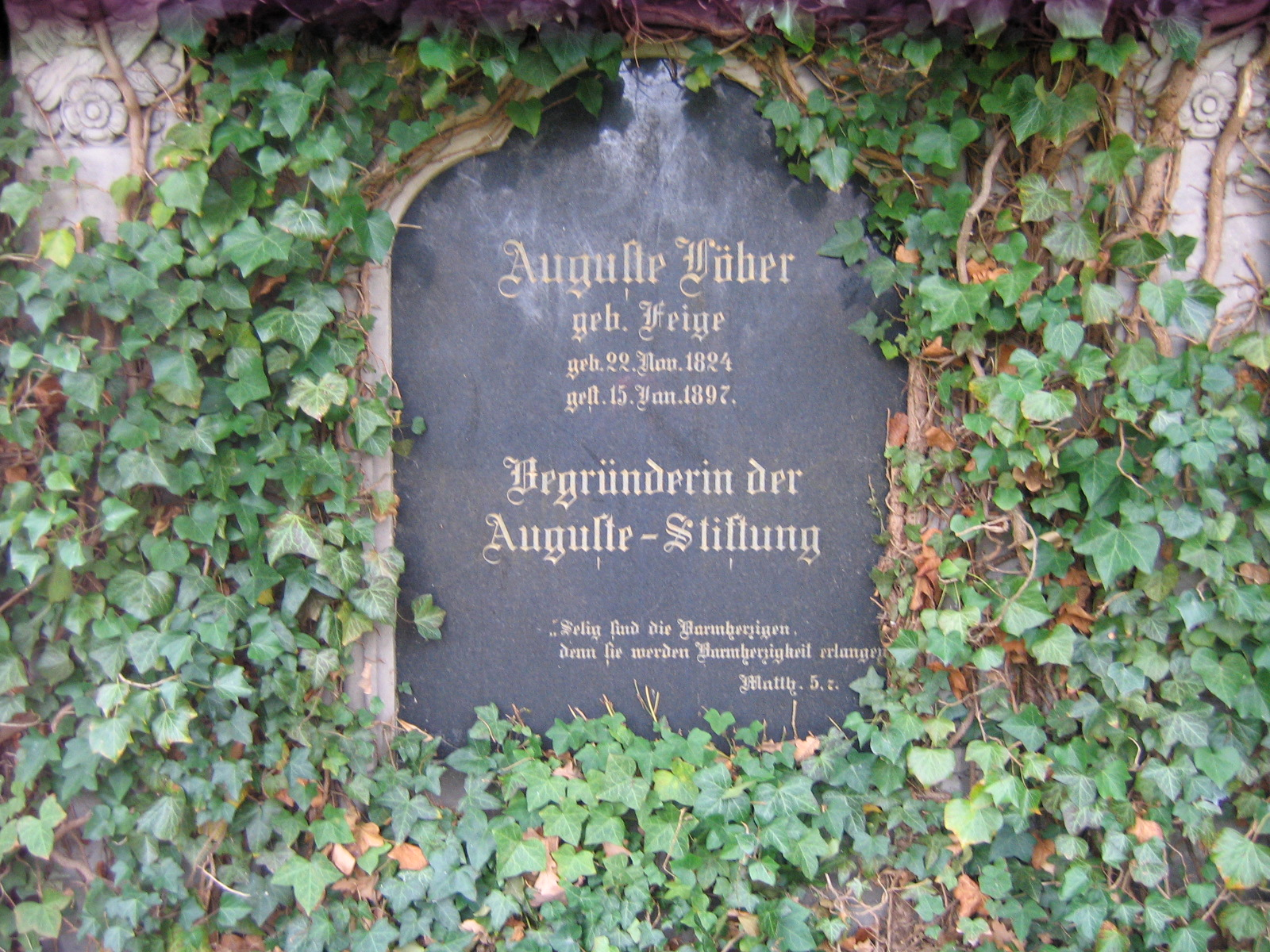

### Schmellwitzer Friedhof
Der Schmellwitzer Friedhof befindet sich in der Schmellwitzer Friedhofssiedlung in der Forststraße.
Zuvor befand sich ein kleiner Friedhof in der Nähe der alten Dorfschule. Mit der Erschließung der heutigen Anlage, in nördlicher Richtung in einem Kiefernwald, wurde erst am Ende des Ersten Weltkrieges (1914–1918) begonnen. Eine Lindenallee führt vom Portal zu einer kleinen, typisch ländlichen Feierhalle. Eine kleine Besonderheit ist die auffällige Giebelanordnung. Dem gotischen Hauptgiebel ist ein kleiner Ziergiebel gleicher Form vorgesetzt. Beide Giebel werden von Kreuzen gekrönt. Auf dem Friedhof befindet sich eine Kriegsgräberstätte zu Ehren der im Zweiten Weltkrieg gefallenen Schmellwitzer.

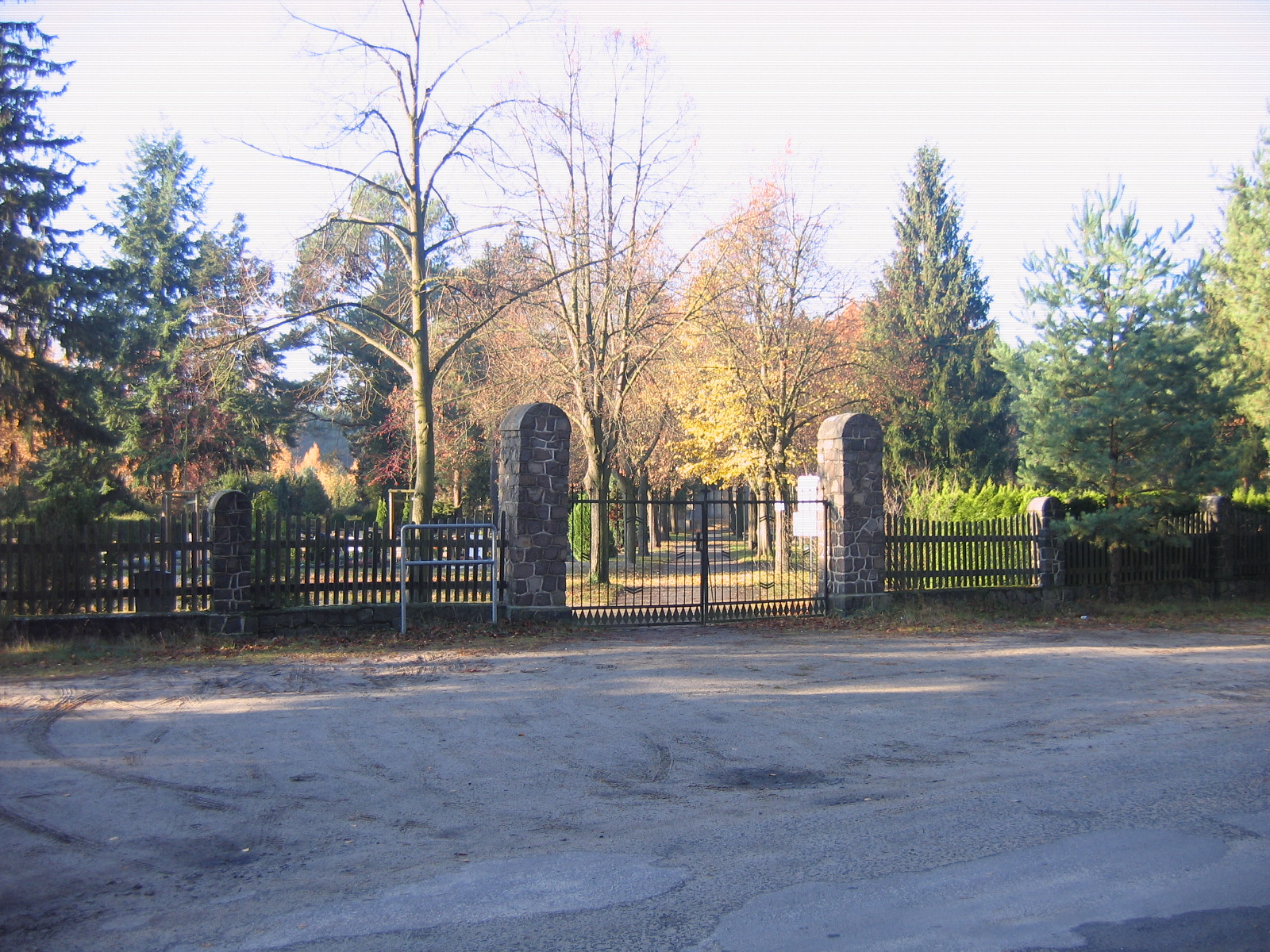
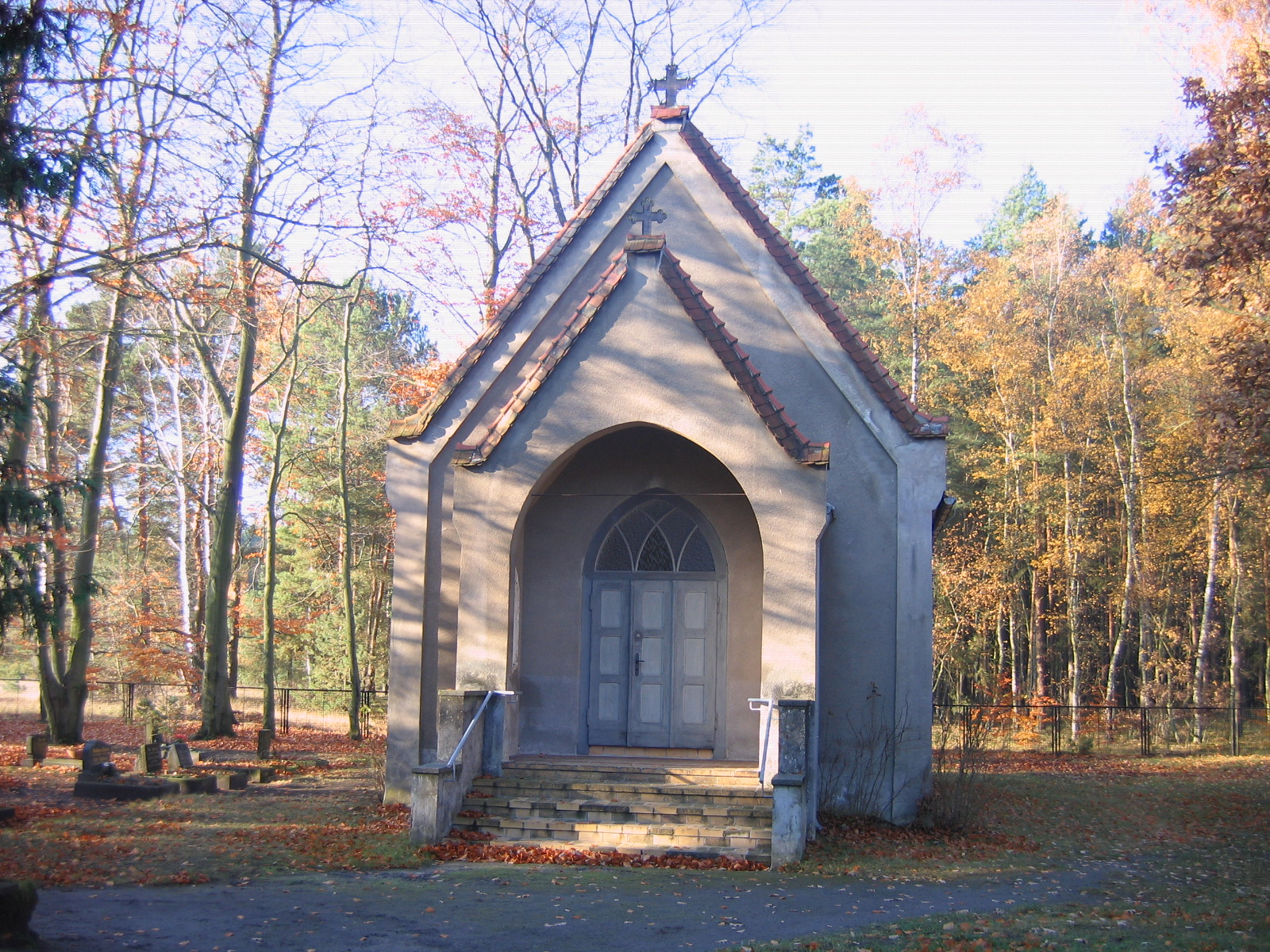
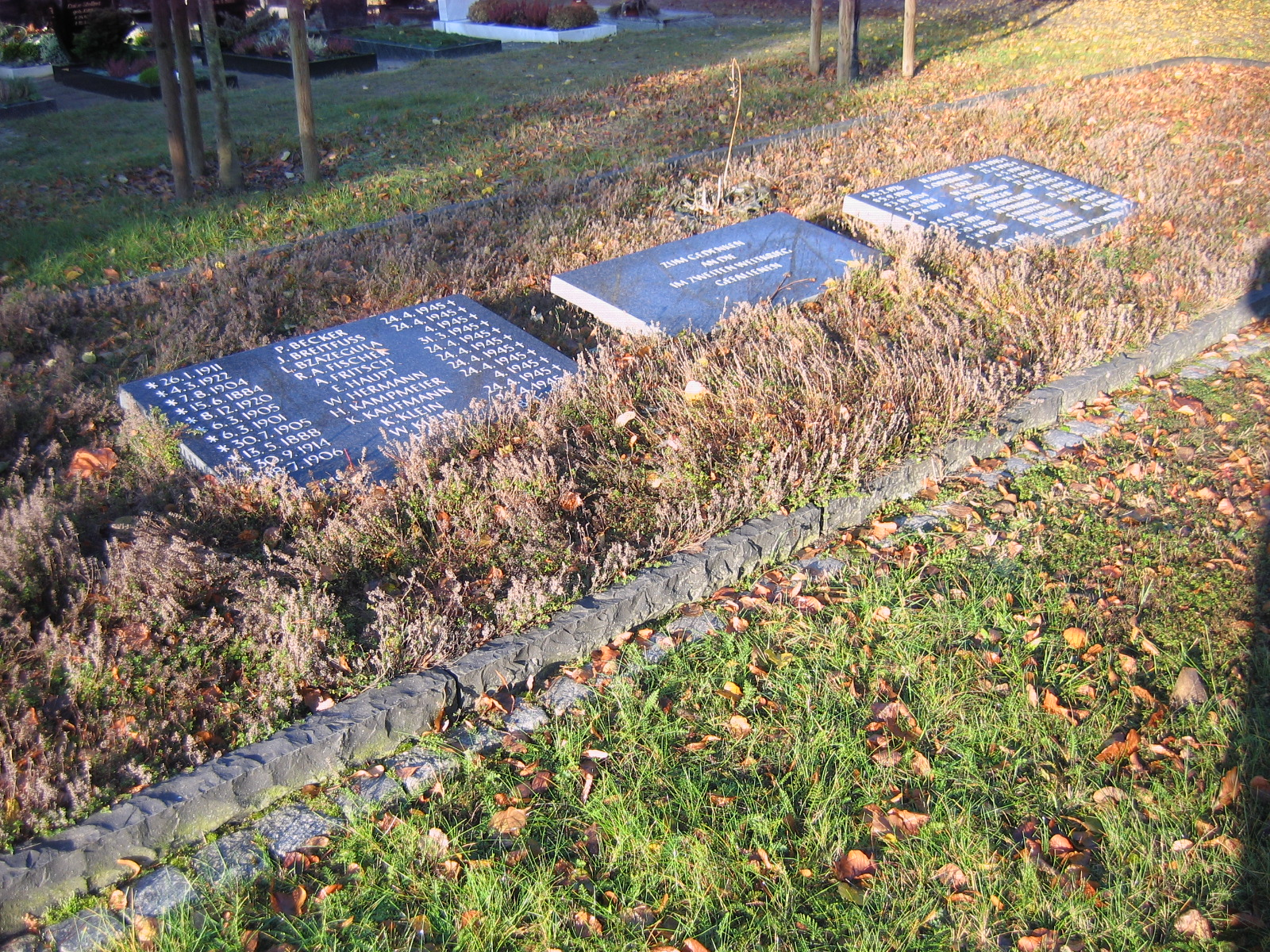

### Ströbitzer Friedhof
Der Ströbitzer Friedhof liegt an der L49 ca. 600 Meter außerhalb der Stadtgrenzen in Richtung Kolkwitz.
Eine Besonderheit des Friedhofes ist ein Gemeinschaftsgrab für die dem Braunkohletagebau zum Opfer gefallenen Gemeinden Groß Lieskow, Klein Lieskow und Tranitz. Zudem befindet sich auf dem Friedhof eine Kriegsgräberstätte für die Opfer des Zweiten Weltkrieges.

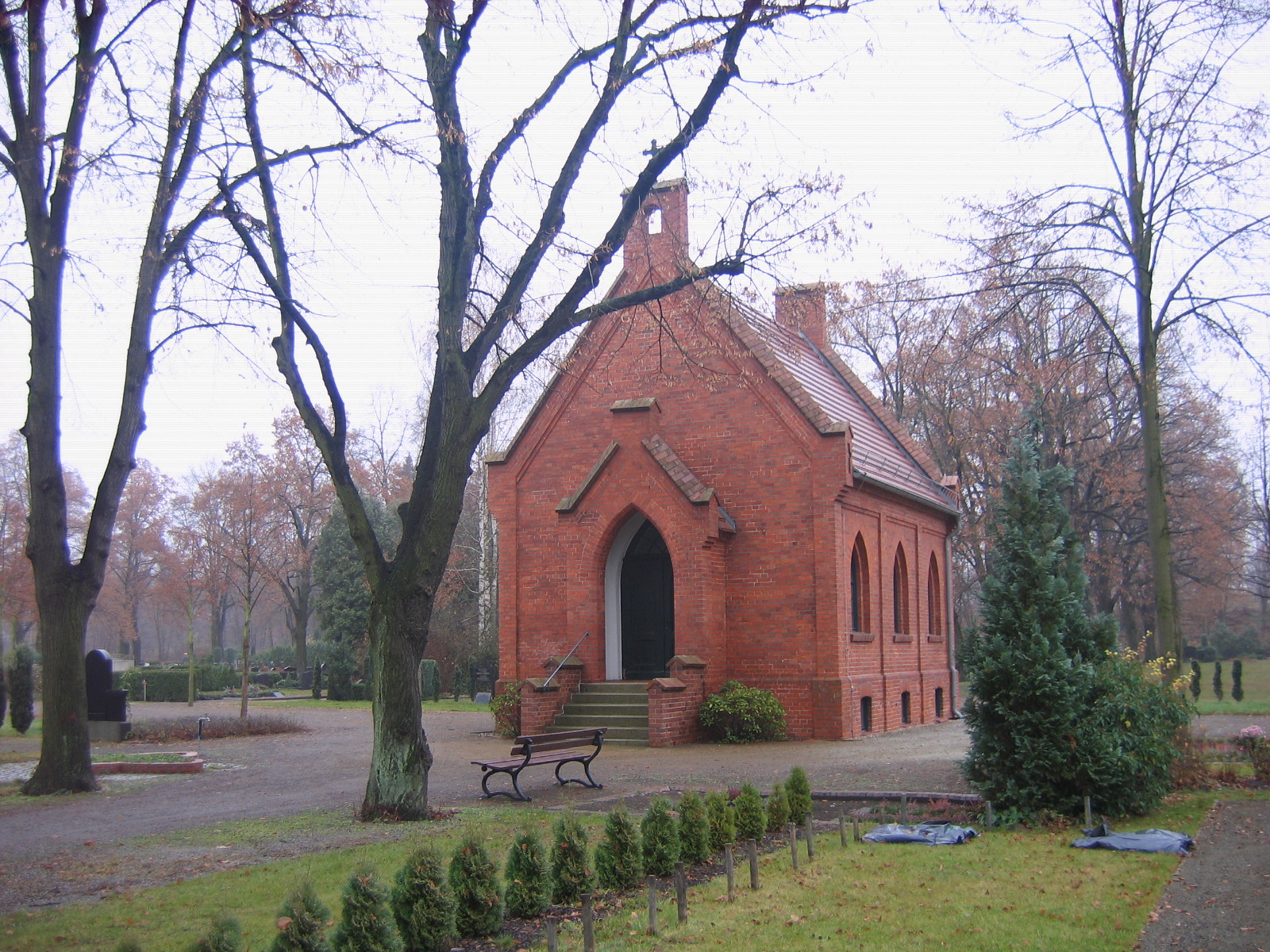
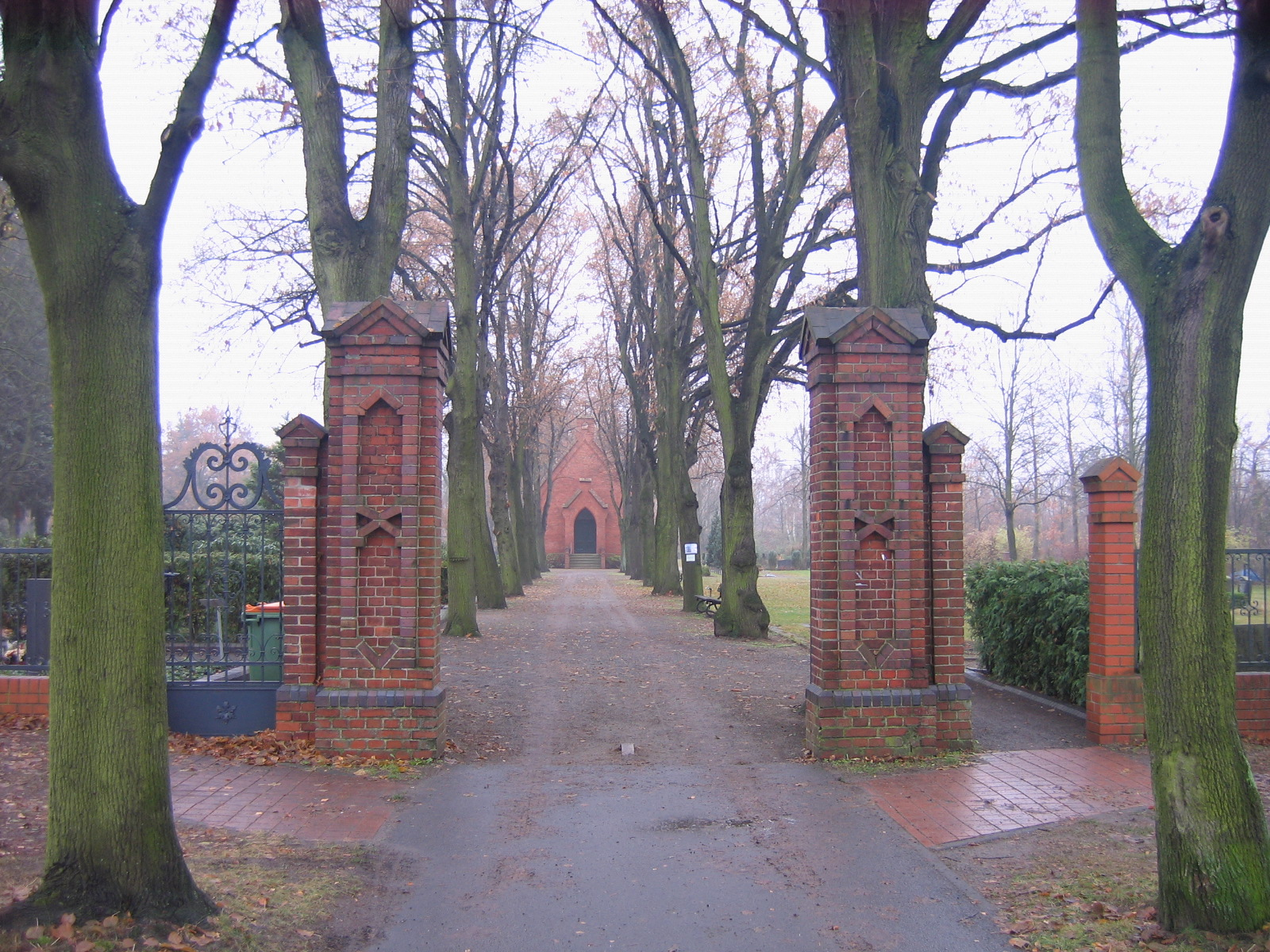
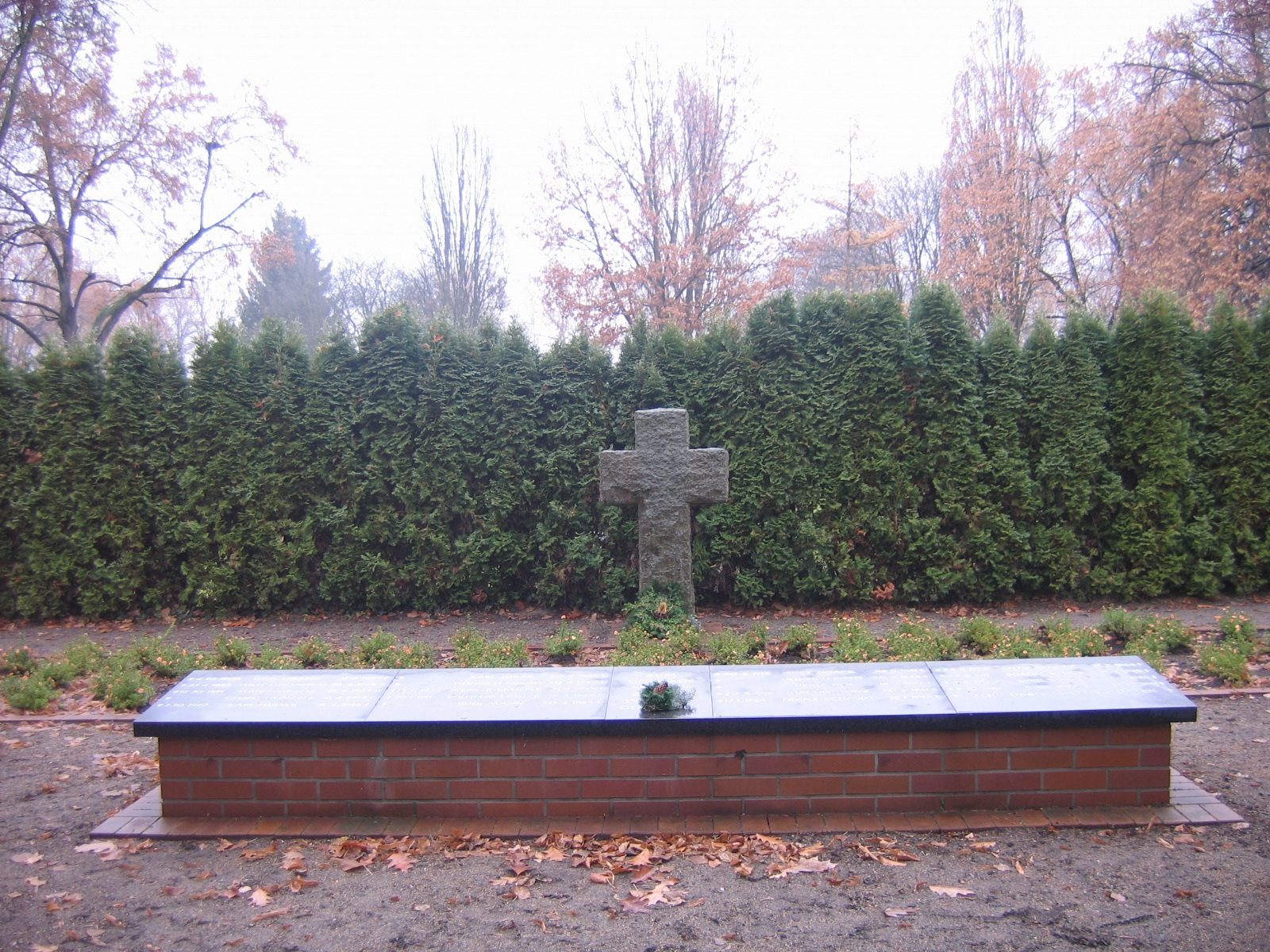
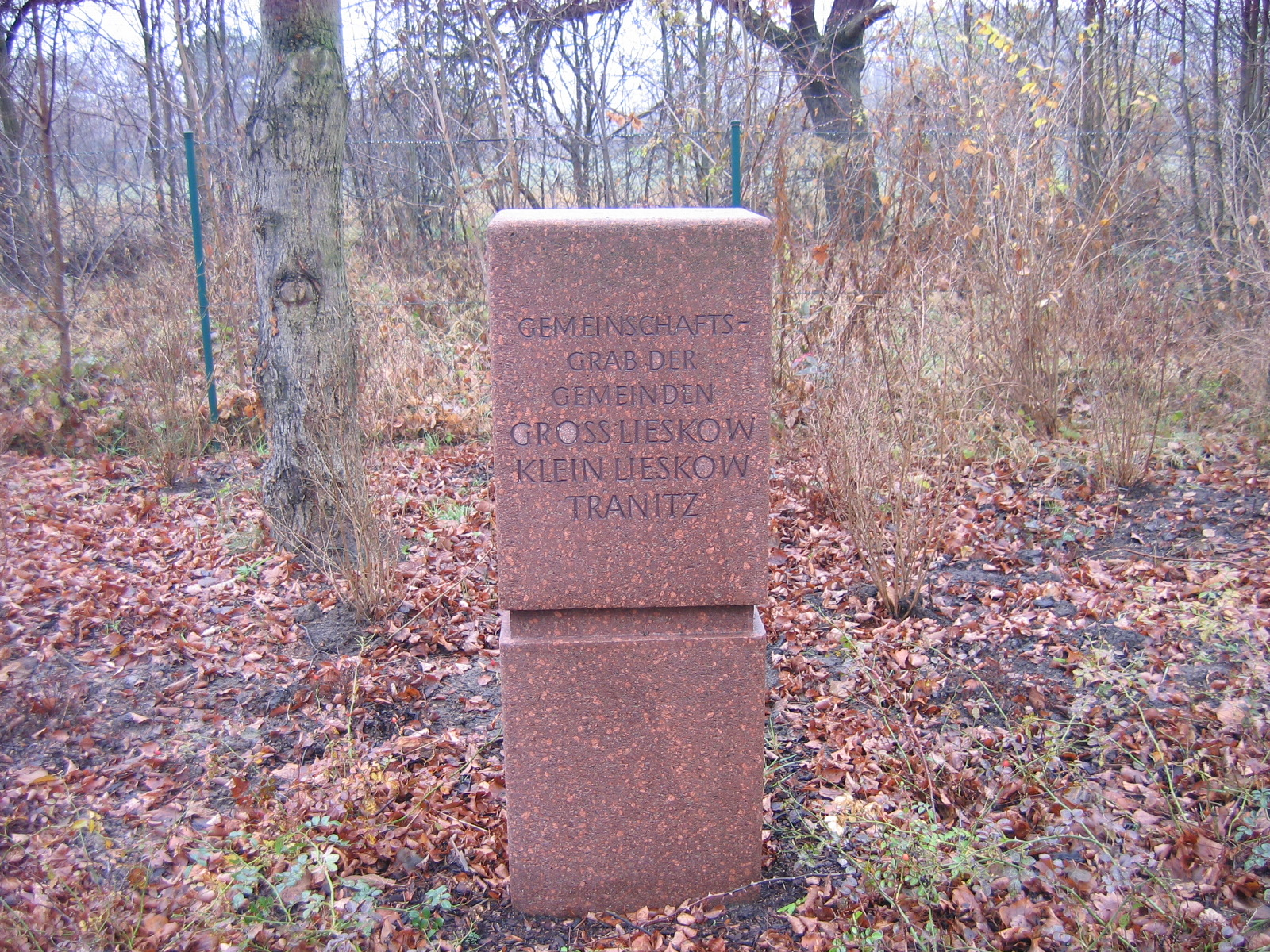

### Sowjetischer Soldatenfriedhof
Der sowjetische Soldatenfriedhof befindet sich in der Dresdener Straße neben dem Südfriedhof in Richtung Madlow.
Auf ihm befindet sich eine Gedenkstätte für deutsche Kriegstote und eine Gedenkstätte für gefallene Sowjetsoldaten.

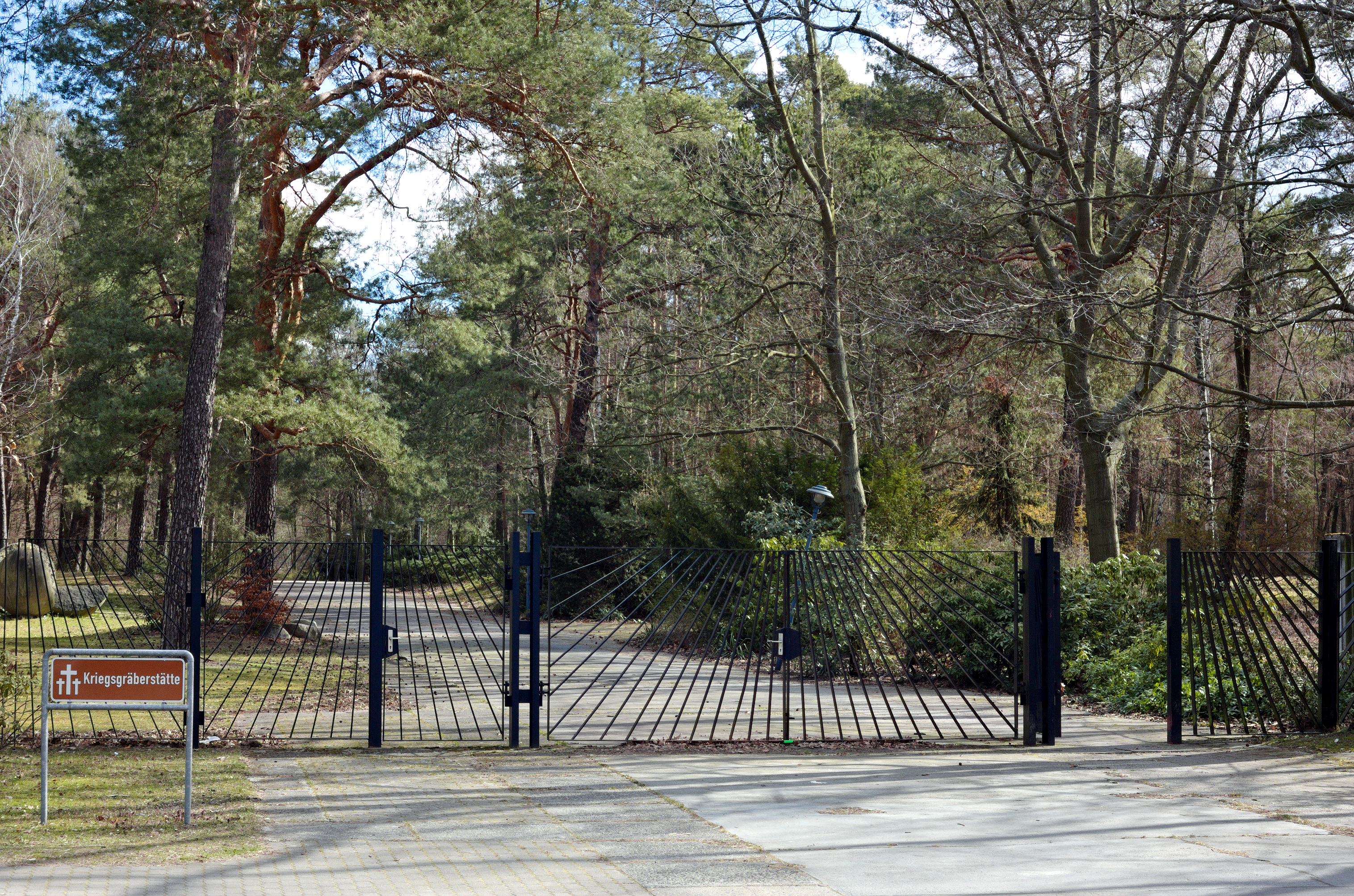
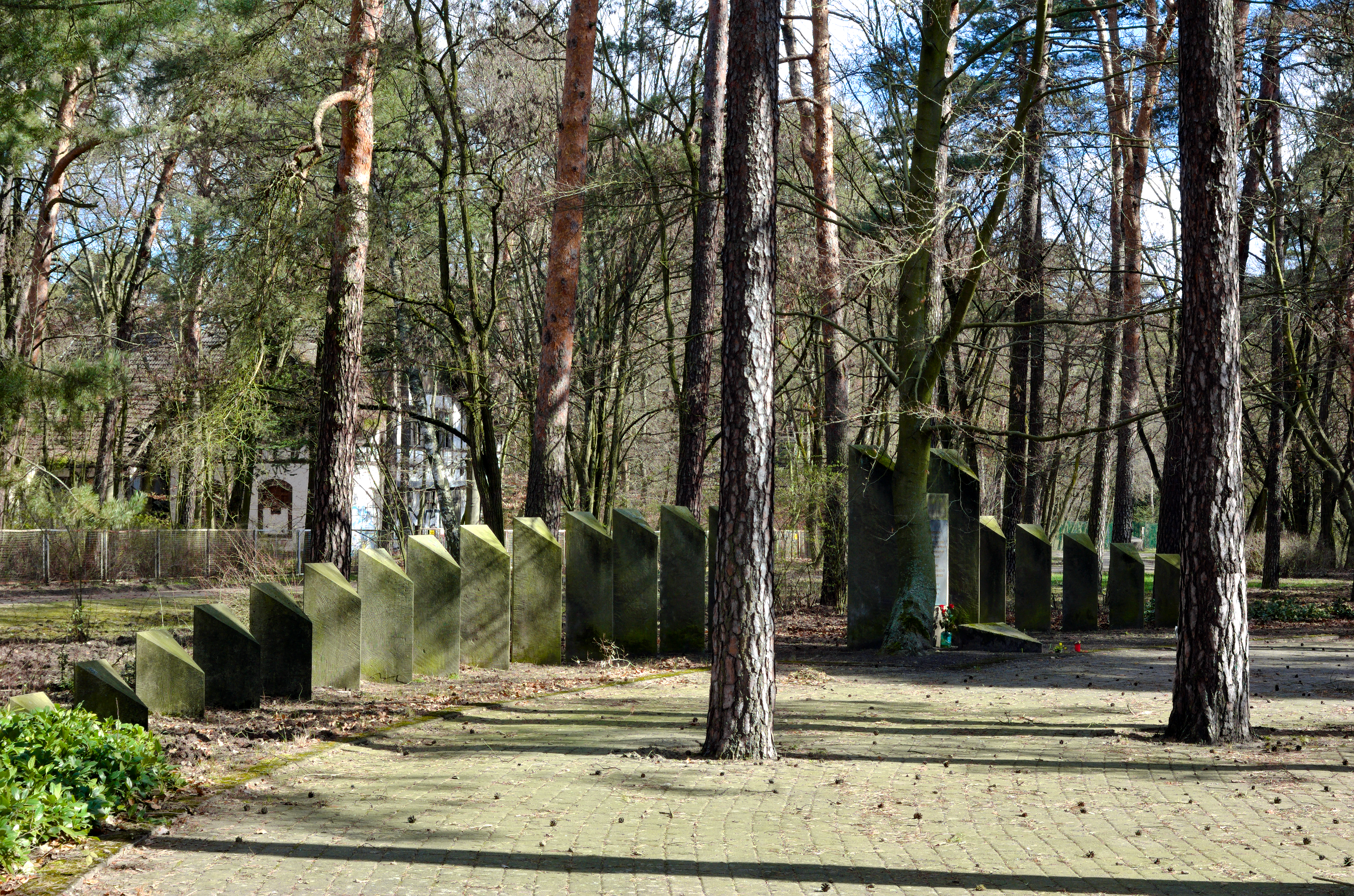
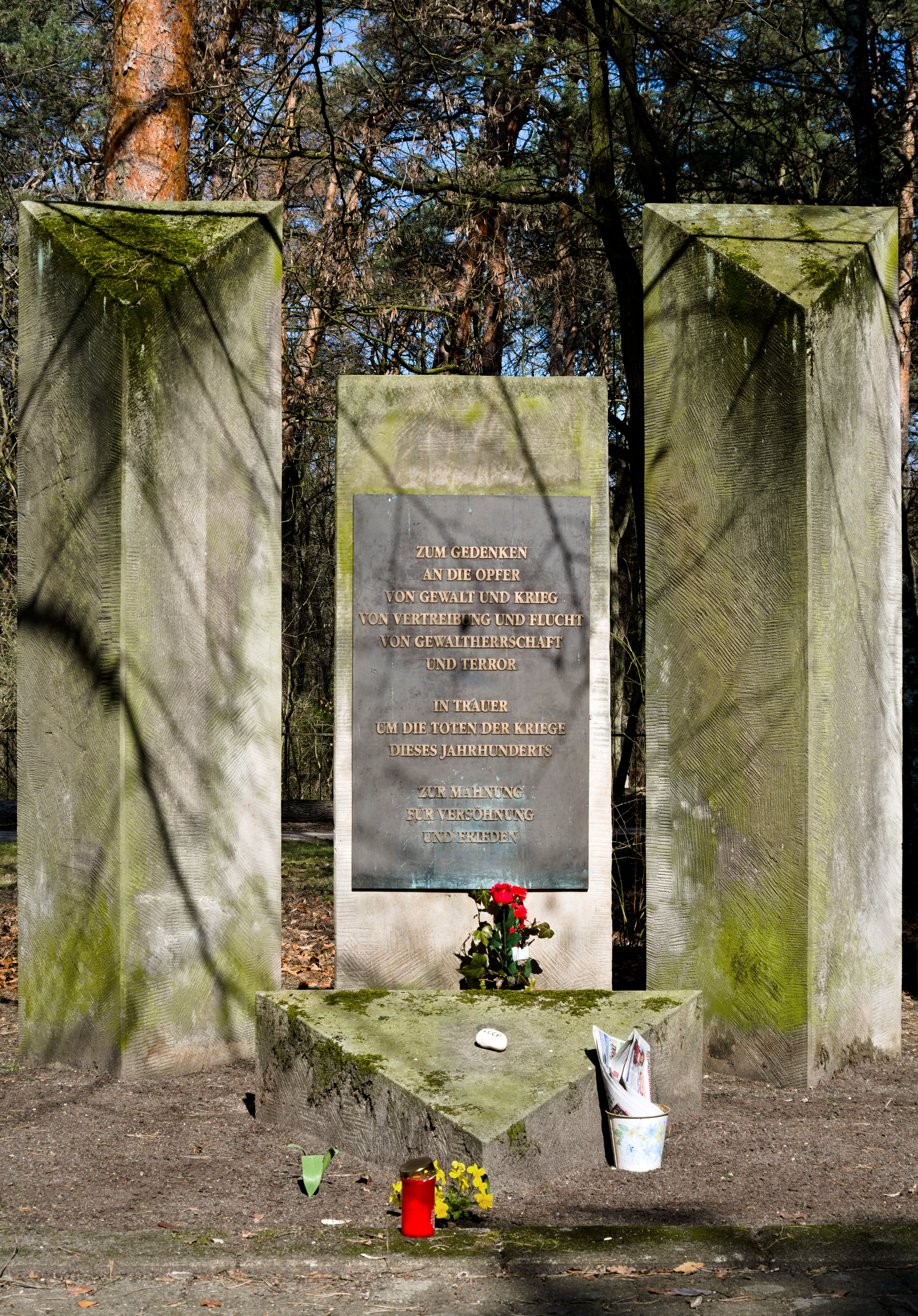
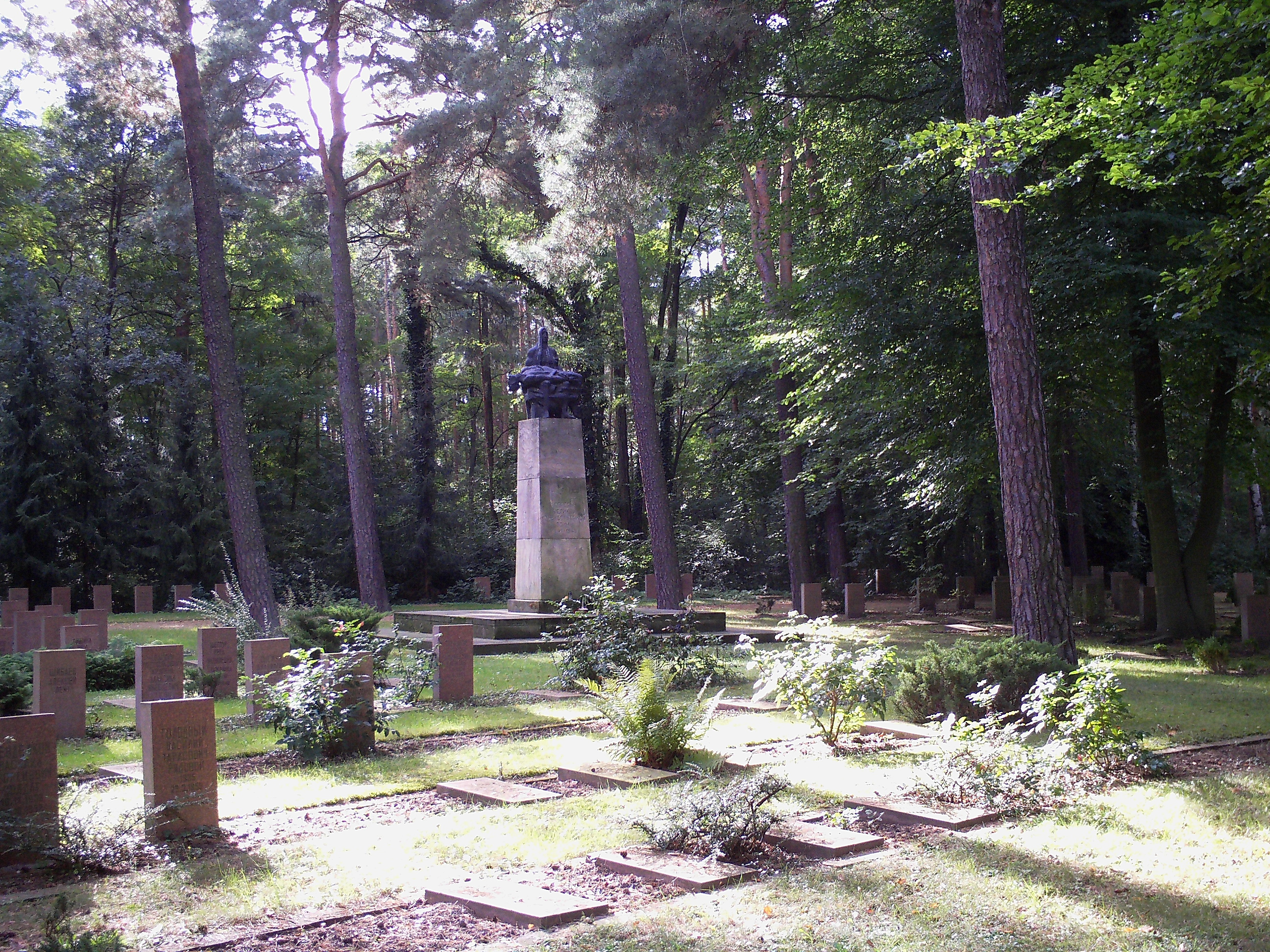
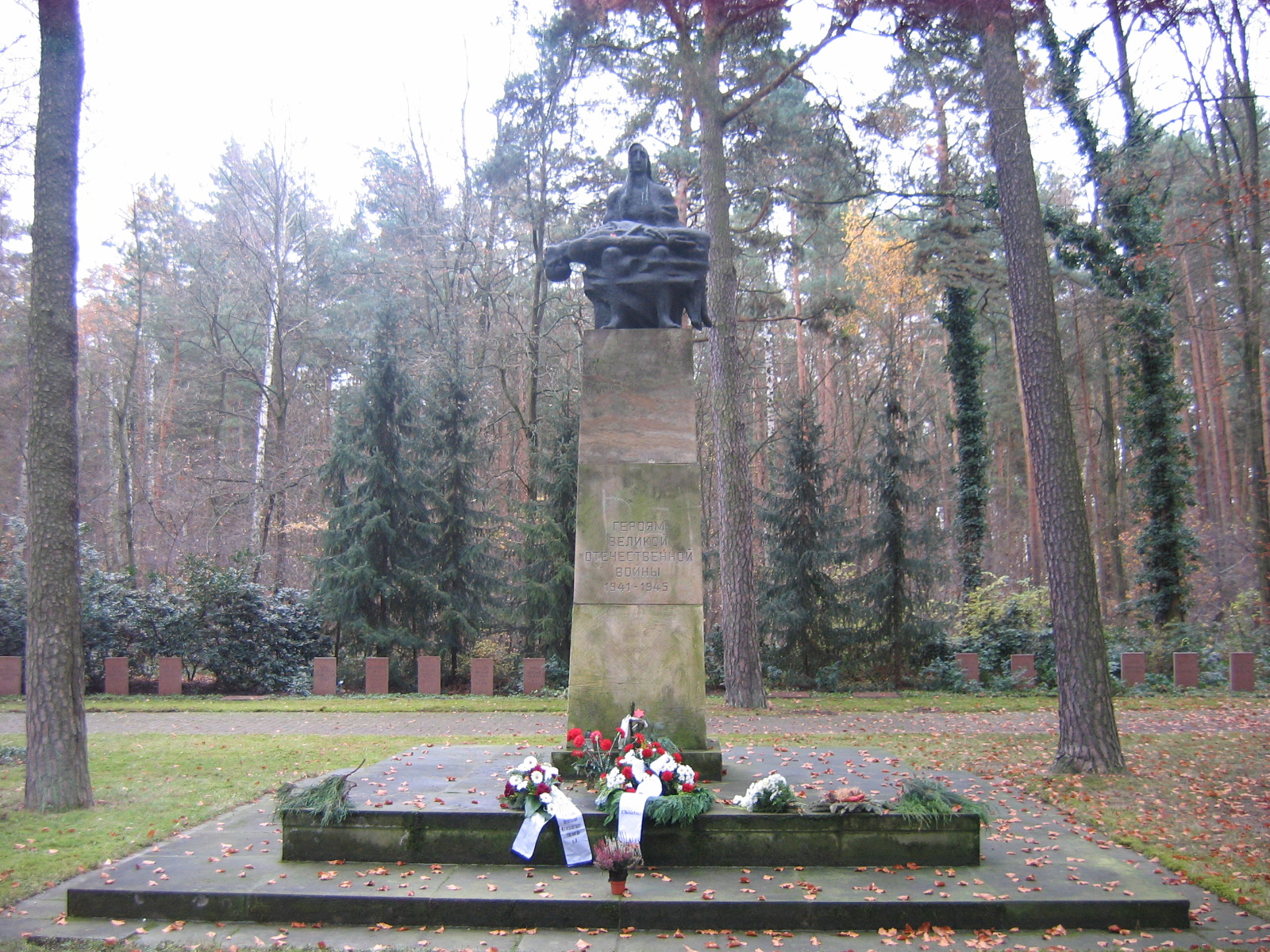
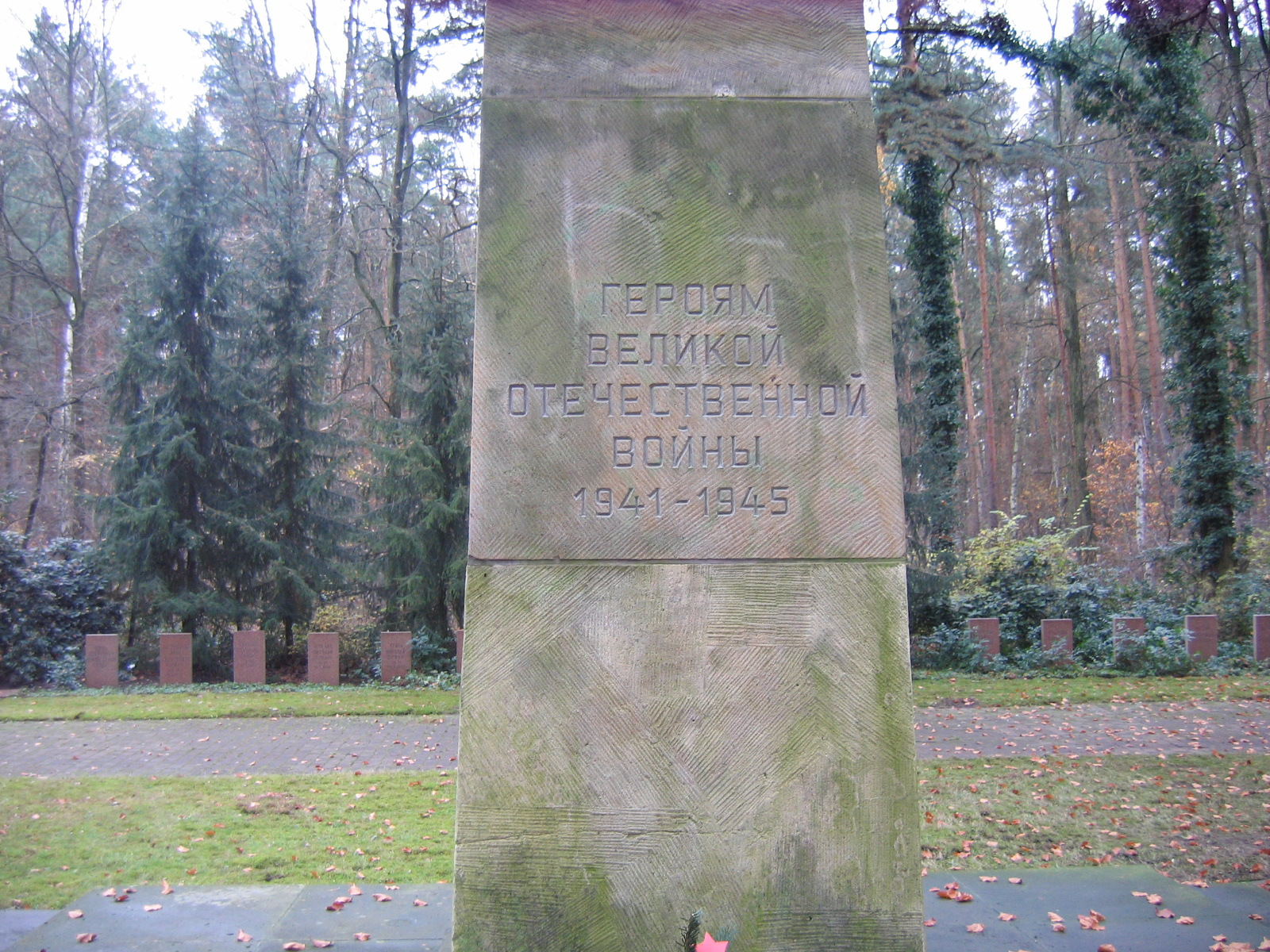
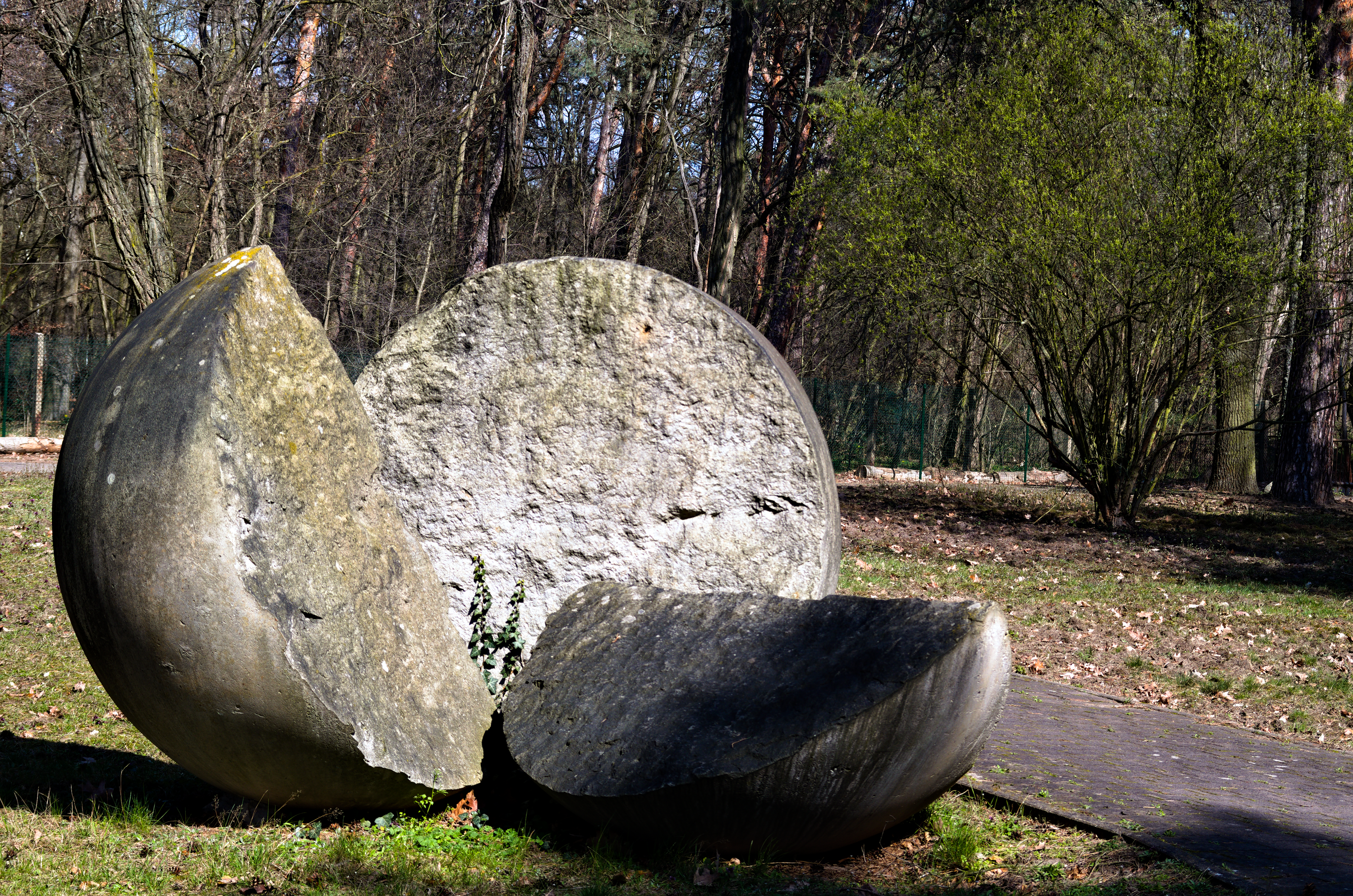

## Friedhöfe der eingemeindeten Ortschaften
Die Friedhöfe der eingemeindeten Ortschaften tragen alle einen dörflichen Charakter. Sie sind meist sehr klein, aber für die trauernden Angehörigen der Stadtteile wichtig, damit sie den Ort des Gedenkens in erreichbarer Nähe haben.

### Friedhof Branitz
Der Branitzer Friedhof befindet sich in der Kiekebuscher Straße. Eine als Grab angelegte Kriegsgräberstätte mit einem schlicht gehaltenen Gedenkstein erinnert an die gefallenen Sowjetsoldaten.

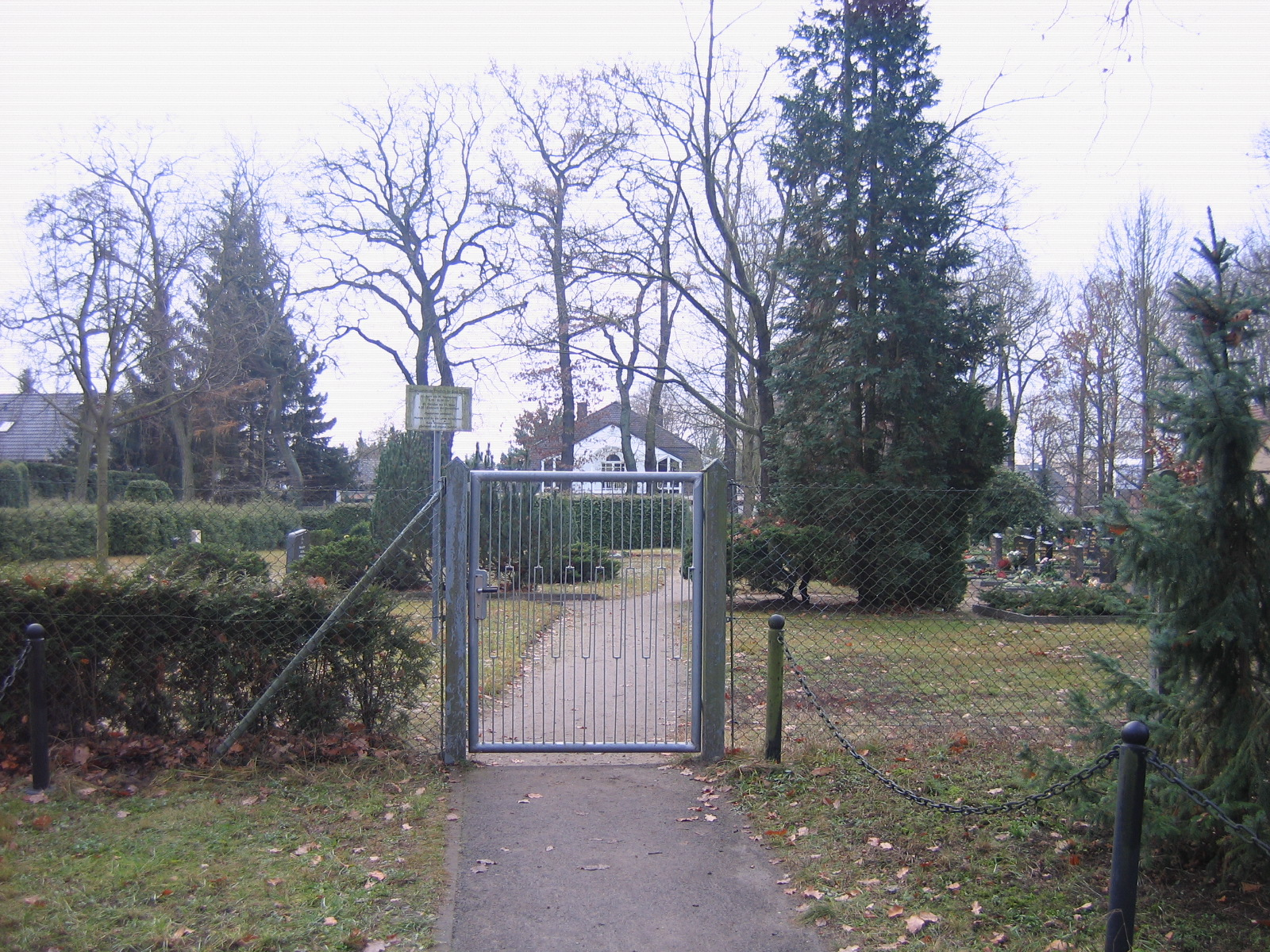
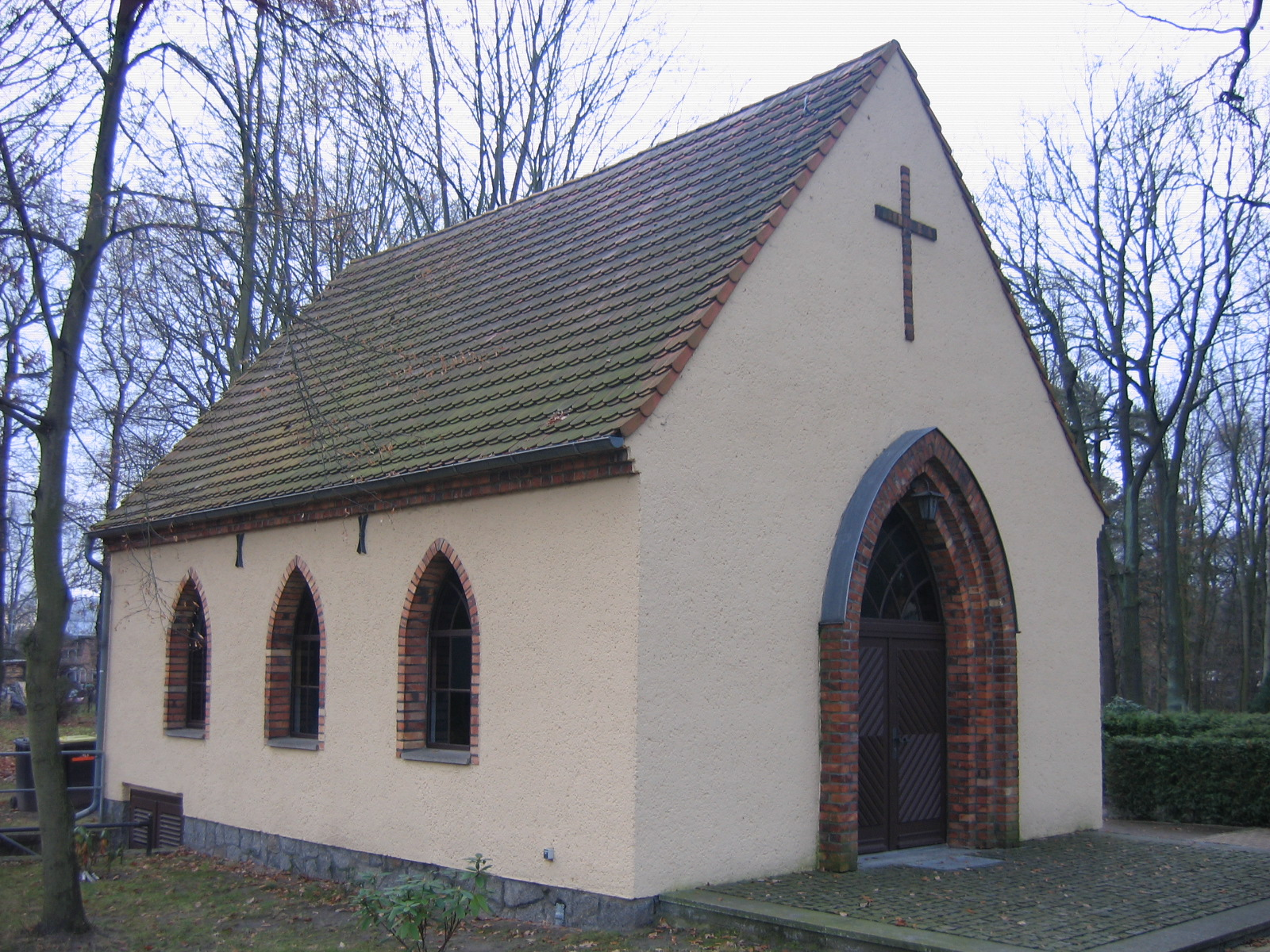
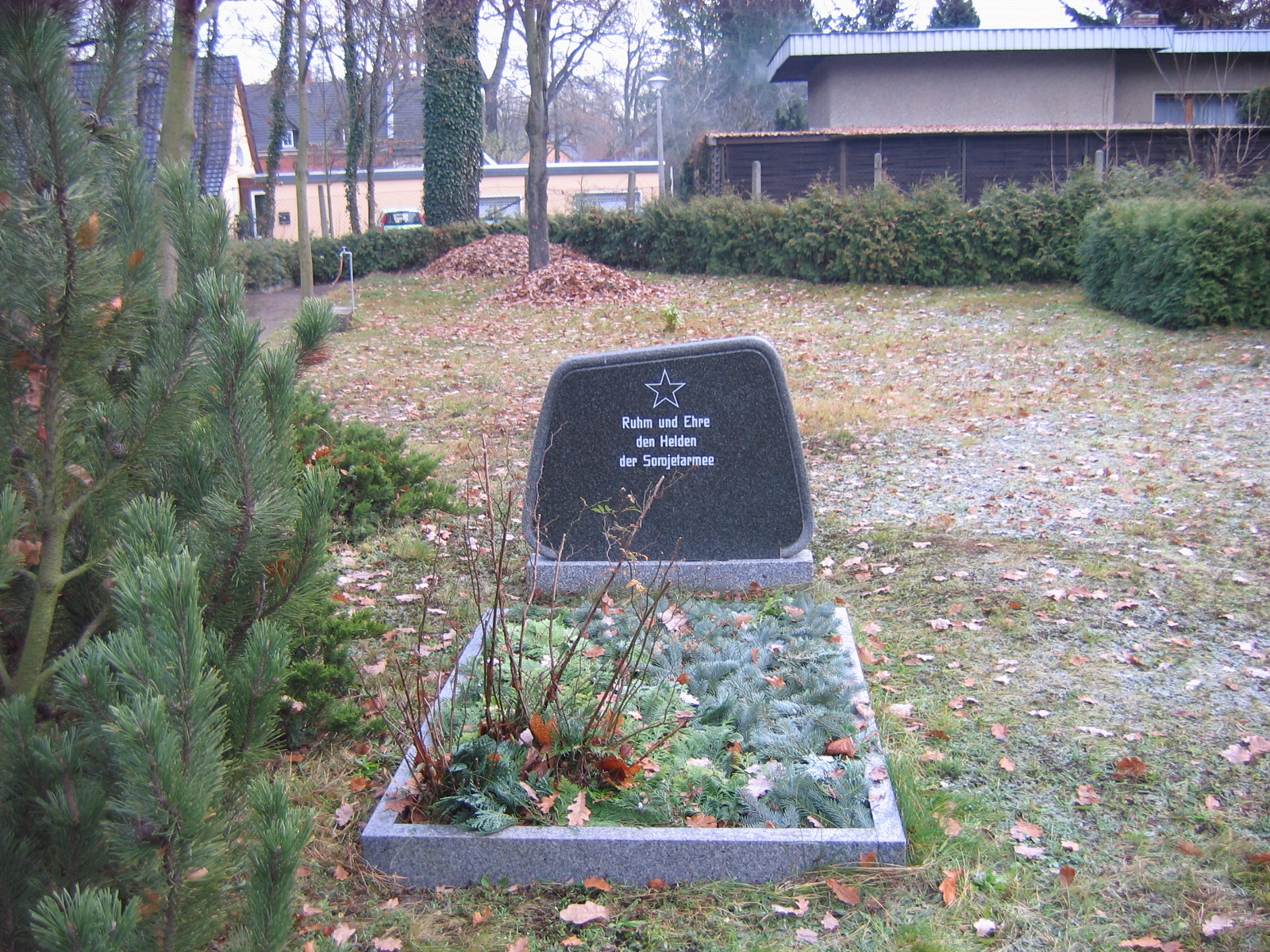
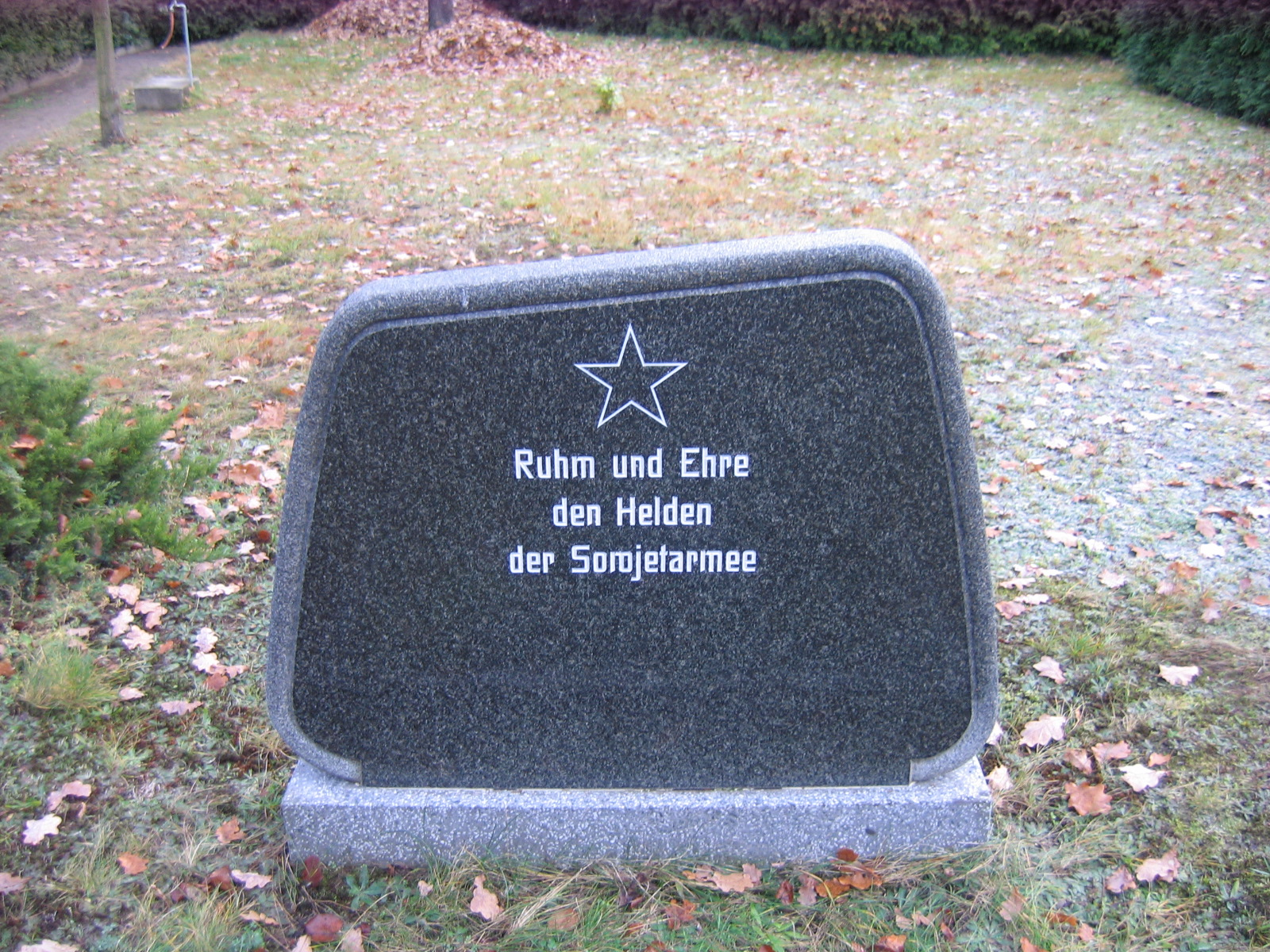

### Friedhof Dissenchen
Der Dissenchener Friedhof befindet sich ca. 500 Meter außerhalb des Stadtteils in Richtung Schlichow. Er ist als Waldfriedhof angelegt und mit einem großen Bestand alter Kiefern bewachsen. Schräg hinter der Feierhalle befindet sich eine Kriegsgräberstätte, bestehend aus einem überdachten Rondell und vier symmetrisch angeordneten dreieckigen Feldern mit Holzkreuzen.

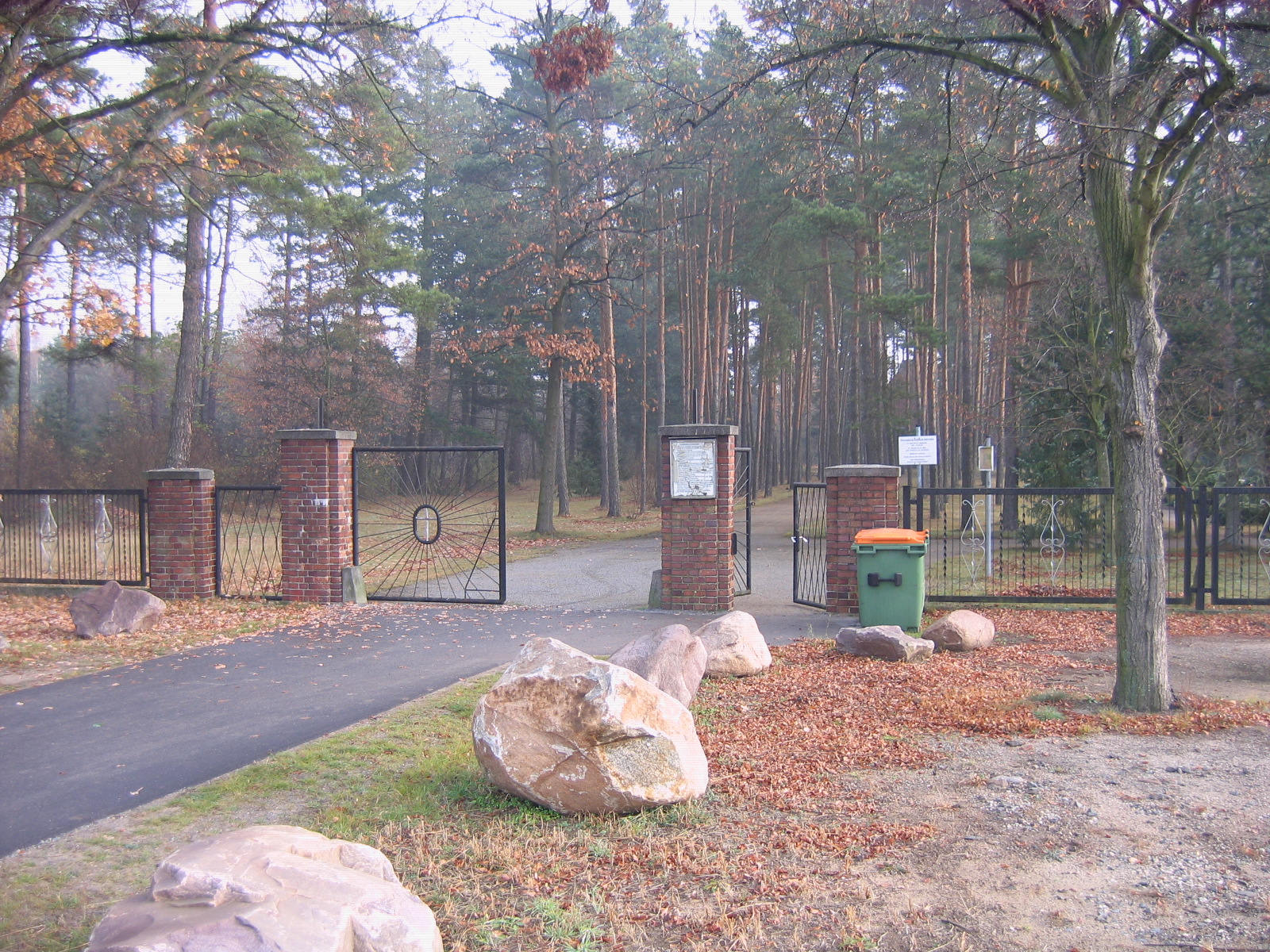
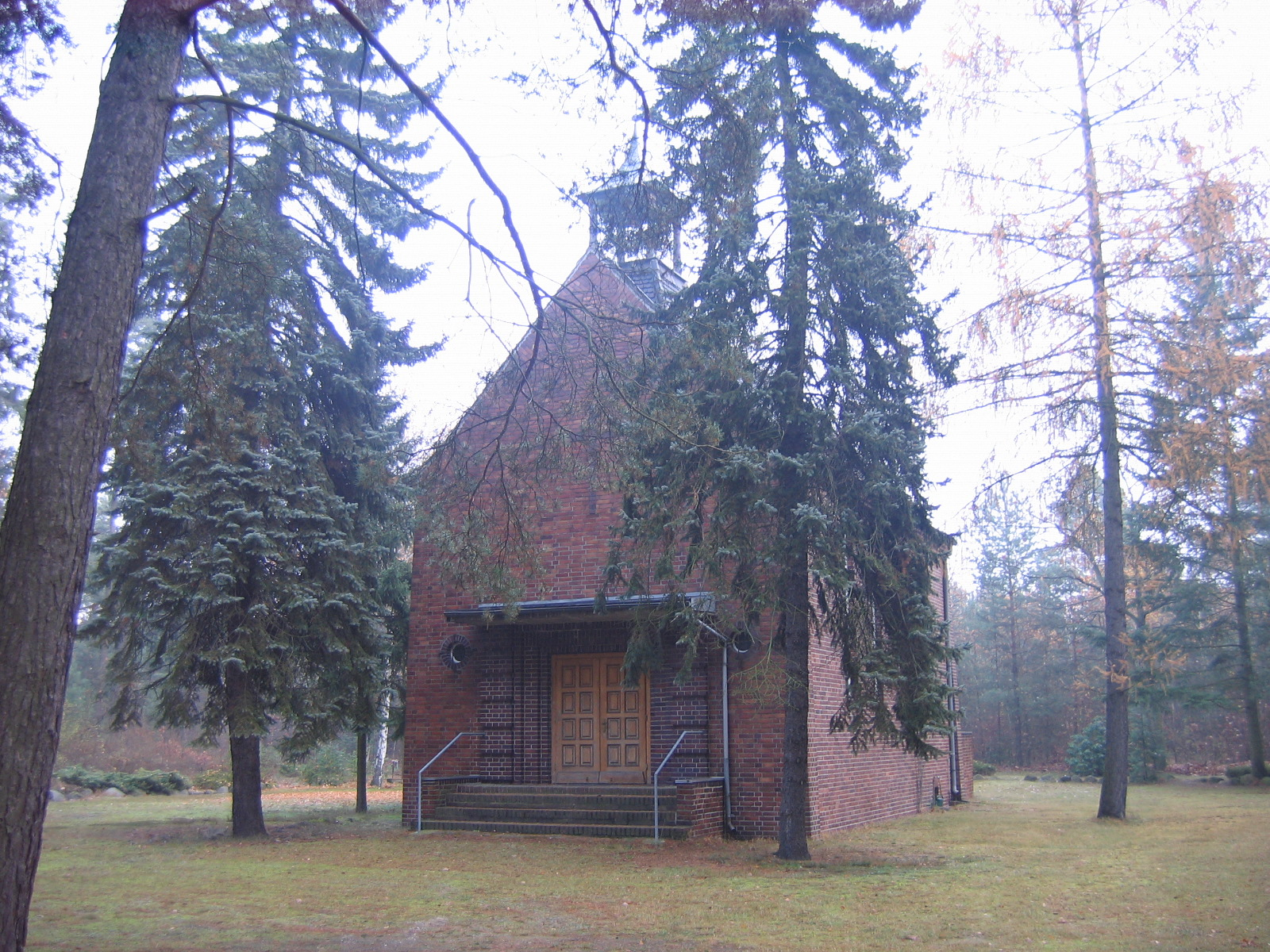
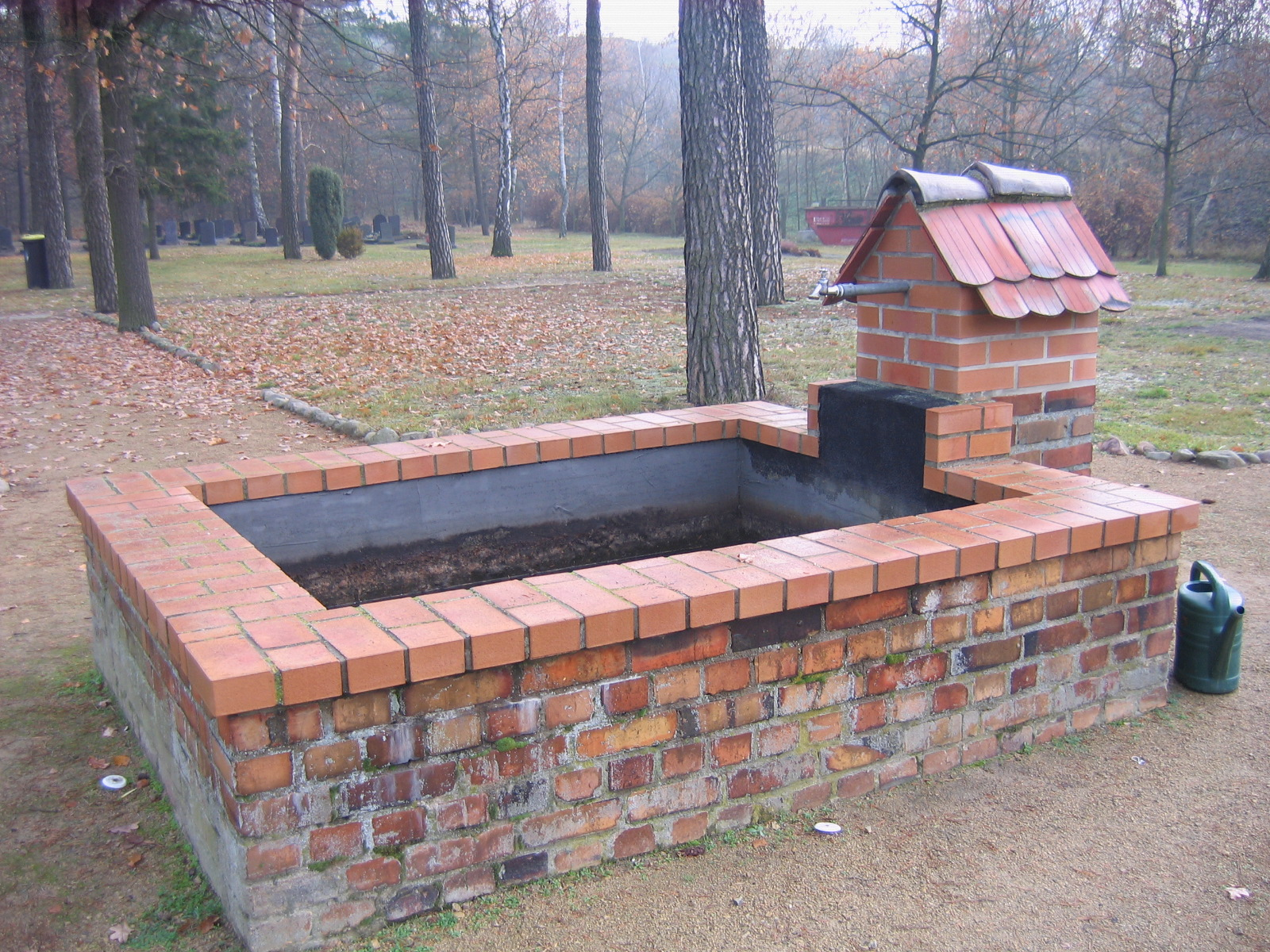
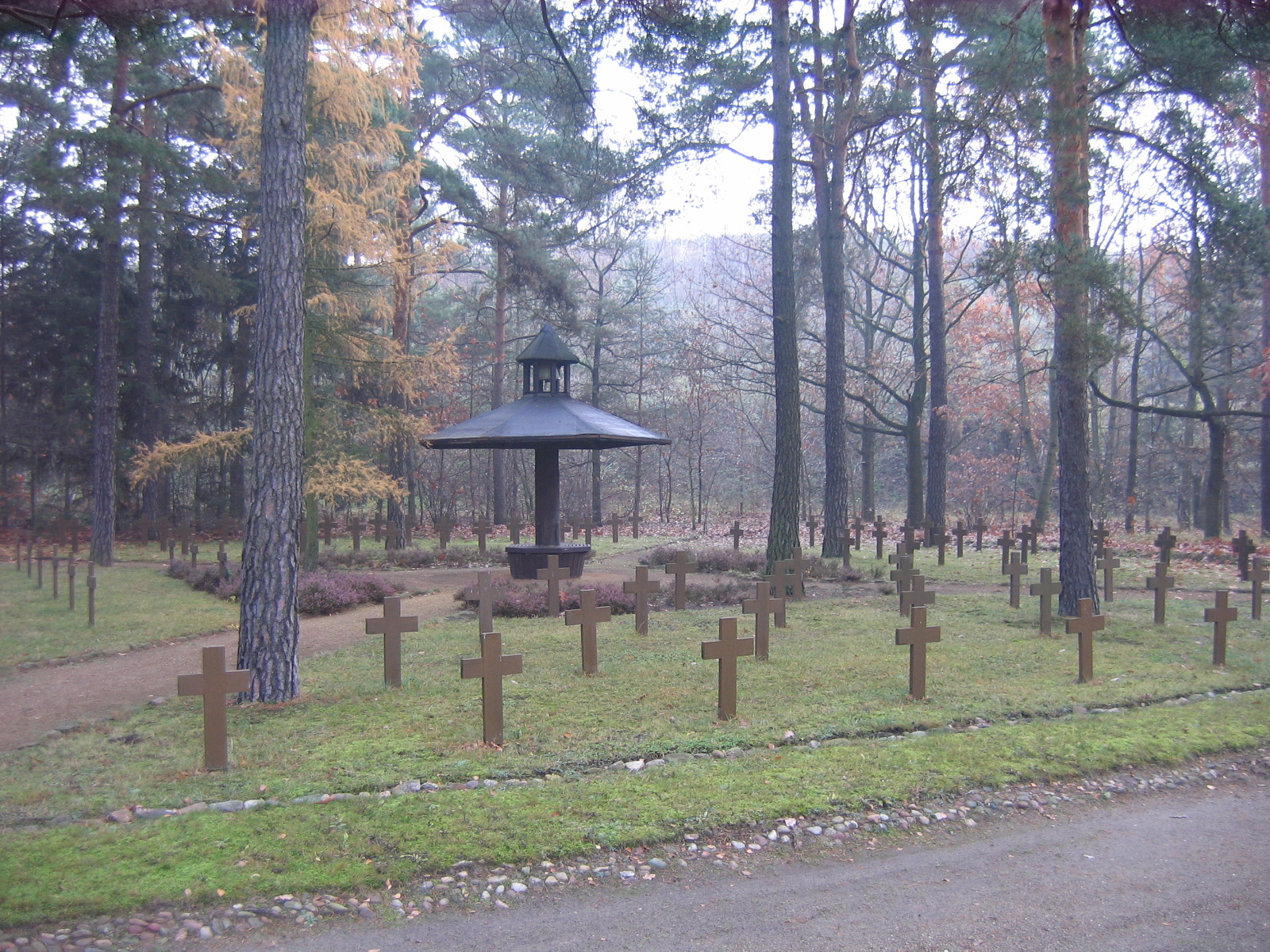

### Friedhof Döbbrick
Der Döbbricker Friedhof befindet sich an der Döbbricker Dorfstraße. Eine alte Urkunde belegt, dass die Gemeinde Döbbrick einen Platz für einen neuen Friedhof innerhalb der Ortschaft angekauft hat. Dieser Friedhof befindet sich an der Döbbricker Dorfstraße. Das neue Areal in der Döbbricker Dorfstraße wurde durch die Arbeit aller Gemeindebewohner zu einem Friedhofsgelände gestaltet. Er wurde am 22. Juni 1910 anlässlich eines Begräbnisses (Hans Kaschka) eingeweiht. Am 26. März 1911 begann die Cottbuser Firma Pabel in Döbbrick mit dem Bau der Kirche, die dann am 18. Dezember 1911 geweiht wurde. Der Bau wurde in Neorokoko-Stil errichtet.
Wo genau der erste Friedhof in Döbbrick lag, ist nicht überliefert.
Den Maibergern war es bald zu viel, ihre Verstorbenen ca. 6 km weit bis zum Döbbricker Friedhof zu bringen. Daher erwarben sie privat den Friedhof, der zu Sielow gehörte. In der „Friedhofs- und Begräbnisordnung für die Interessentengemeinde Maiberg“ von 1933 ist auszugsweise zu lesen:

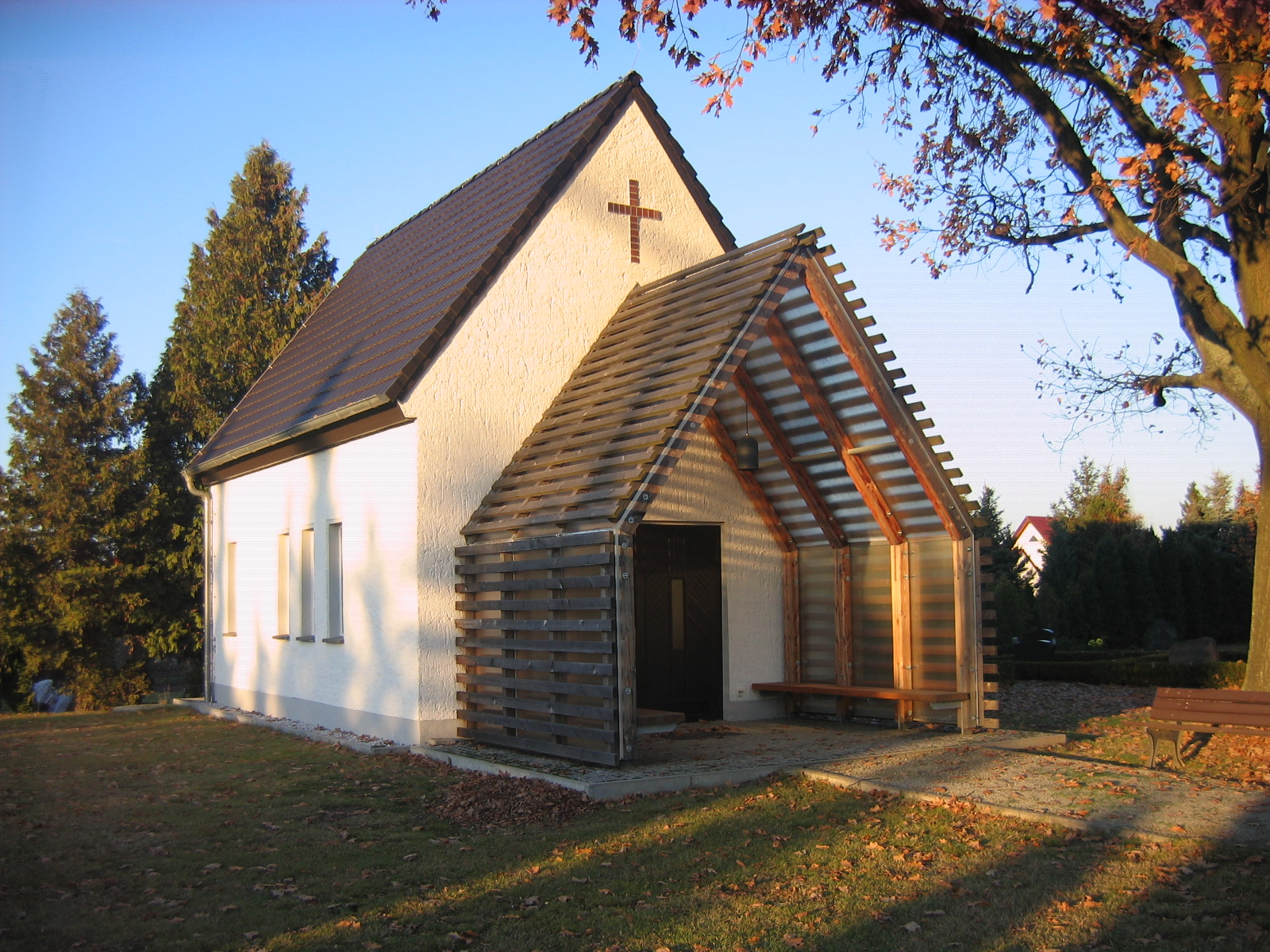
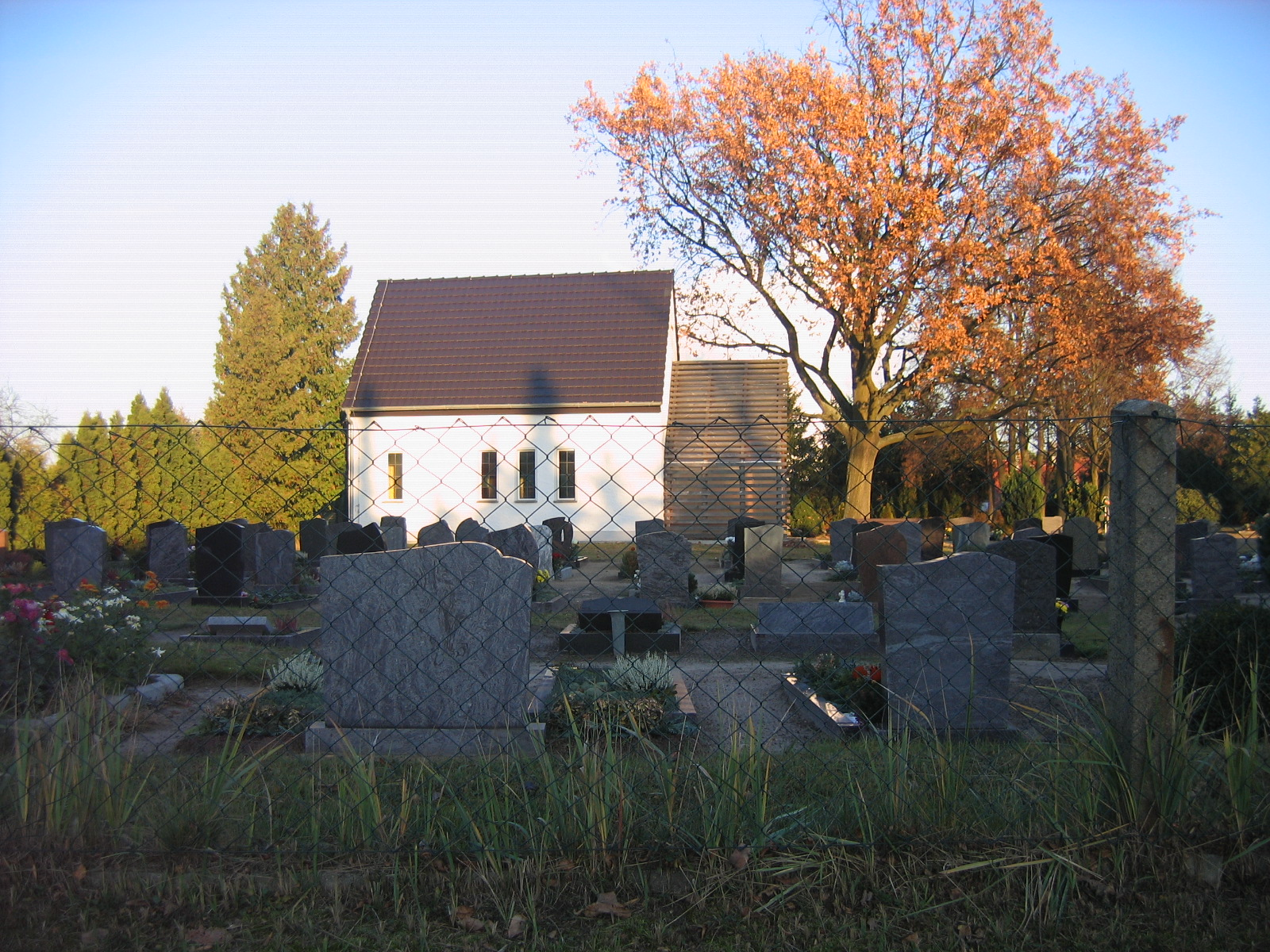

### Friedhof Gallinchen
Der Ort Gallinchen liegt westlich an der B 97. Bis in die heutige Zeit hinein, zuletzt Ende der 1980er Jahre, wurden bei Bauarbeiten noch bronzezeitliche Gräber gefunden, die nicht mehr zugeordnet werden konnten. Das Dorf Gallinchen hat einen historischen Friedhof, von dessen Existenz heute kaum jemand etwas weiß. Er lag am Rande des Spree-Überschwemmungsgebietes, Bestattungen gab es dort vermutlich bis Ende des 19. Jahrhunderts, in wenigen Ausnahmen auch noch einige Jahre später. Ein Beschluss über die offizielle Schließung dieses Friedhofs ist nicht bekannt. Die alte Landkarte aus der Reparationszeit (s. oben rechts) ist der einzige Nachweis über diesen Friedhof, im Ort selbst erinnert nichts mehr daran. Zur besseren Übersicht ist dieser Friedhof zusätzlich mit einem grünen Punkt gekennzeichnet.
Auf diesem Friedhof wurde Georg Daniel von Sonnentag 1734 standesgemäß in einer Gruft beigesetzt. Seine Schwester Helene Maximiliane von Sonnentag wurde 1798 ebenso im Grabgewölbe der Familie gebettet. In den 70er Jahren erst wurden Reste von den Grüften der Adligen eingeebnet. Die Fläche wird heute privat für einen Autoparkplatz genutzt. Zu Beginn des 20. Jahrhunderts wurde der Beschluss zur Anlage eines neuen Friedhofs nördlich von Gallinchen, an der B 97, gefasst. Dieser Friedhof wurde auch angelegt und bereits zu DDR-Zeiten flächenmäßig vergrößert. Die Feierhalle hatte durch Granateinschläge des Zweiten Weltkriegs große Schäden zu verzeichnen und wurde nach dem Jahr 2000 restauriert, ebenso wie die gesamte Friedhofsanlage nach der Übernahme durch die Stadt Cottbus.
Die Lage des heutigen Gallinchener Friedhofes wurde zusätzlich blau markiert, da es diesen 1782 noch nicht gab, er demzufolge auf der Landkarte des genannten Jahres nicht eingezeichnet werden konnte. Der heutige Friedhof liegt direkt an der Gallinchener Hauptstraße.
Gleich am Eingang befindet sich links ein Denkmal für die Gefallenen des Ersten Weltkrieges, auf dem an die Opfer (mit Dienstgrad und nach den Todesjahren 1914, 1916, 1917 und 1918 geordnet) namentlich erinnert wird. Darüber steht die Inschrift:
Nachdem das Kriegsgräberdenkmal gemäß einem Vertrag mit der Stadt Cottbus jahrelang vom Dorfclub gepflegt wurde, kündigte die Stadt den Vertrag zum Ende des vergangenen Jahres. Die Pflege und Gestaltung haben nun wieder die Verantwortlichen der Stadt Cottbus.
Das Areal der Kriegsgräberstätte ist von einer gut geschnittenen grünen Hecke umgeben.
Insgesamt ist der Friedhof sehr übersichtlich angelegt, es gibt die üblichen Reihengräber, ebenso noch sehr viele Familiengrabstätten.
Der Gallinchener Friedhof befindet sich in der Gallinchener Hauptstraße. Gleich hinter dem Eingang ist eine Kriegsgräberstätte angelegt.

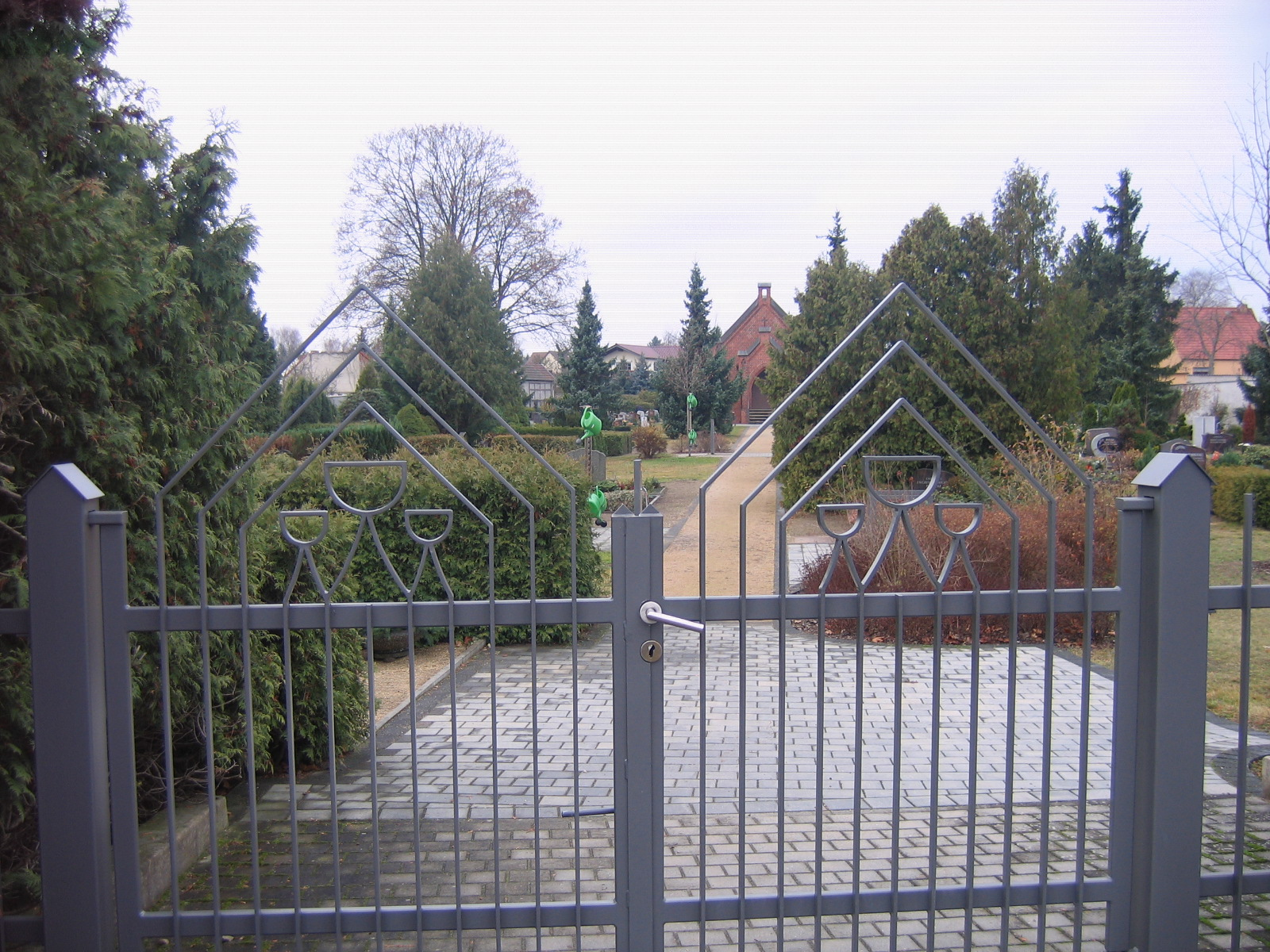
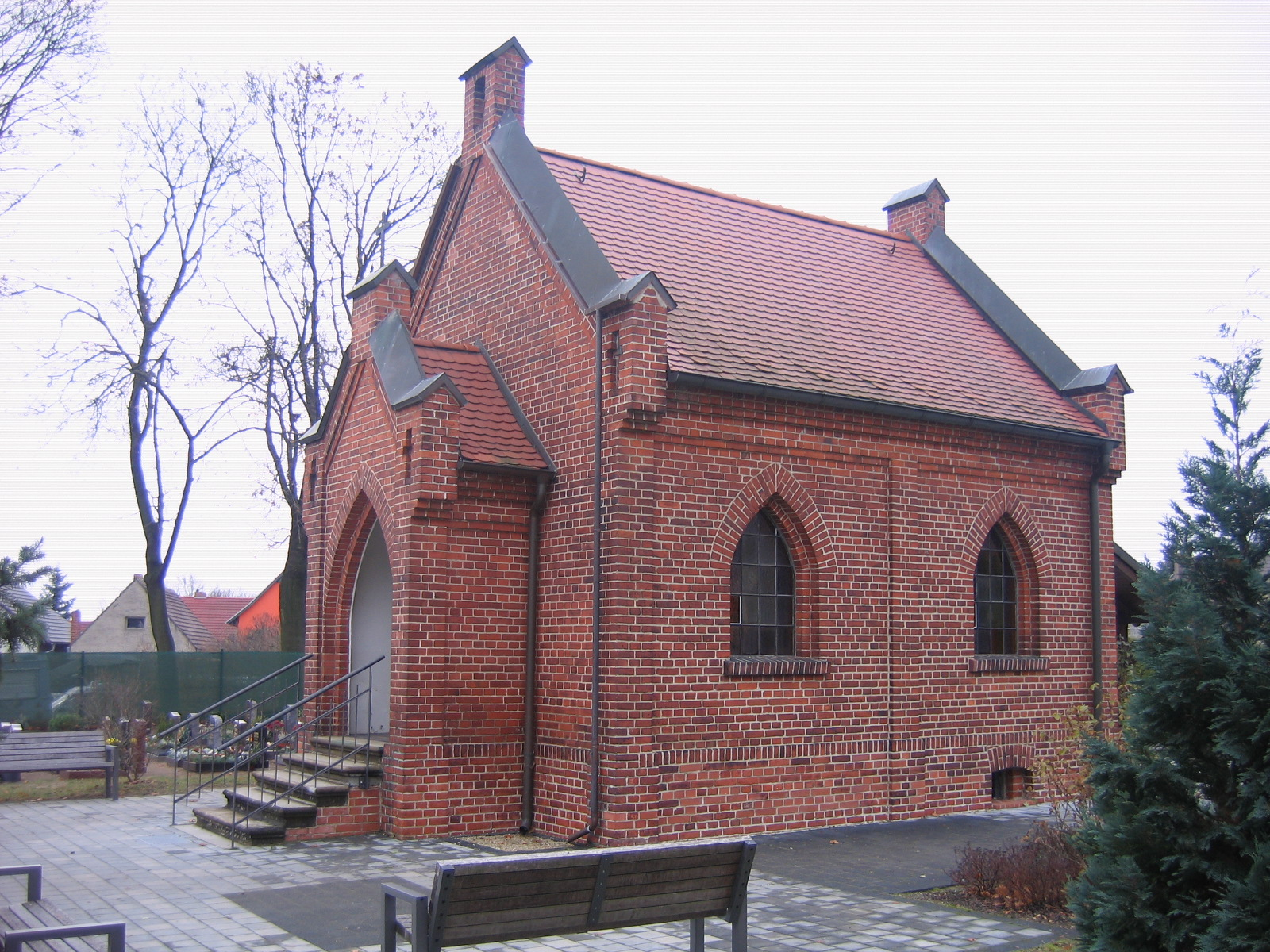
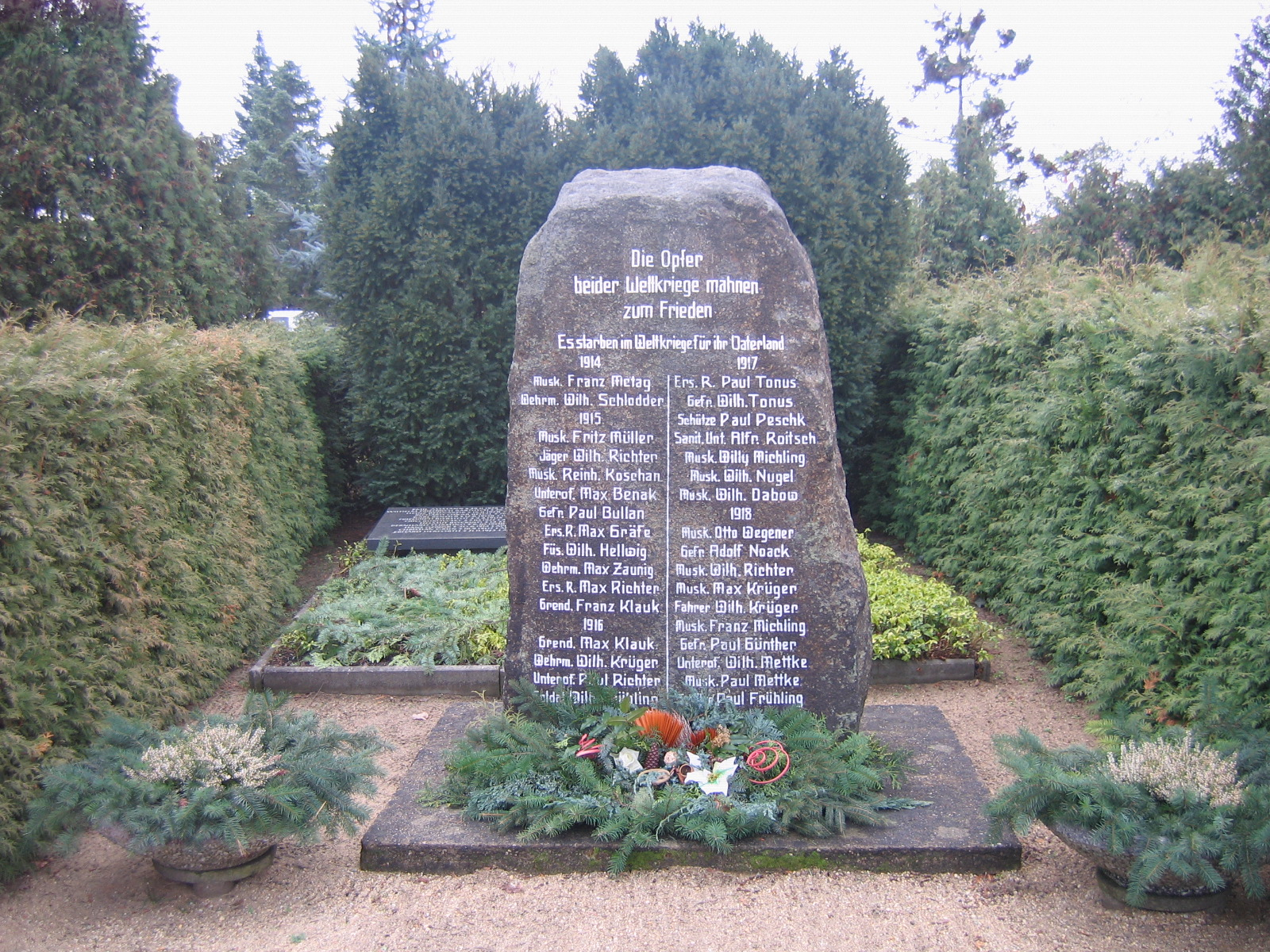
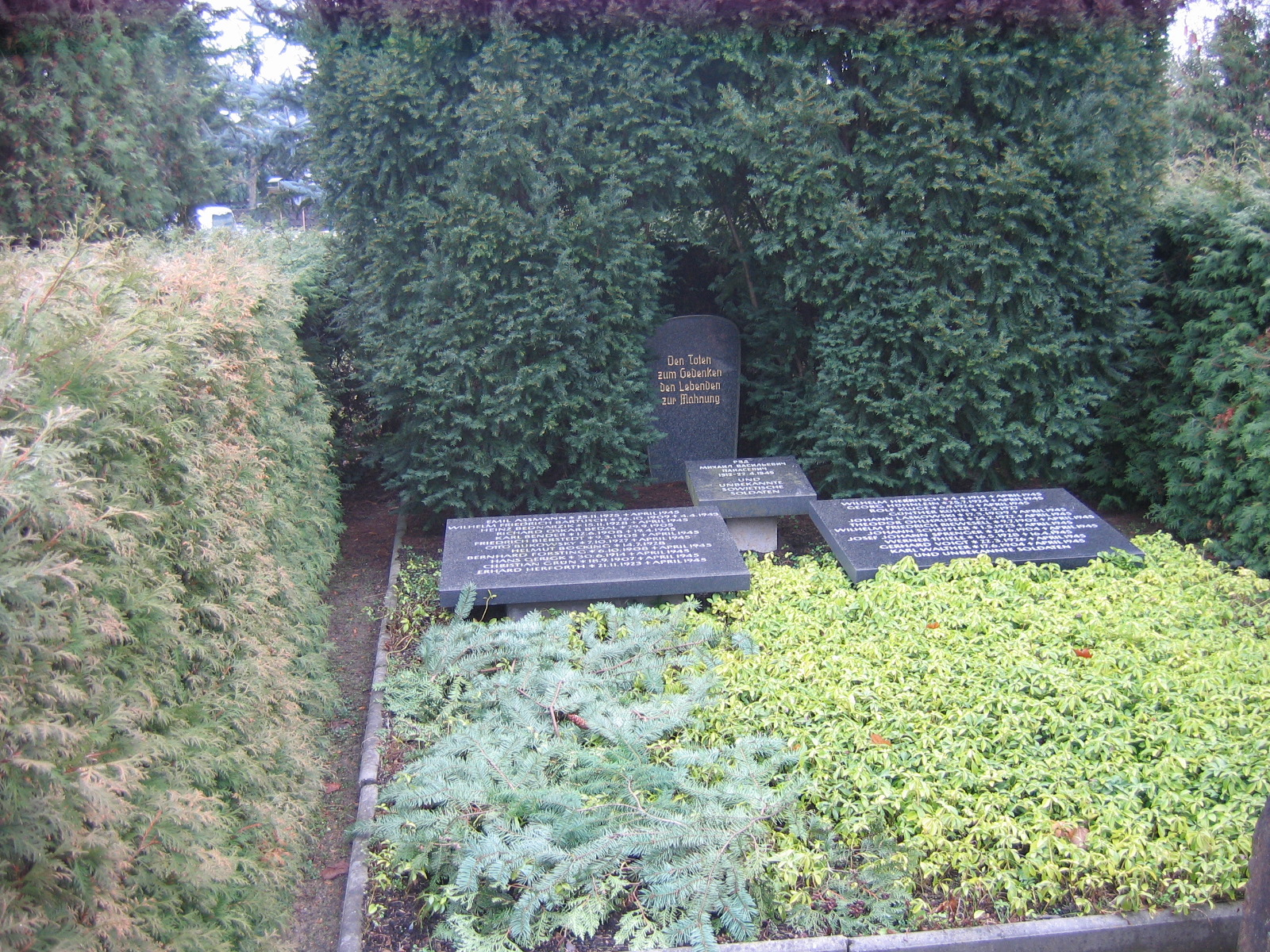

### Friedhof Groß Gaglow
Der jetzige Friedhof gehört nicht zur Kirchengemeinde. Der ehemalige Friedhof von Groß-Gaglow wurde nach Auskunft des Pfarramtes bereits vor dem 20. Jahrhundert entwidmet, Unterlagen dazu existieren nicht mehr. Die evangelische Dorfkirche ist ein Neuromantischer Saalbau aus dem Jahre 1891. Es handelt sich hier um einen roten Ziegelbau mit gestuften Strebepfeilern, die Apsis hat 4 Kreuzgewölbe, eine Hufeisenempore sowie eine hölzerne Ausstattung.
Auch ein vergoldetes hölzernes Wappenepitaph für Wolff Friedrich von der Heyde († 1742) ist hier erhalten, das ovale Bildnis des Verstorbenen in einem Akanthusrahmen und mit reichem Trophäenschmuck umgeben verziert.
Auf dem heutigen Friedhof in Groß-Gaglow schräg gegenüber der Kirche in Groß-Gaglow befinden sich 2 Gedenksteine.

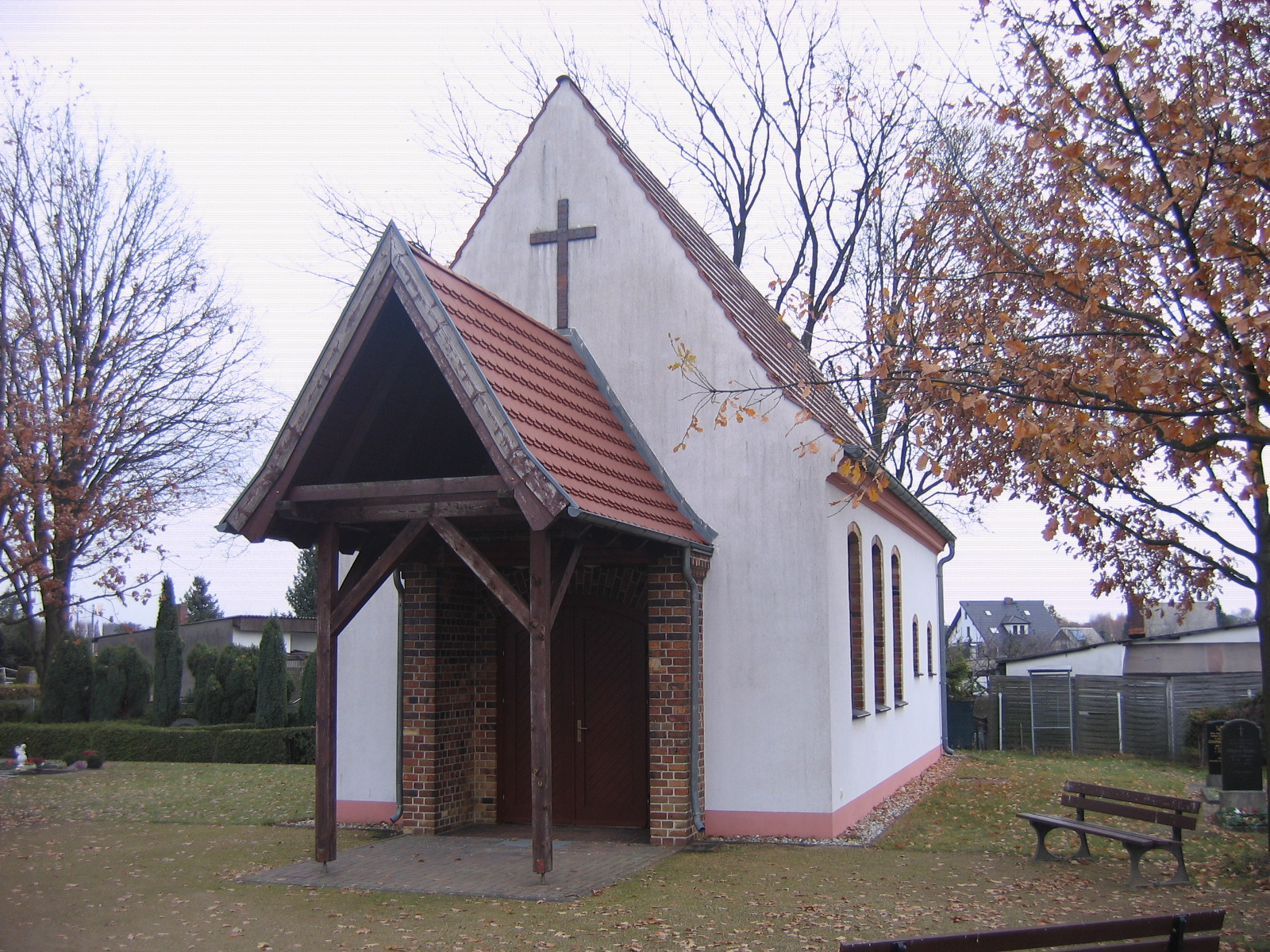
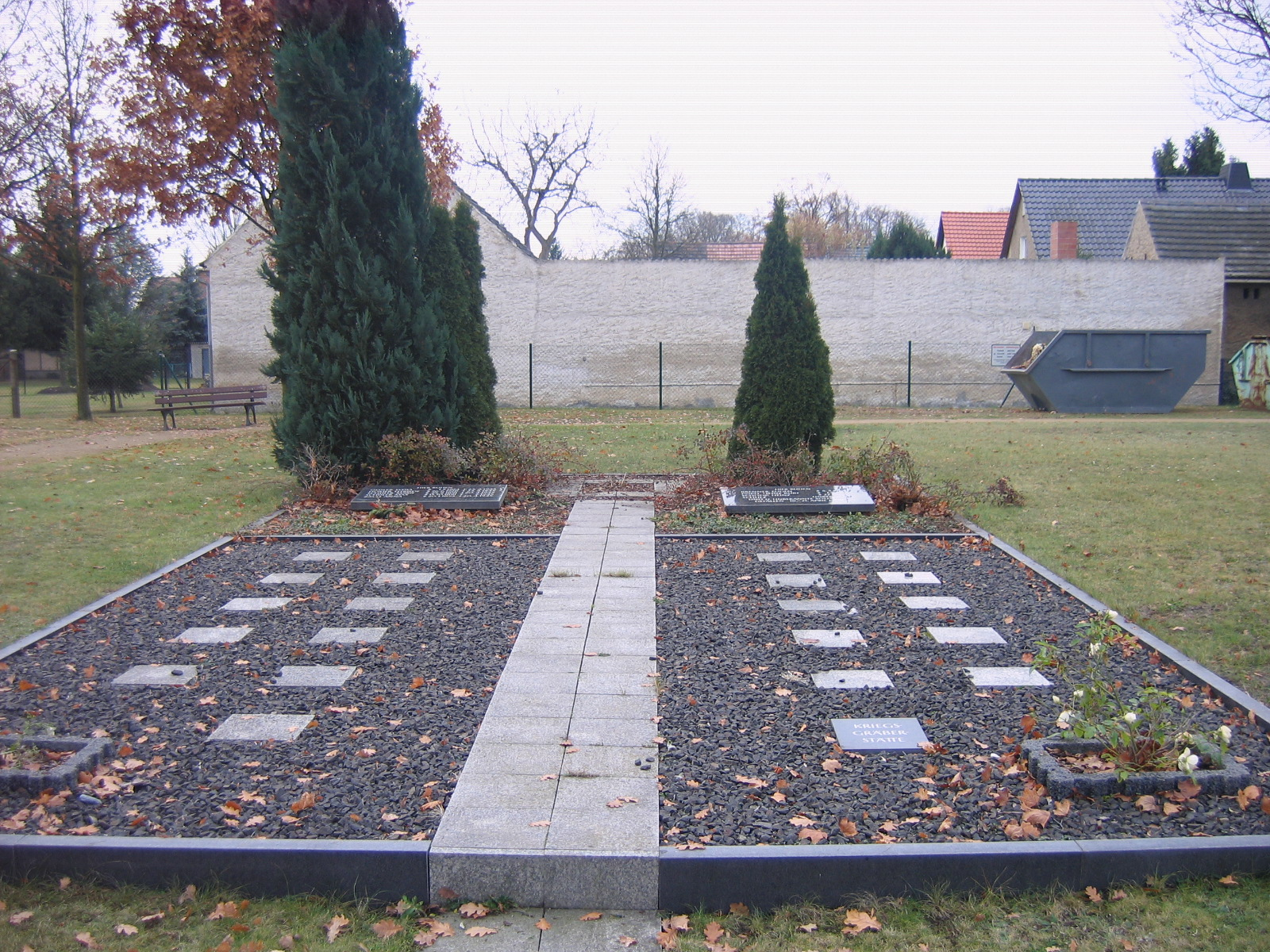

### Friedhof Kahren
Der Kahrener Friedhof mit Kriegsgräberstätte befindet sich am Frauendorfer Weg, ca. 600 Meter außerhalb der Stadtgrenze.
Das erst Originaldokument, das den kleinen Ort Kahren nennt, befindet sich im Staatsarchiv Berlin-Dahlem. Die Kirche wurde bereits 1300 dokumentarisch erwähnt, Predigten in sorbischer Sprache wurden etwa ab 1549/50 gehalten. Im Jahre 1573 mussten umfangreiche Instandhaltungsmaßnahmen vorgenommen werden, dabei konnten jedoch die alte Wetterfahne mit ihren Initialen B. v. P., N. v. L. (Balthasar von Pannwitz, Nickel von Löben 1573) ebenso erhalten werden wie ein alter Kopf aus Holz, der Johannes den Täufer darstellt.
Ein altes Grabdenkmal aus Sandstein ist an der Innenwand der Kirche gegenüber der Kanzel angebracht. Es erinnert an den Pfarrer Johann Richter (* 1584, † 1647), der ab 1613 als Pfarrer in Kahren wirkte. Im 19. Jahrhundert erhielt die Kirche eine dreiseitige Empore. Um die Kirche herum gibt es einen Friedhof, der von einer Mauer eingefriedet ist. Die Kirche steht heute unter Denkmalschutz, vorhanden sind Grabsteine von den in den Gruften beigesetzten Mitgliedern der Familie von Pannwitz (seinerzeit Gutsbesitzer und Herren von Kahren). Im Jahre 1927 brach während einer Hochwasserkatastrophe eine Wand der Kirche. Hier fanden sich noch einige (etwa 6) Särge, dicht dahinter noch ein Kindersarg. Auch einige Gebeine, ein Totenkopf mit 2 Zähnen und einer mit noch erkennbaren roten Haaren konnten ebenfalls noch geborgen werden, wobei es leider keine näheren Angaben zu den dort beigesetzten Personen mehr gibt.
Auf dem Friedhof in Kahren sind 30 bekannte und 62 unbekannte deutsche Soldaten sowie 3 unbekannte Sowjetsoldaten bestattet, die alle zwischen dem 18. und 20. April 45 in Kahren gefallen sind. 1959 wurde neue Trauerhalle gebaut und im Juni des gleichen Jahres eingeweiht. Am 3. Oktober 1990 wurde anlässlich der Wiedervereinigung eine „Einheitsbuche“ gepflanzt. Es existieren bronzezeitliche Gräberfelder, deren Gräber mit Gefäßen in schönen, zweckmäßigen Formen (alte Töpferarbeiten) ausgestattet sind. Im Jahre 1659 wurden Totenköpfe sowie altrömische Münzen gefunden, worüber es aber keine näheren Aufzeichnungen gibt.

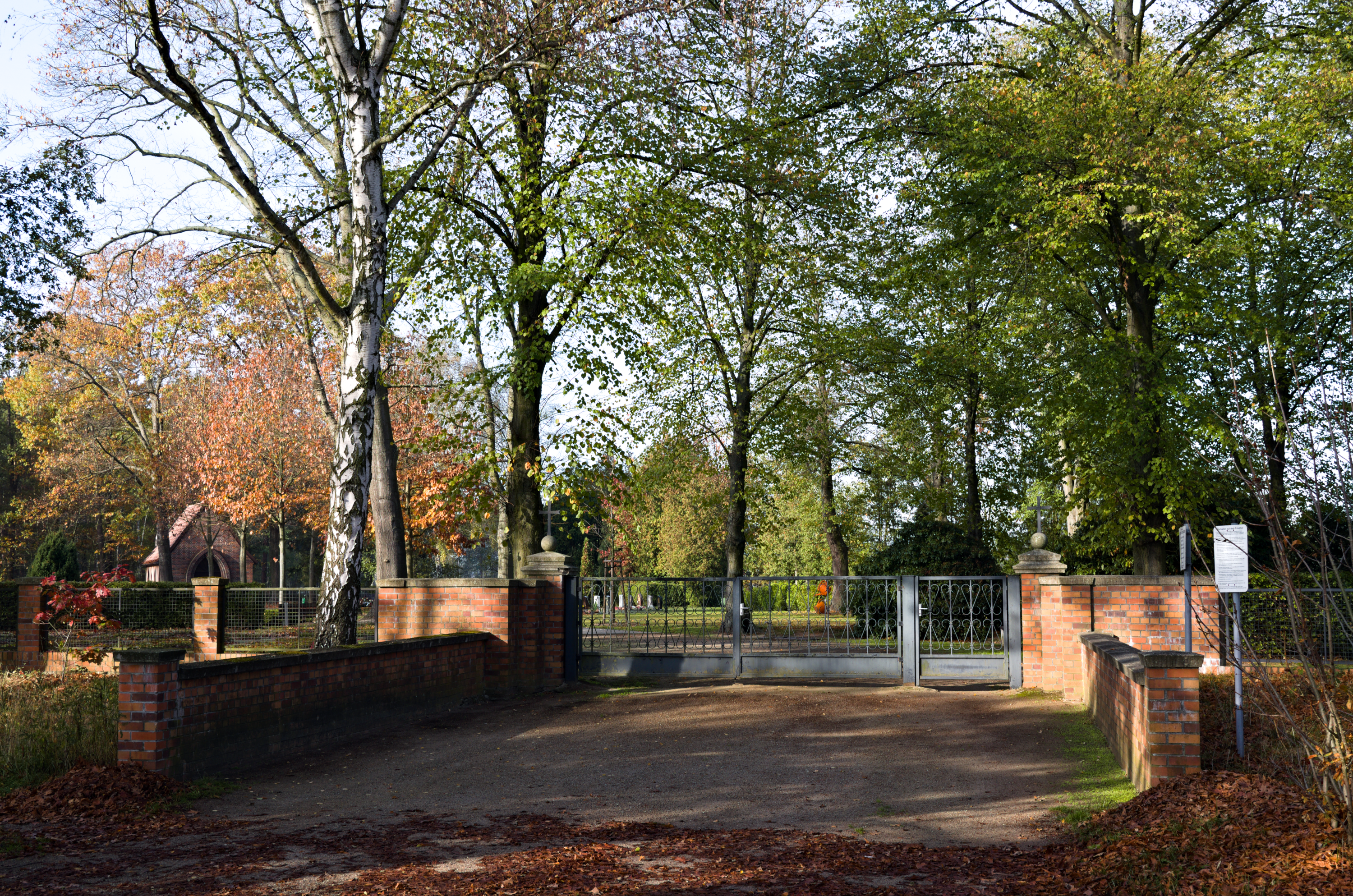
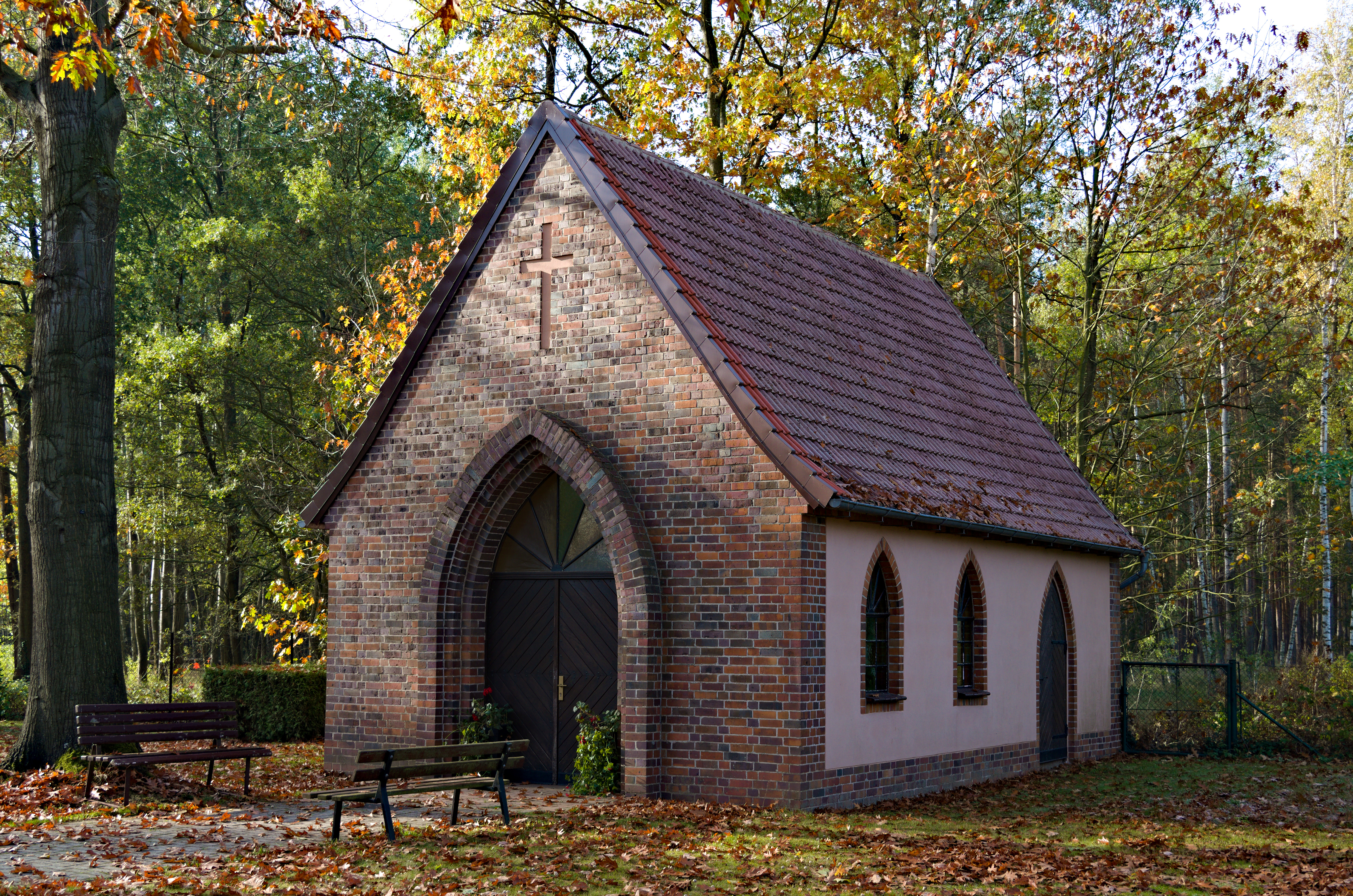
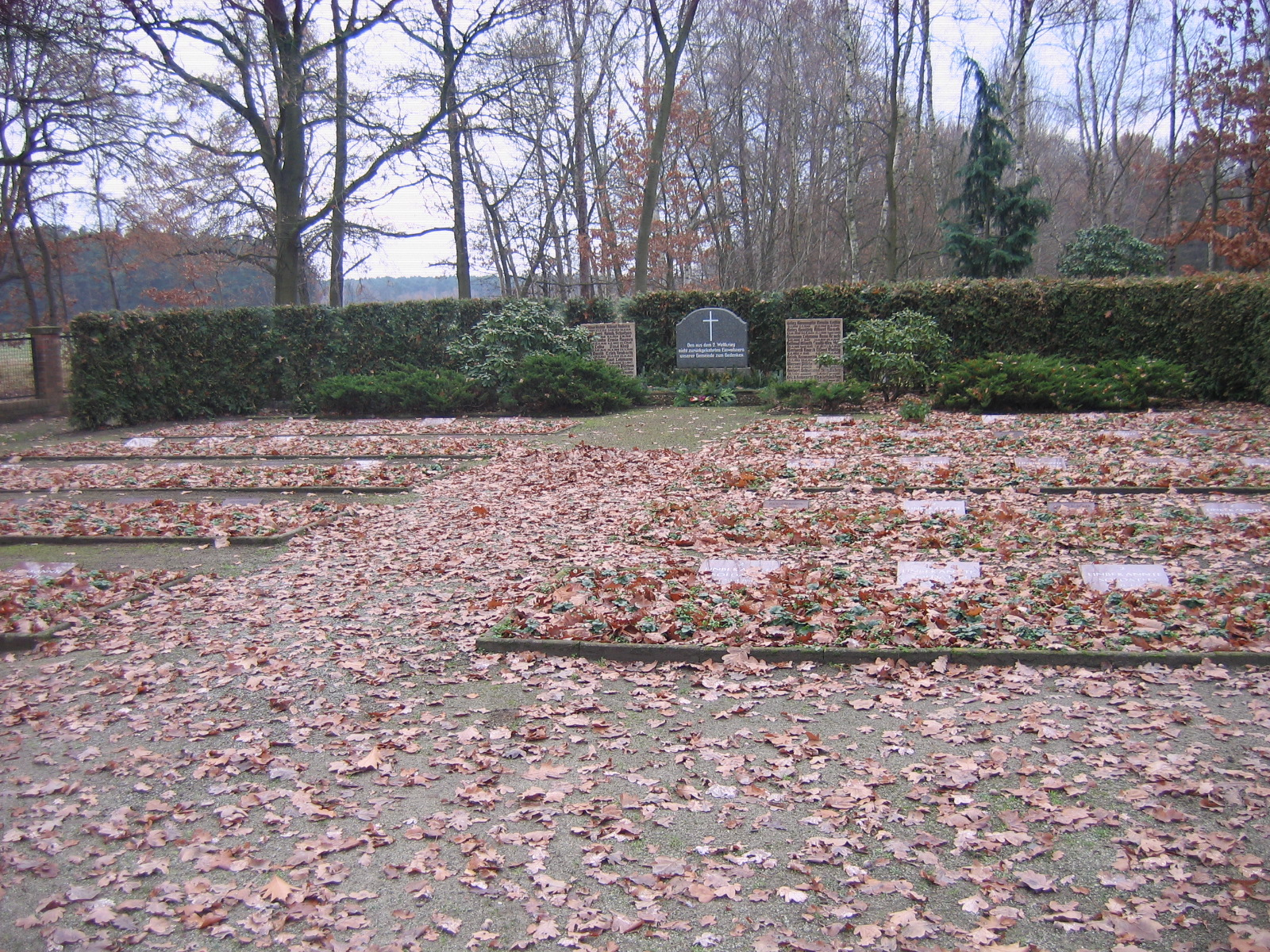
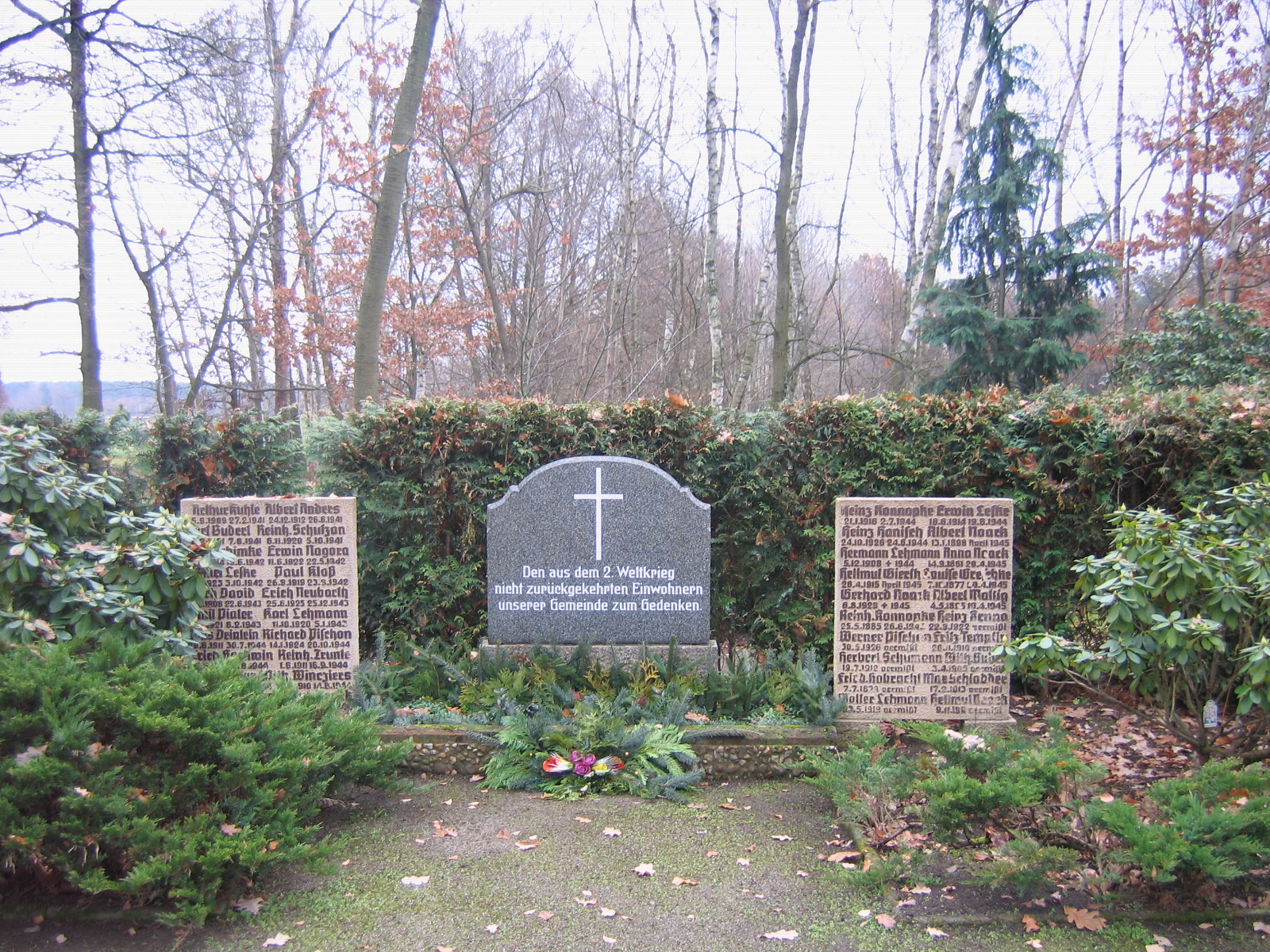
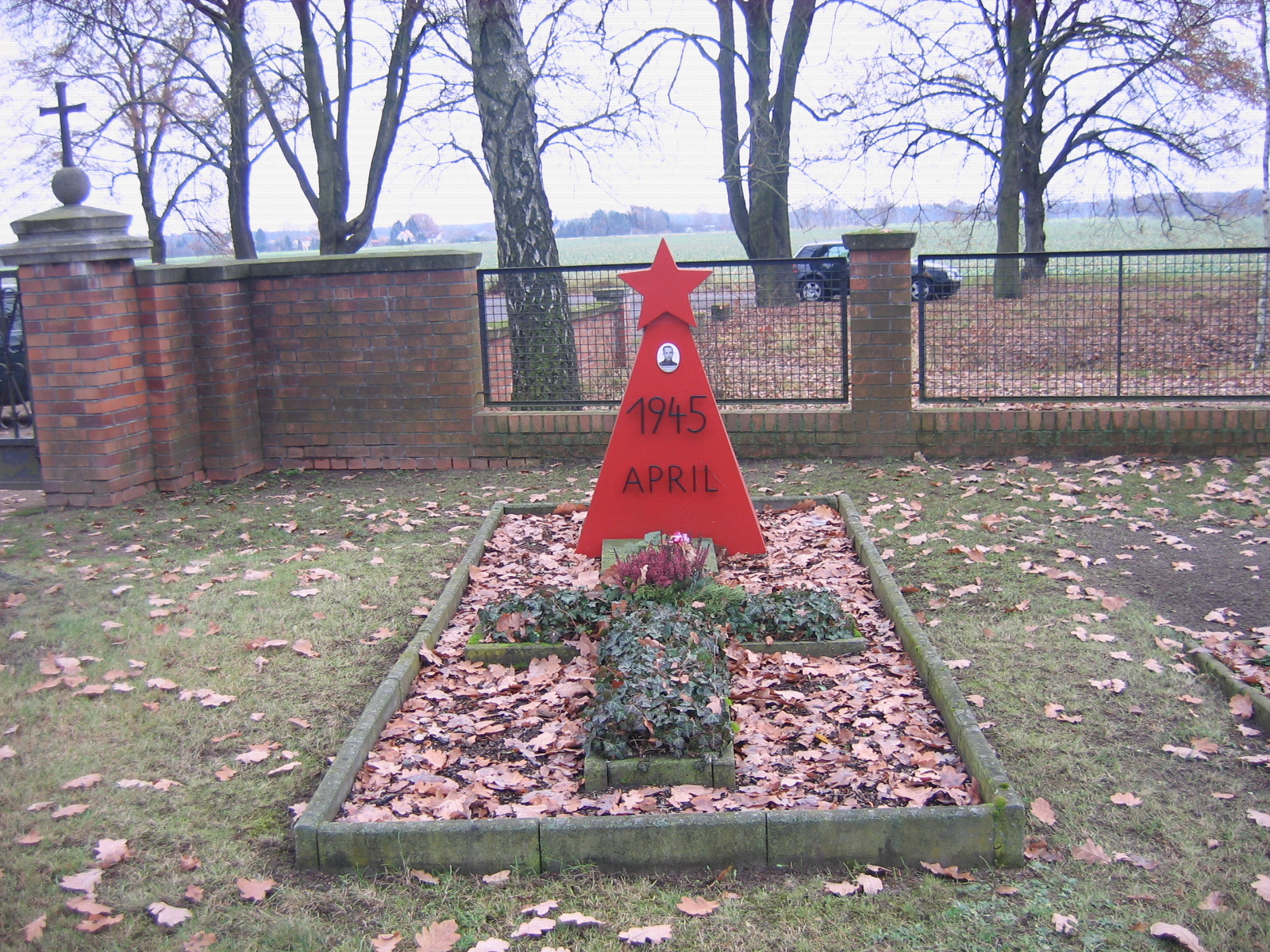

### Neuer Friedhof Kiekebusch
Der alte Kiekebuscher Friedhof befindet sich an der Spreestraße. Er wurde am Rand des Dorfes errichtet, war durch stetige Bevölkerungszuwanderung und der daraus resultierenden Ausdehnung der Gemeinde von Häusern eingeschlossen und konnte nicht mehr erweitert werden. Deshalb wurde er geschlossen und an der Neuen Friedhofstraße ein neuer Friedhof eröffnet. Heute ist es ein offener grüner Platz mit einem Gedenkstein für die Opfer des Ersten und Zweiten Weltkrieges sowie einigen noch erhaltenen Grabstellen.

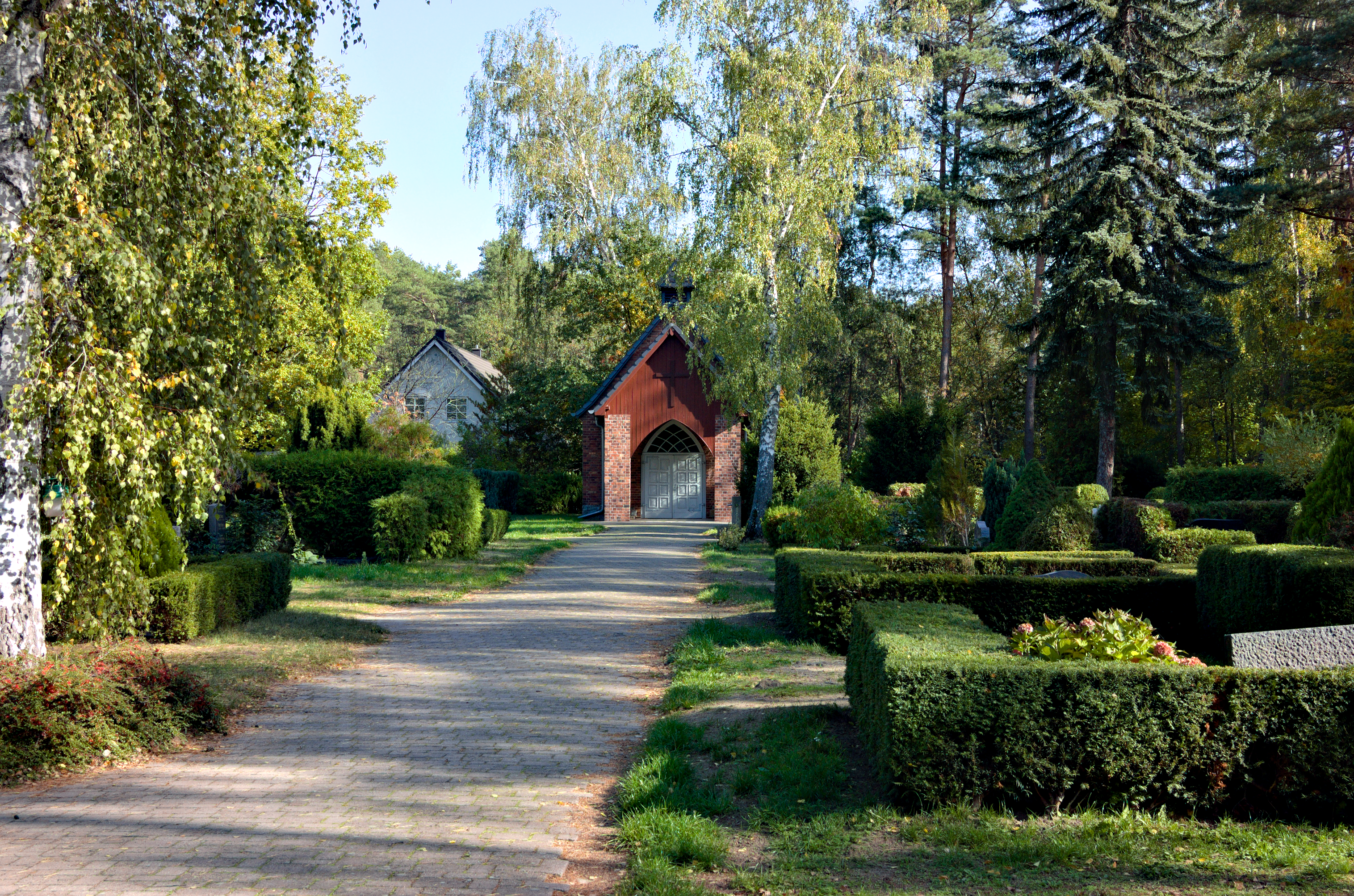
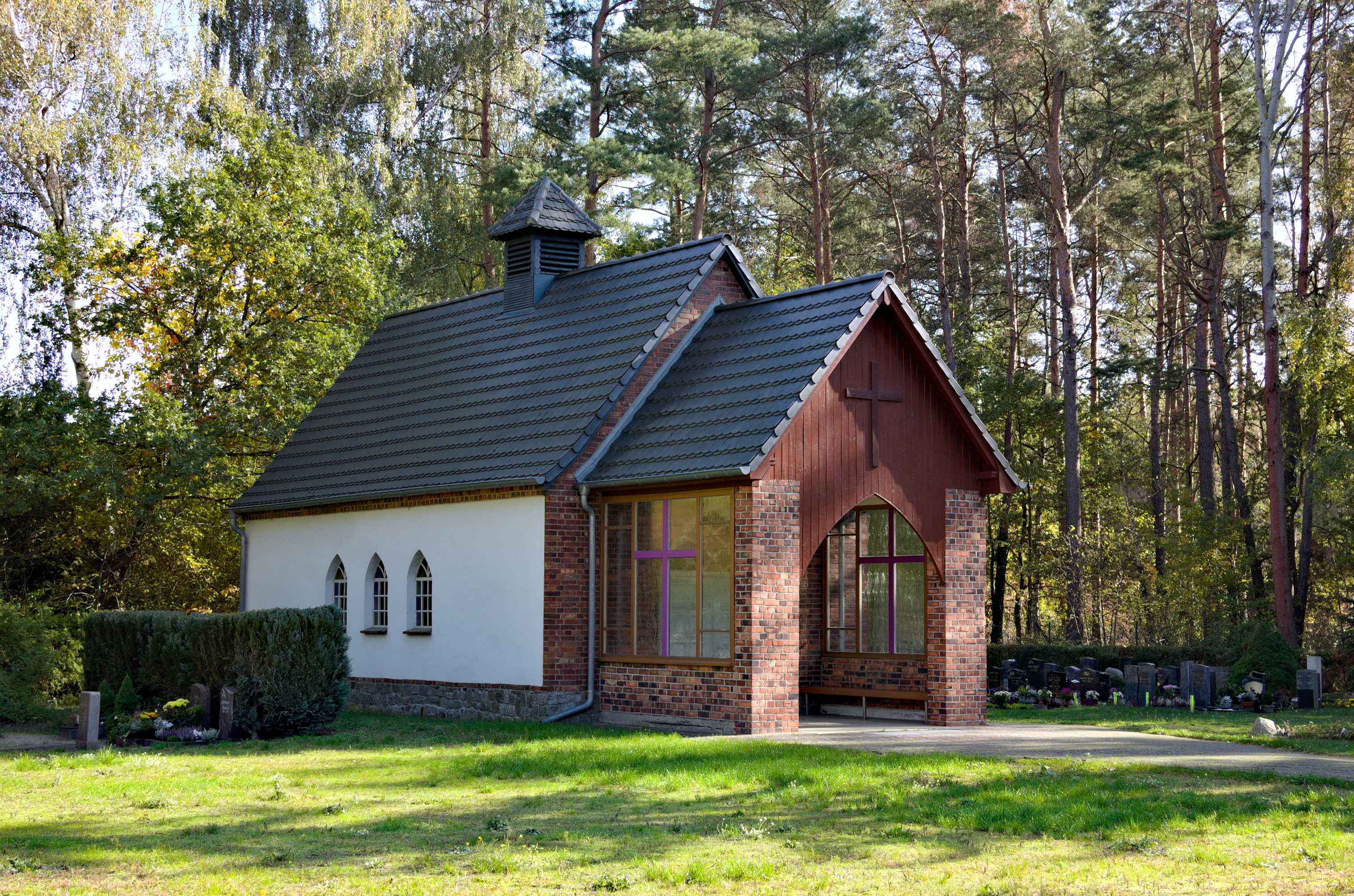
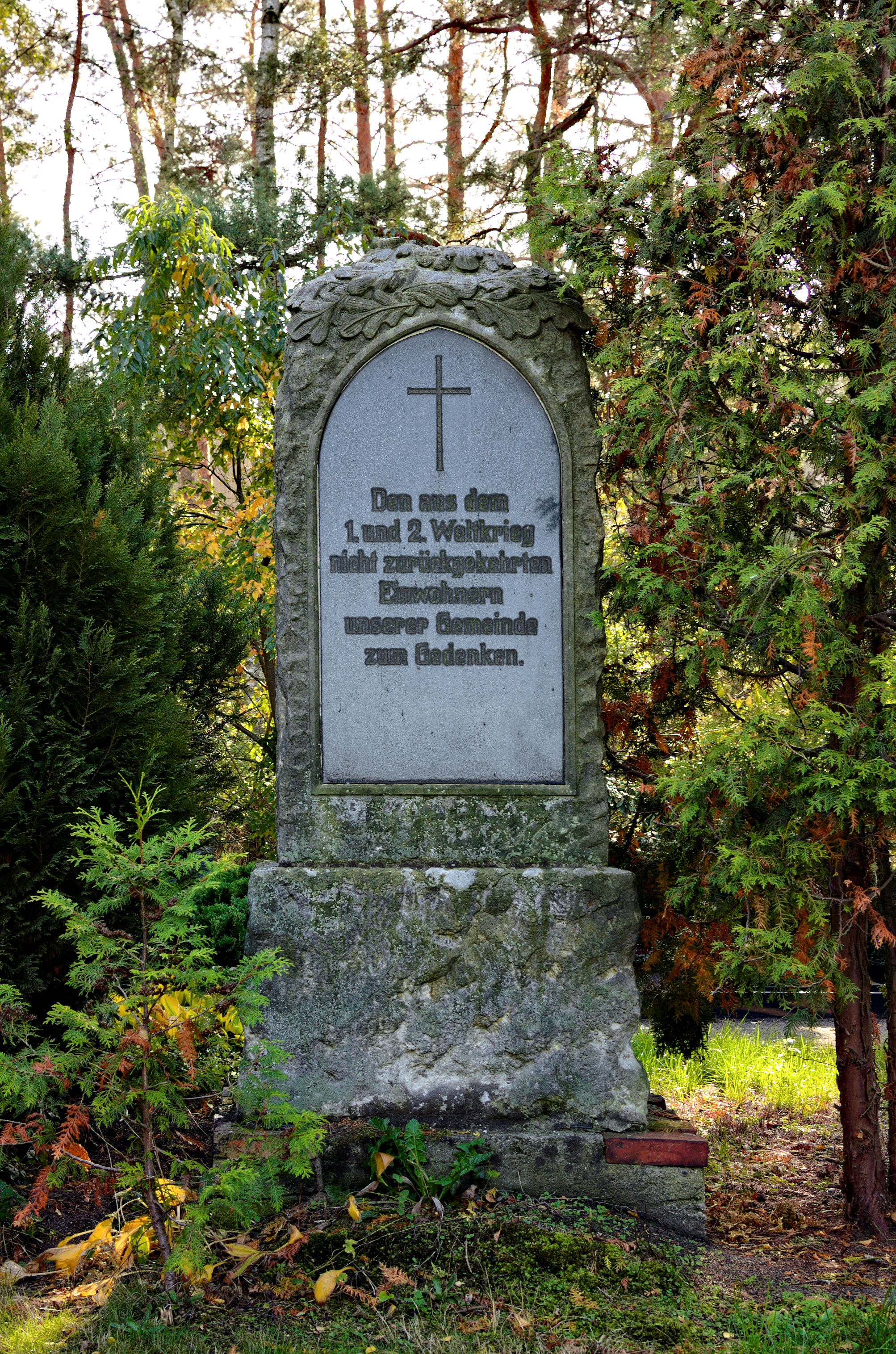
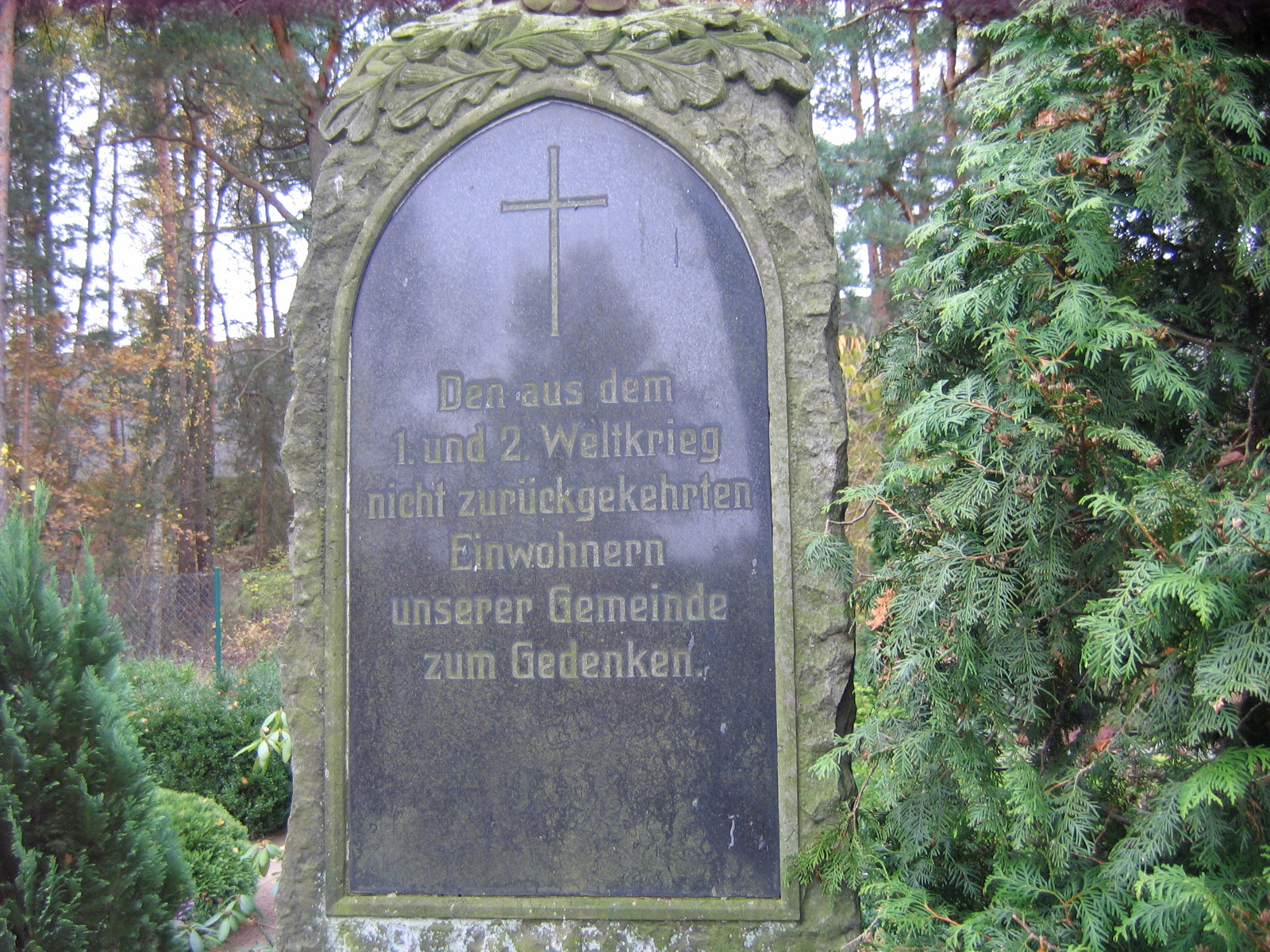

### Friedhof Madlow
Der alte Madlower Friedhof befand sich direkt an der Martinskirche. Um die Kirche herum wurden Beerdigungen bis in die 1950er Jahre vorgenommen. Es befanden sich 2 Kriegsgräber hier, die von der Kirche gepflegt wurden, aber in den Jahren zwischen 1960 und 1970 nicht nachvollziehbar verschwanden. Derzeit ist nur noch das Grab des Pfarrers Helmut Richter vorhanden, zu dem im Stadtarchiv Cottbus folgende Daten nachweisbar sind: Pfarrer Helmut Richter, * 20. März 1892 in Booßen; † 23. Februar 1953 in Madlow.
Pfarrer Richter war verheiratet mit Frau Elsa, seine Tochter Ilse wurde am 4. Juli 1928 geboren. In den Einwohnerbüchern der Jahre 1935 und 1937 wird er immer noch unter der Anschrift Alte Poststraße 7 in Madlow geführt. Sonst gibt es gepflegten Rasen und einen immergrünen Zaun.
Der heutige Madlower Friedhof befindet sich in der Madlower Hauptstraße. Alte Schriften des Landesarchivs Brandenburg in Potsdam belegen, dass der Friedhof für Madlow in den Jahren 1875/76 neu angelegt wurde, wobei es zunächst keine Feierhalle gab. Diese wurde erst viel später, etwa ab 1900, von der Firma Pabel erbaut.
Im Jahre 2012 wurde die Feierhalle komplett renoviert und 2003 wieder eröffnet.
Auch hier ist eine Kriegsgräberstätte mit ca. 40 Holzkreuzen für die Opfer des Zweiten Weltkrieges angelegt. Auf jedem einzelnen sind der Name, das Geburtsdatum und der Todestag verzeichnet, bei vielen auch der Dienstgrad. Ein Gesetz gewährleistet die unbefristete Liegezeit von Kriegsopfern, die deshalb noch heute unter dem gepflegten Rasen ruhen. Einem Beschluss der Stadt zufolge sollte der Madlower Friedhof bereits im Jahre 2012 geschlossen und die Verstorbenen des Ortes auf dem Südfriedhof der Stadt Cottbus beigesetzt werden. Nur der Initiative der Dorfbewohnerin Frau Behrendt aus Madlow ist es zu verdanken, dass der Beschluss auf unbestimmte Zeit ausgesetzt wurde. Sie organisierte Unterschriftensammlungen, Bürgertreffs und Protestaktionen, in denen die Bürger ihren Unmut darüber bekundeten. Unterstützung fanden sie bei der Freiwilligen Feuerwehr Madlow. Es besteht ein Vertrag zur Nutzung langfristig gekaufter Grabställen zur Nutzung bis 2041. Diesem Beispiel folgten auch die Stadtteile Striesow und Schmellwitz, deren Friedhöfen das gleiche Schicksal drohte.
Viele Gräber bedeutender Madlower Bürger sind dennoch nicht mehr vorhanden, so zum Beispiel die letzte Ruhestätte von Pfarrer Batsch, einem langjährigen und verdienten Pfarrer aus Madlow. Auch das Grabmal des Königlichen Handelsrichters Paul Willnow (* 13. August 1855; † 25. Mai 1913) ist eingeebnet. Die Familiengrabstätte der ehemaligen Familie Karnbach aus Madlow ist nur noch an dem bestehenden Eisenzaun erkennbar, im Stadtarchiv Cottbus ist nur noch der Eintrag einer Marie Karnbach (* 4. September 1876 in Madlow, verheiratet seit dem 16. November 1890 in Madlow und verstorben am 10. März 1962 in Cottbus) zu der bekannten Familie verzeichnet. Andererseits erinnern lose im Gras liegende Grabsteine an verstorbene Bürger Madlows, wie zum Beispiel an Frau Marie Scherun, geb. Scheppan (1894–1986) und einige andere. Auf Grund abgelaufener Liegezeit sind diese Gräber nicht mehr vorhanden, nur die Gedenksteine erinnern noch an die ehemaligen Madlower Bürger. An den ehemaligen Mühlenbesitzer der kleinen Priormühle Vogel erinnert dagegen eine eingezäunte Familiengrabstätte von ca. 30 m². Darauf befindet sich noch das Fundament eines ehemaligen Denkmals und der Grabstein mit der Inschrift:
Mühlenbesitzer Vogel geb. 6. April 1827 gest. 1. Juli 1892
Gut erhalten und eingebettet in grüne Büsche ist auch das Grabmal des langjährigen ehemaligen Kantors und Hauptlehrers Paul Nugel (* 2. Juli 1856, † 1. Oktober 1916).

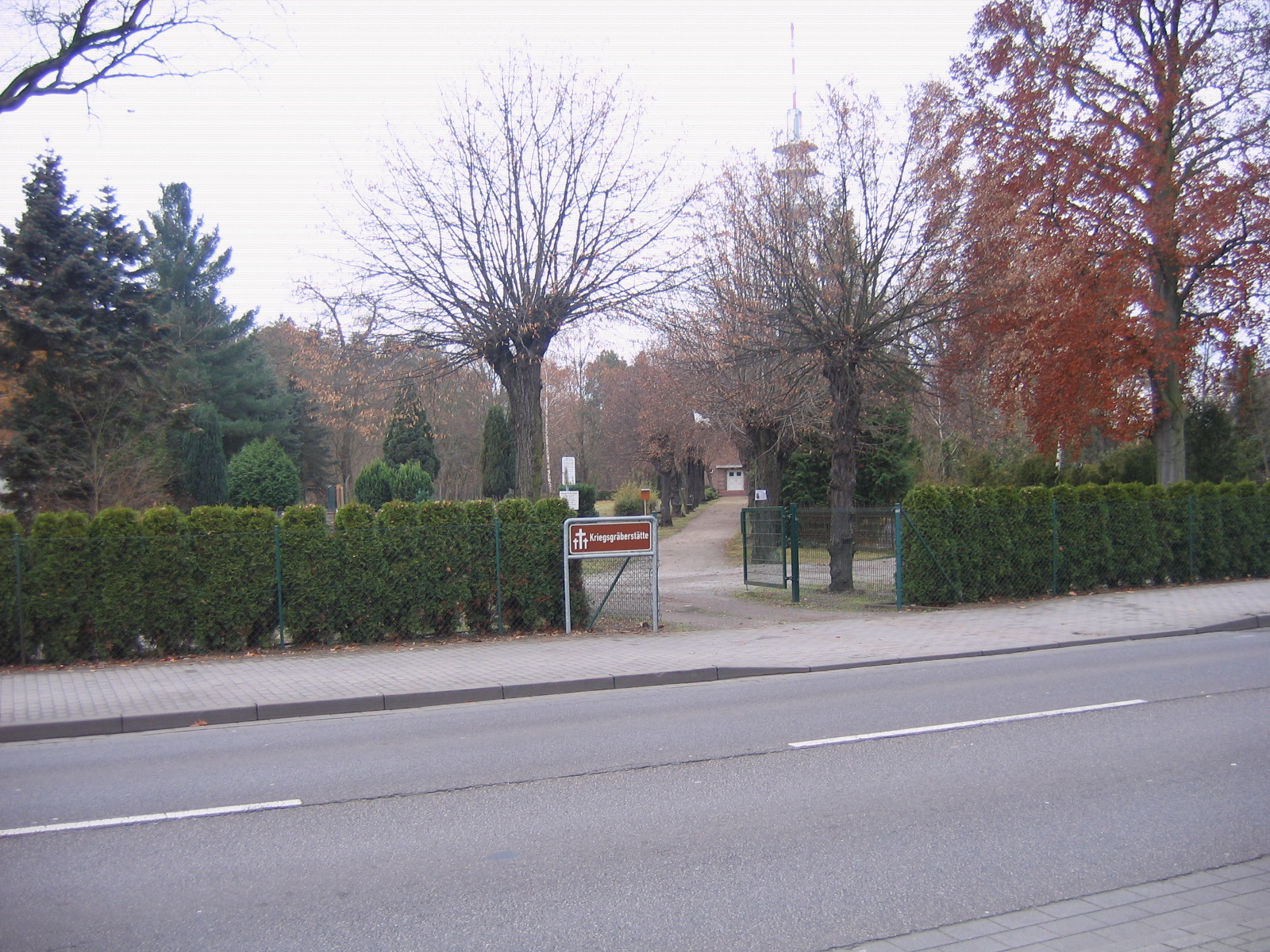
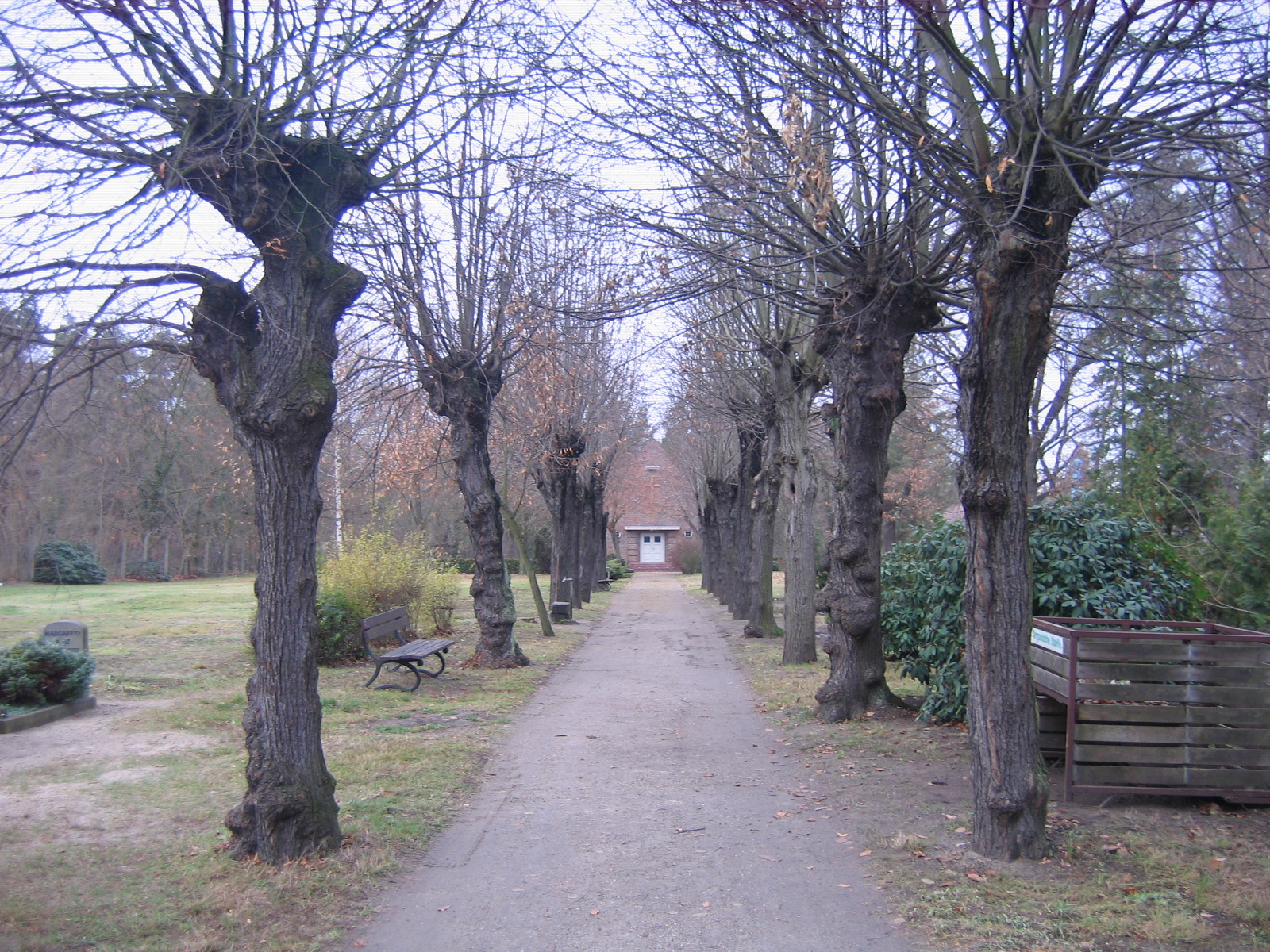
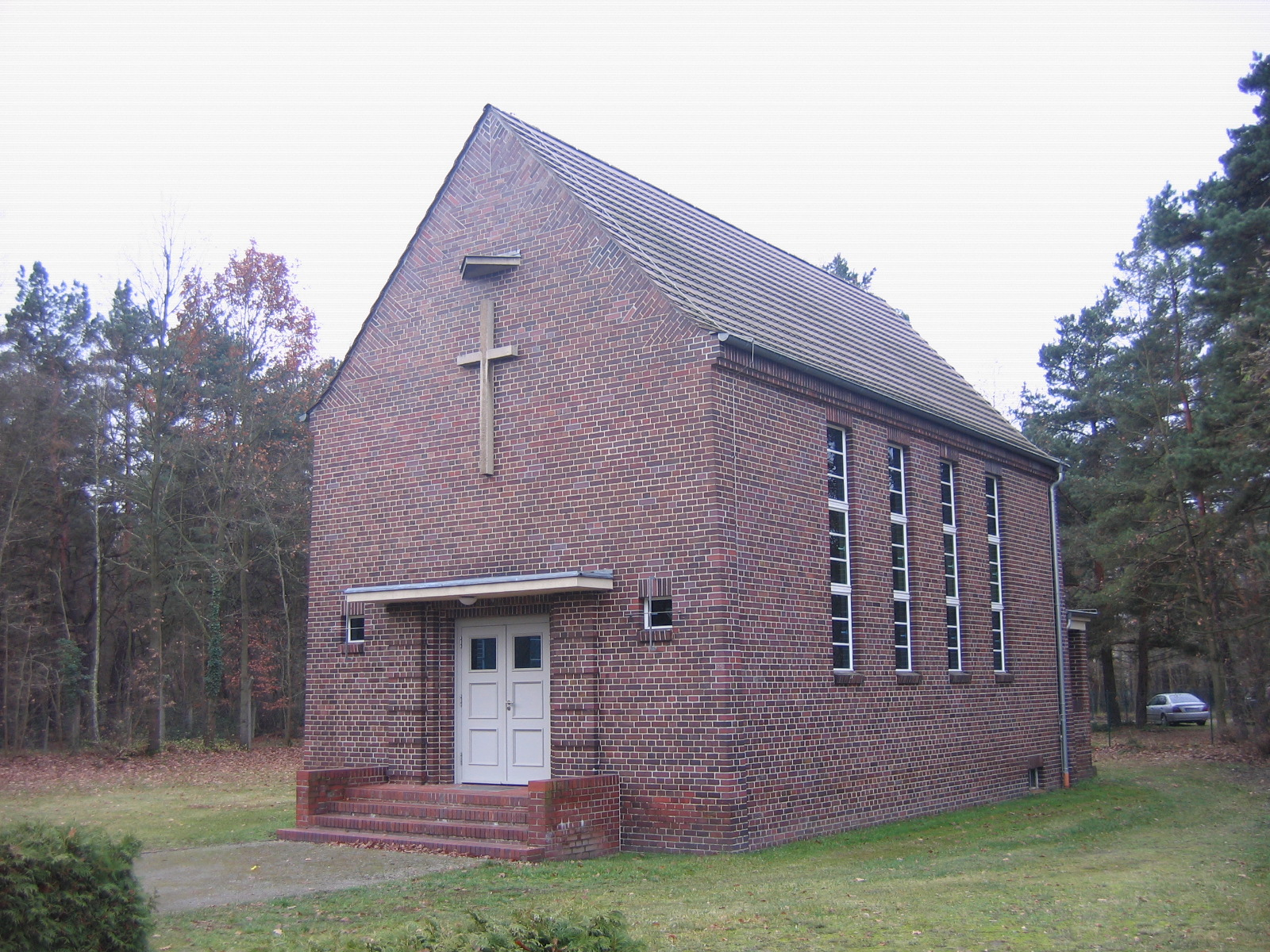
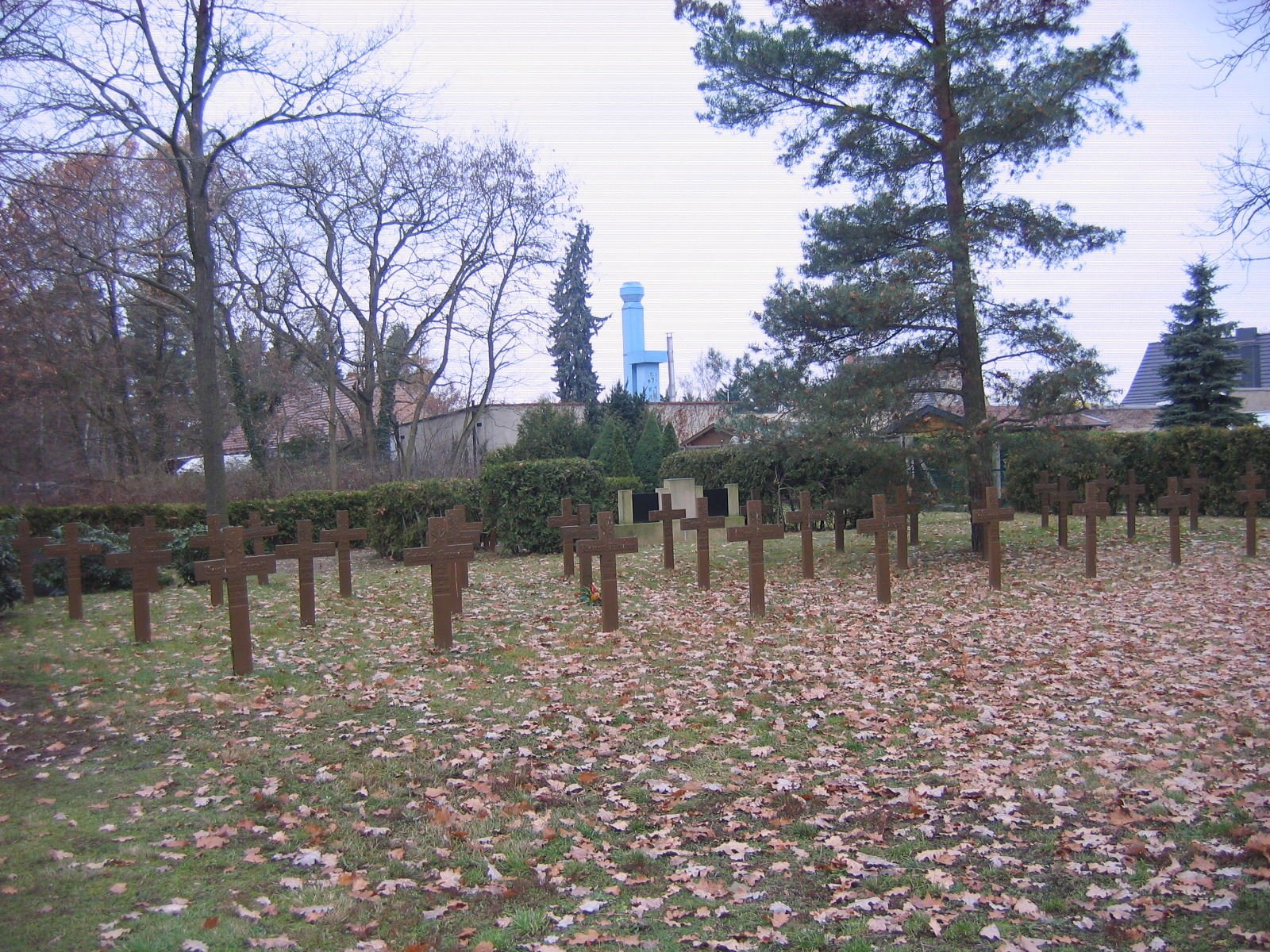

### Friedhof Maiberg
Der Maiberger Friedhof befindet sich in der Nähe der Hausnummer 19.

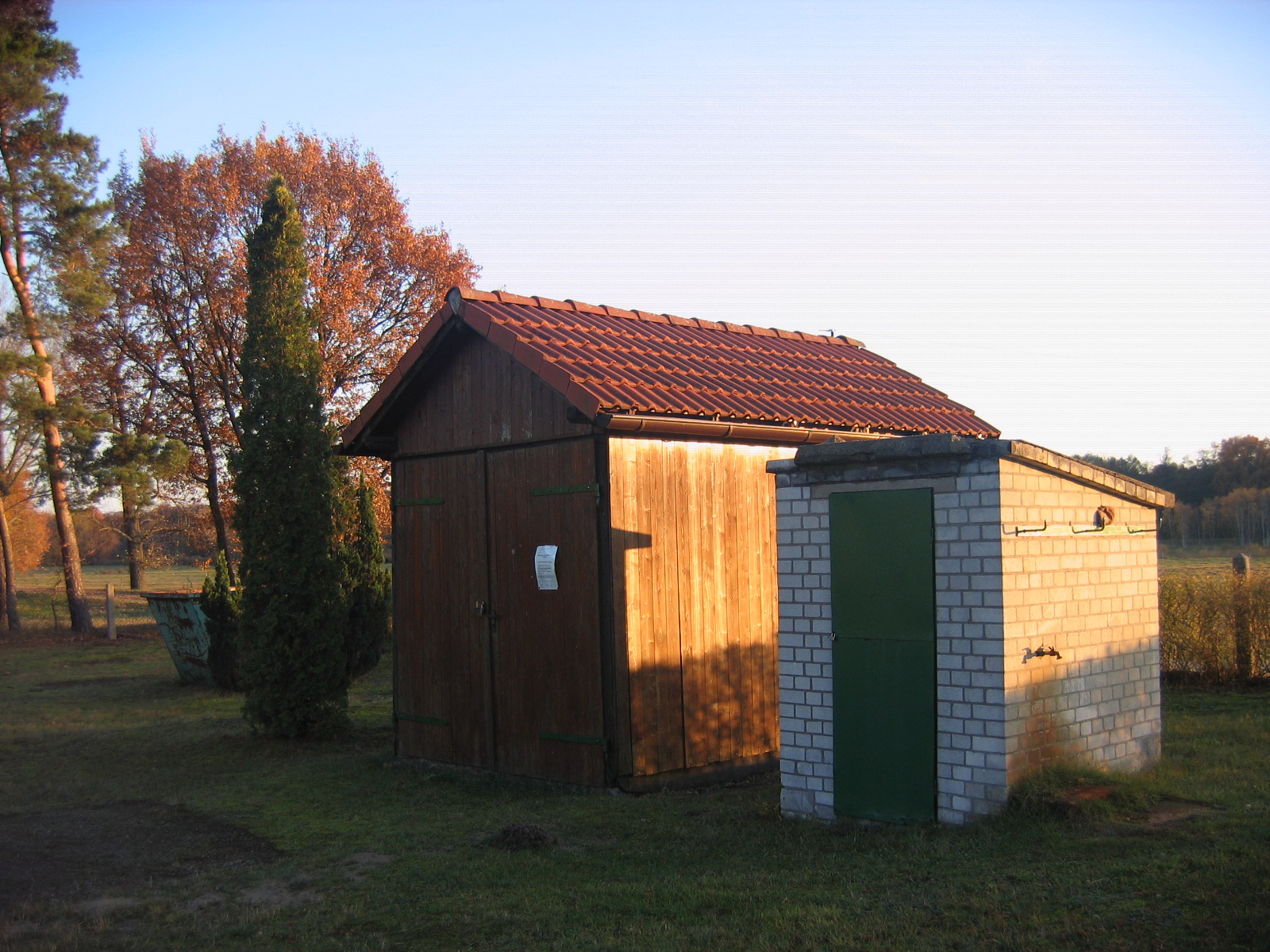
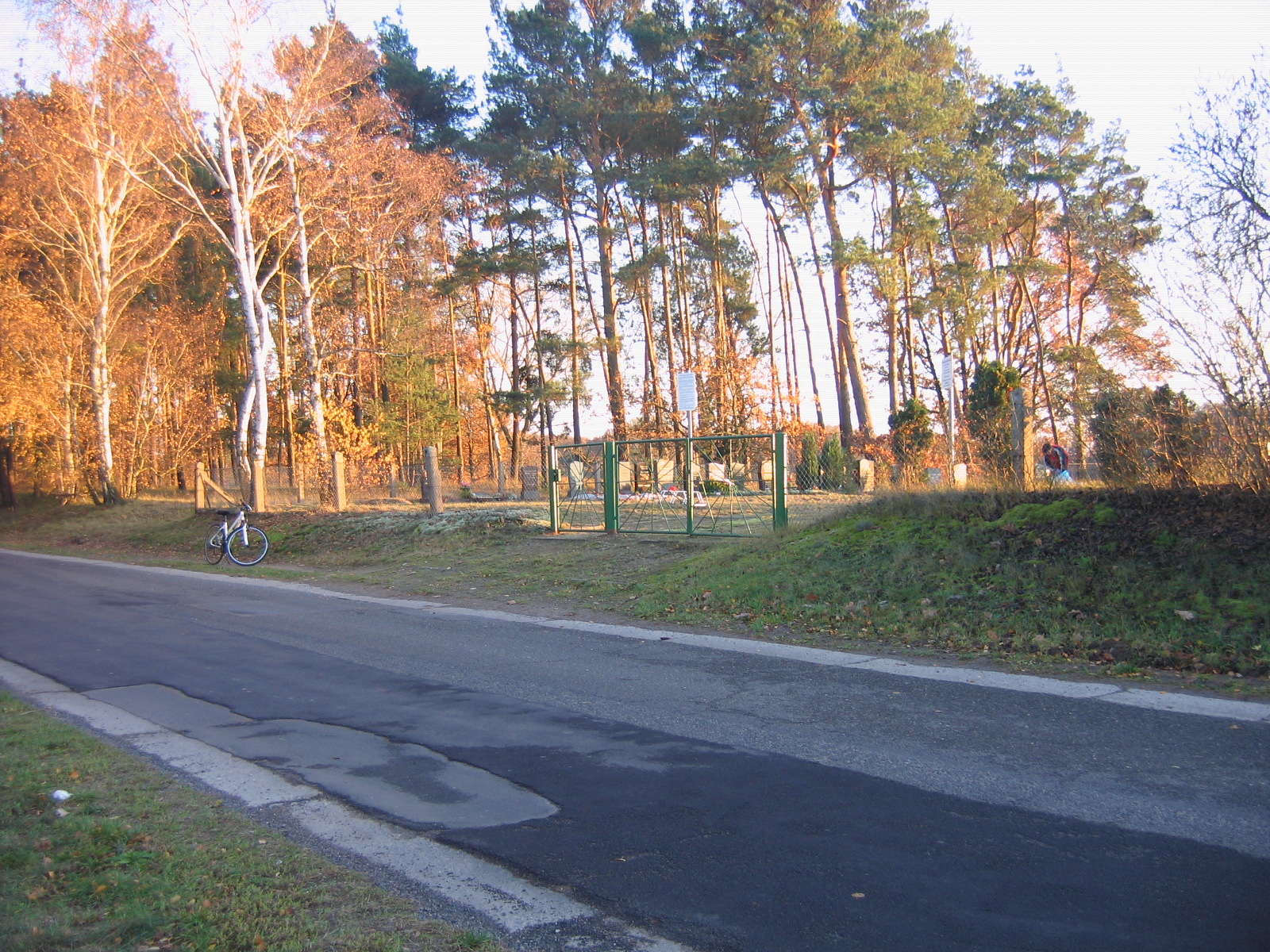

### Friedhof Merzdorf
Von Sandow kommend, Richtung Osten überquert man schließlich die Eisenbahnstrecke nach Frankfurt/Oder und gelangt nach einiger Zeit an ein eingezäuntes Gelände auf der rechten Seite, das aus Kiefernwald, teilweise in früheren Zeiten angepflanzten Edelgehölzen sowie viel Wildwuchs besteht. Alteingesessene Einwohner nennen das Areal „Alter Russenfriedhof“, denn hier befand sich das ehemalige Kriegsgefangenenlager Merzdorf mit zugehörigem Friedhof. Auf einem von Dornenbüschen umrankten Platz steht ein betoniertes Kreuz mit italienischer Inschrift, die teilweise noch lesbar ist. Zu beiden Seiten des Kreuzes sind Grabreihen angelegt worden.
Eine hier liegende, zersprungene alte Marmortafel lässt aber auch auf hier bestattete britische Soldaten schließen.
Bis Ende April 1920 wurden auf diesem Friedhof nachweislich 563 Kriegsgefangene beerdigt, die größtenteils dem Königreich England und seinen Kolonien zuzuordnen waren, wie z. B. Italien, Frankreich und Russland. Etwa 400 Kriegsgefangene fielen einem 1914/1915 ausgebrochenen Fleckfieber in Cottbus zum Opfer. Diese waren im Lager Merzdorf zu den damals möglichen hygienischen Bedingungen untergebracht und wurden ebenfalls hier beigesetzt. Nach 1920 wurde der Friedhof von der Stadt weitgehend dem Verfall überlassen.
Auf der linken Seite des Merzdorfer Friedhofes befindet sich ein Kriegerdenkmal. Im Jahre 1934 wurde dieses Kriegerdenkmal zur Erinnerung an die Opfer der beiden Weltkriege errichtet. Es zeigt einen Pflug im Acker, einen Spaten und eine untergehende Sonne. Zudem sind 3 Gedenktafeln angebracht. Die oberste ist noch die Originaltafel und wurde bei der Rekonstruktion 2009 wieder eingesetzt, die beiden anderen sind nachgebildet worden.
Bei der Rekonstruktion 2009 wurden in einem Hohlraum – dieser hatte sich im Inneren des Denkmals durch Feuchtigkeit gebildet – alte Dokumente von Merzdorf sowie Inflationsgeldscheine gefunden. Zusammen mit einer aktuellen Ausgabe der „Lausitzer Rundschau“ und aktuellen Münzen wurden diese Dokumente wieder eingemauert.
Die offizielle Einweihung des restaurierten Kriegerdenkmals erfolgte am 15. November 2009, dem Volkstrauertag.

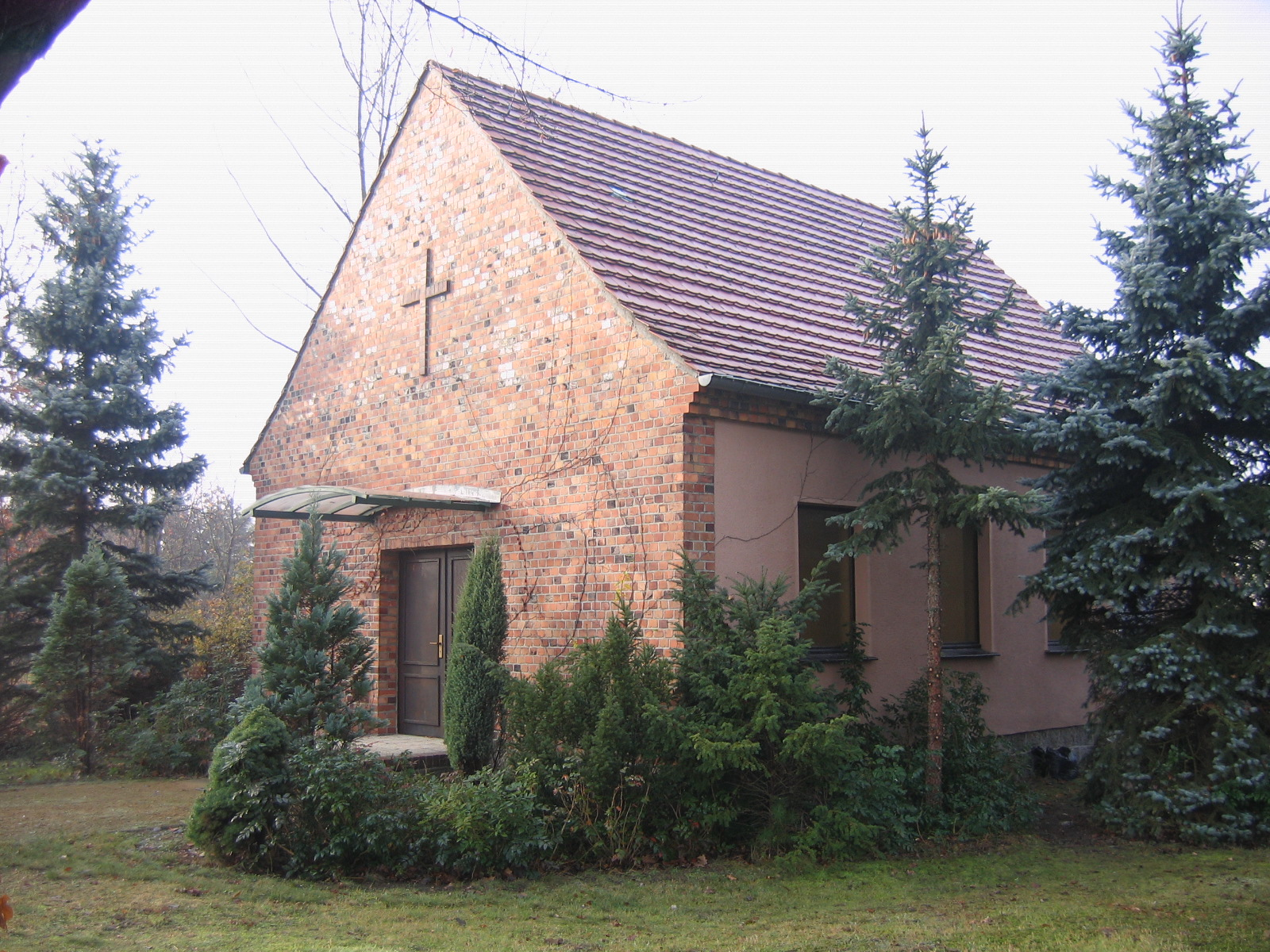
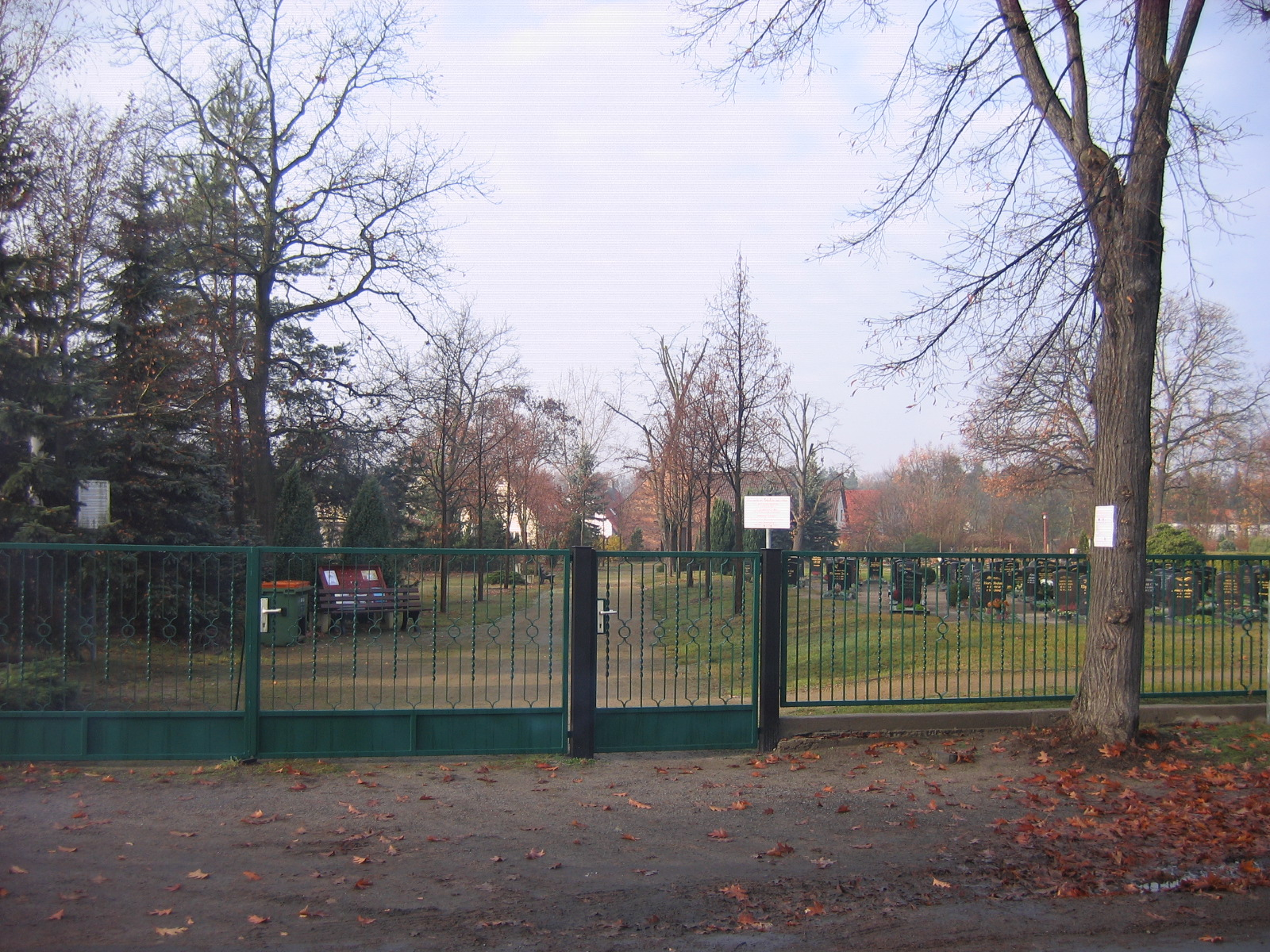
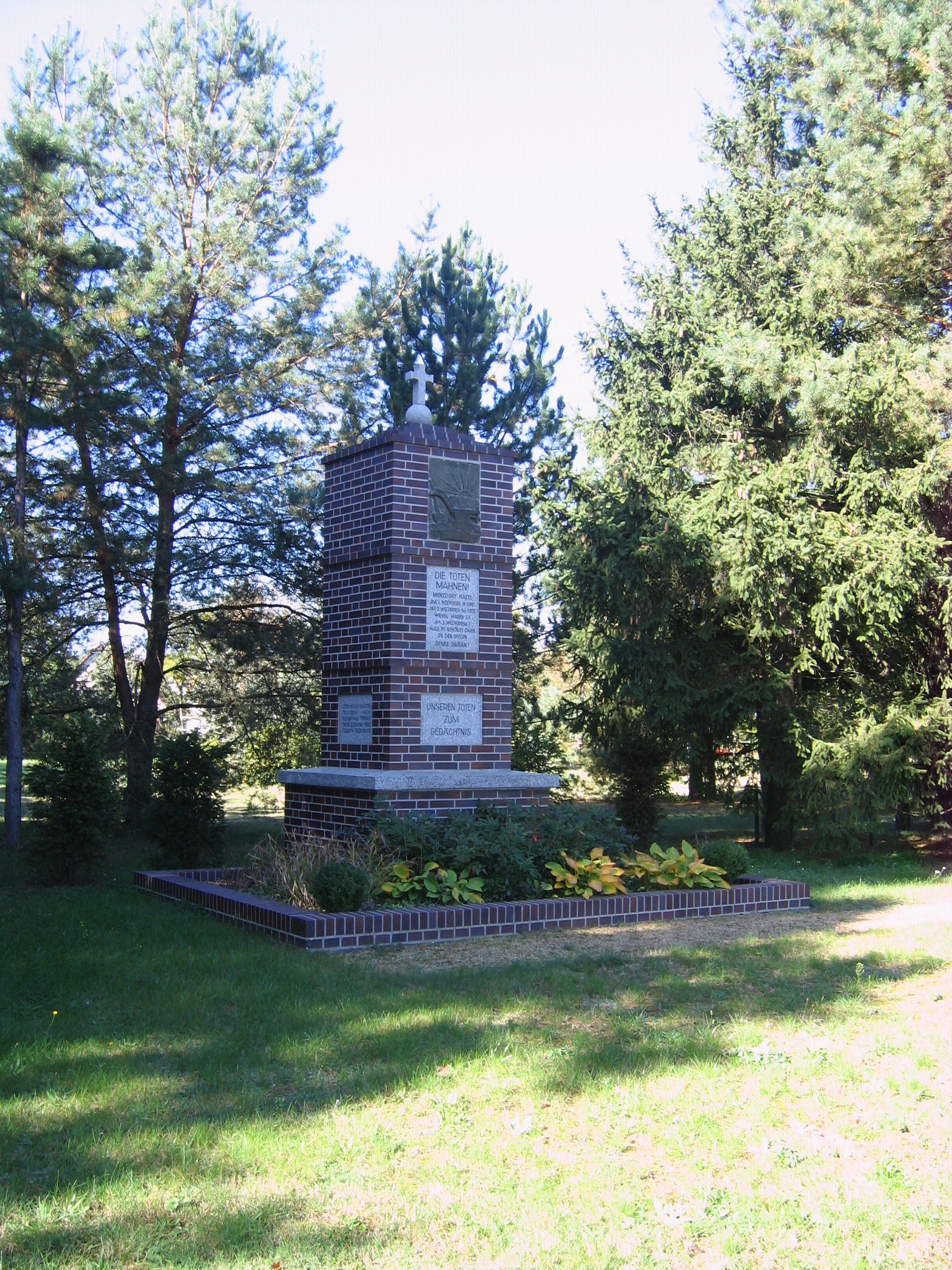
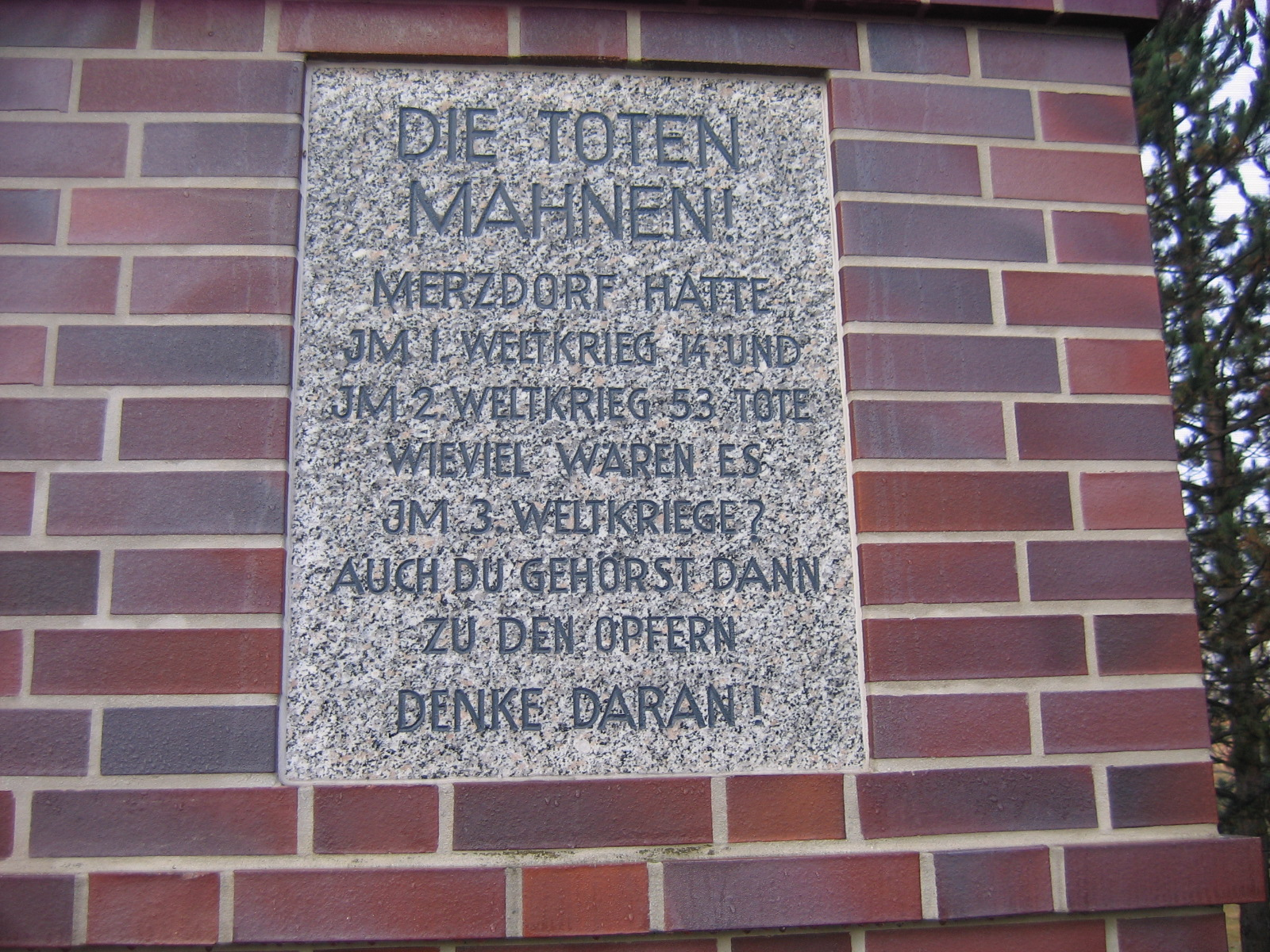

### Kriegsgräberstätte Merzdorf
Die Kriegsgräberstätte befindet sich im Industriegebiet Merzdorf, versteckt hinter dem Grundstück Nr. 23 an der Straße „Am Gleis“.

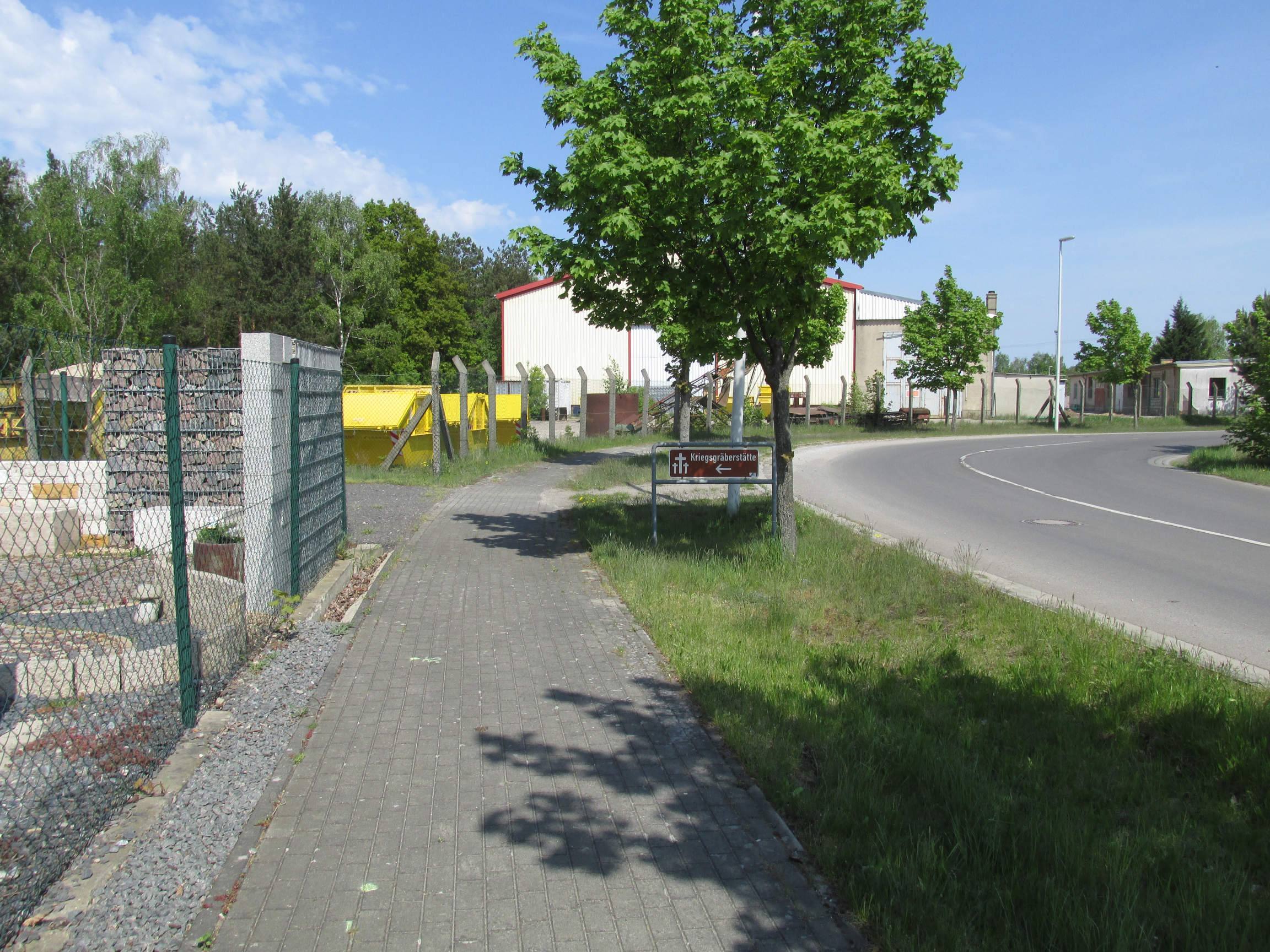
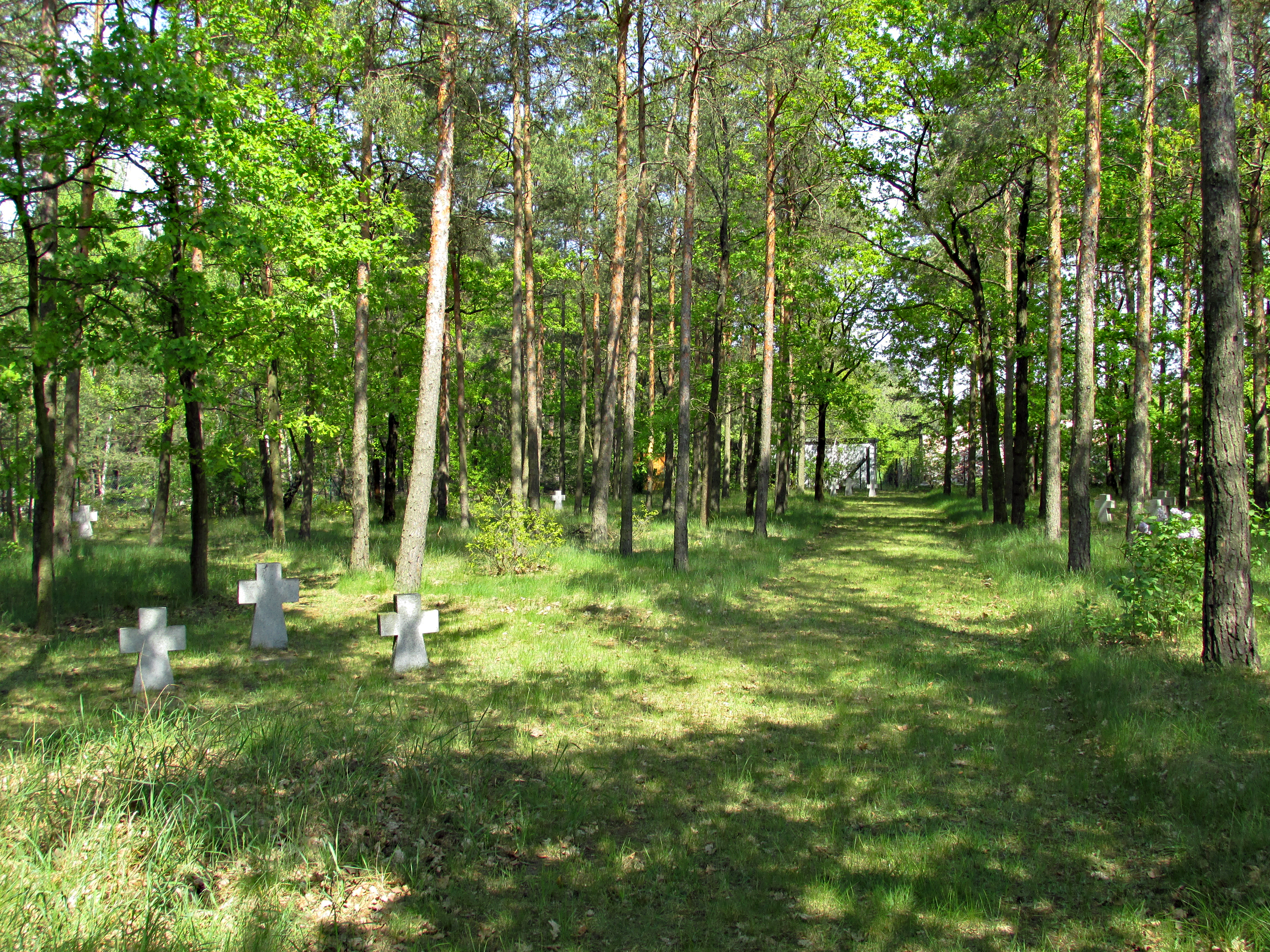
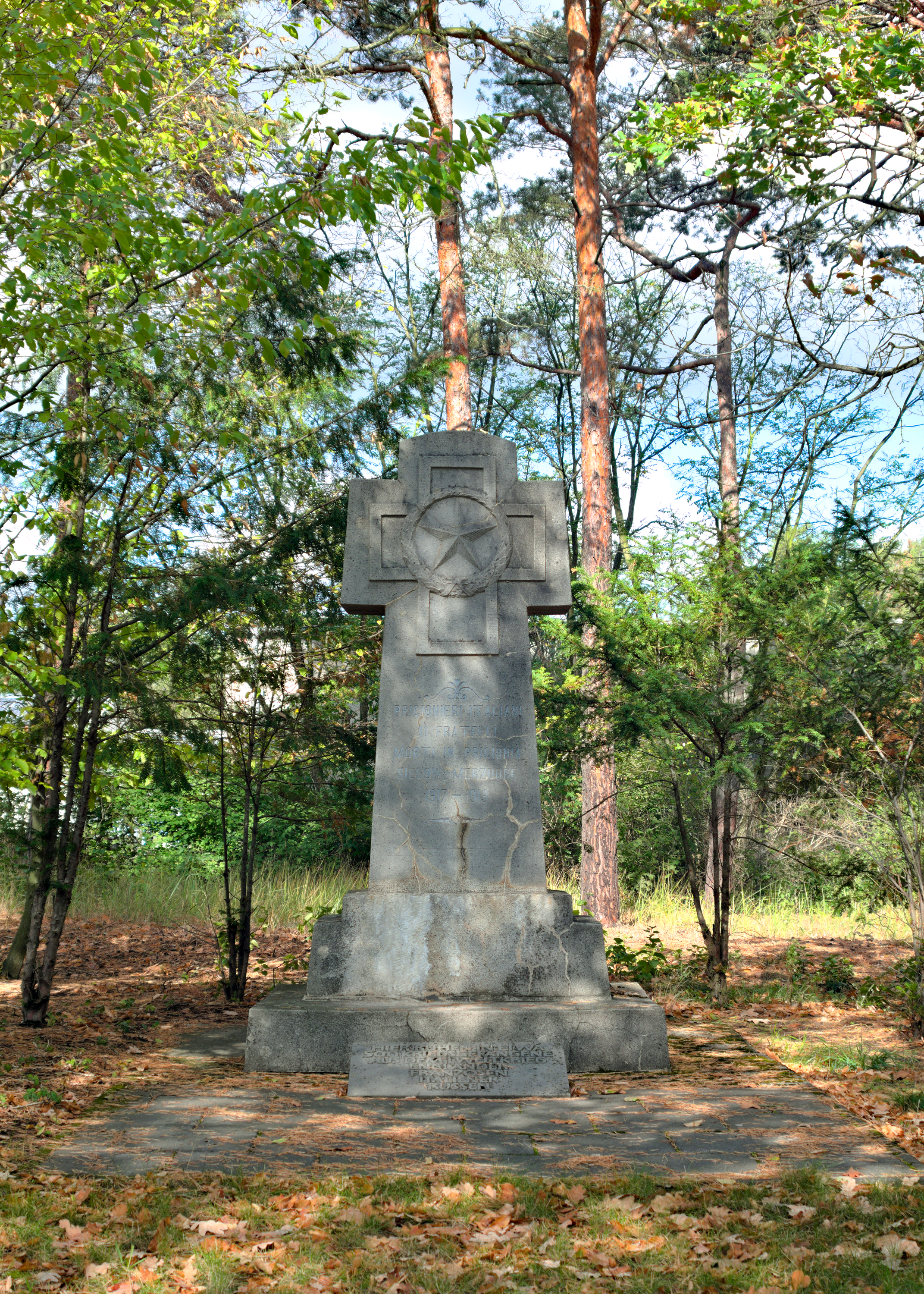
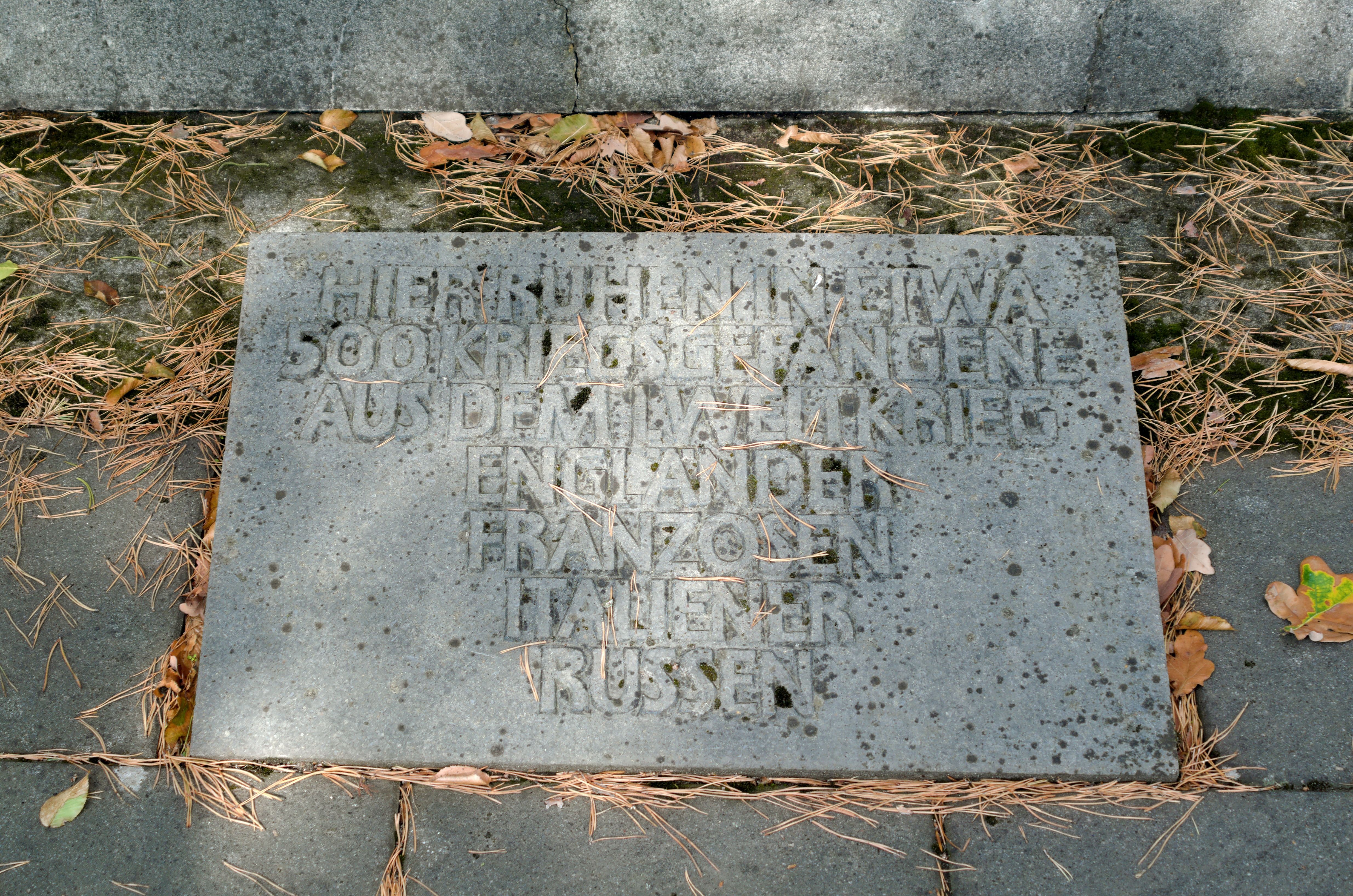
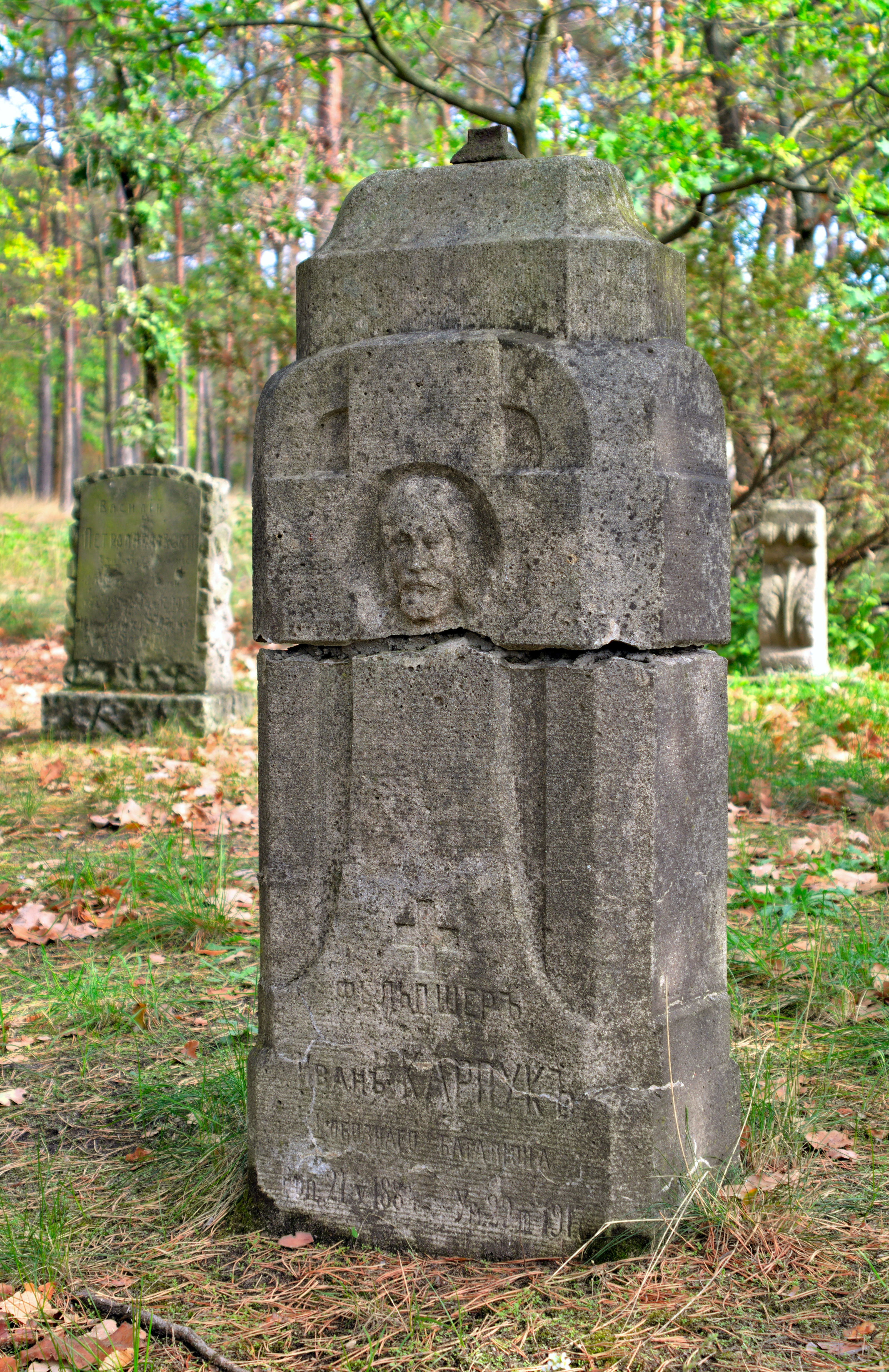
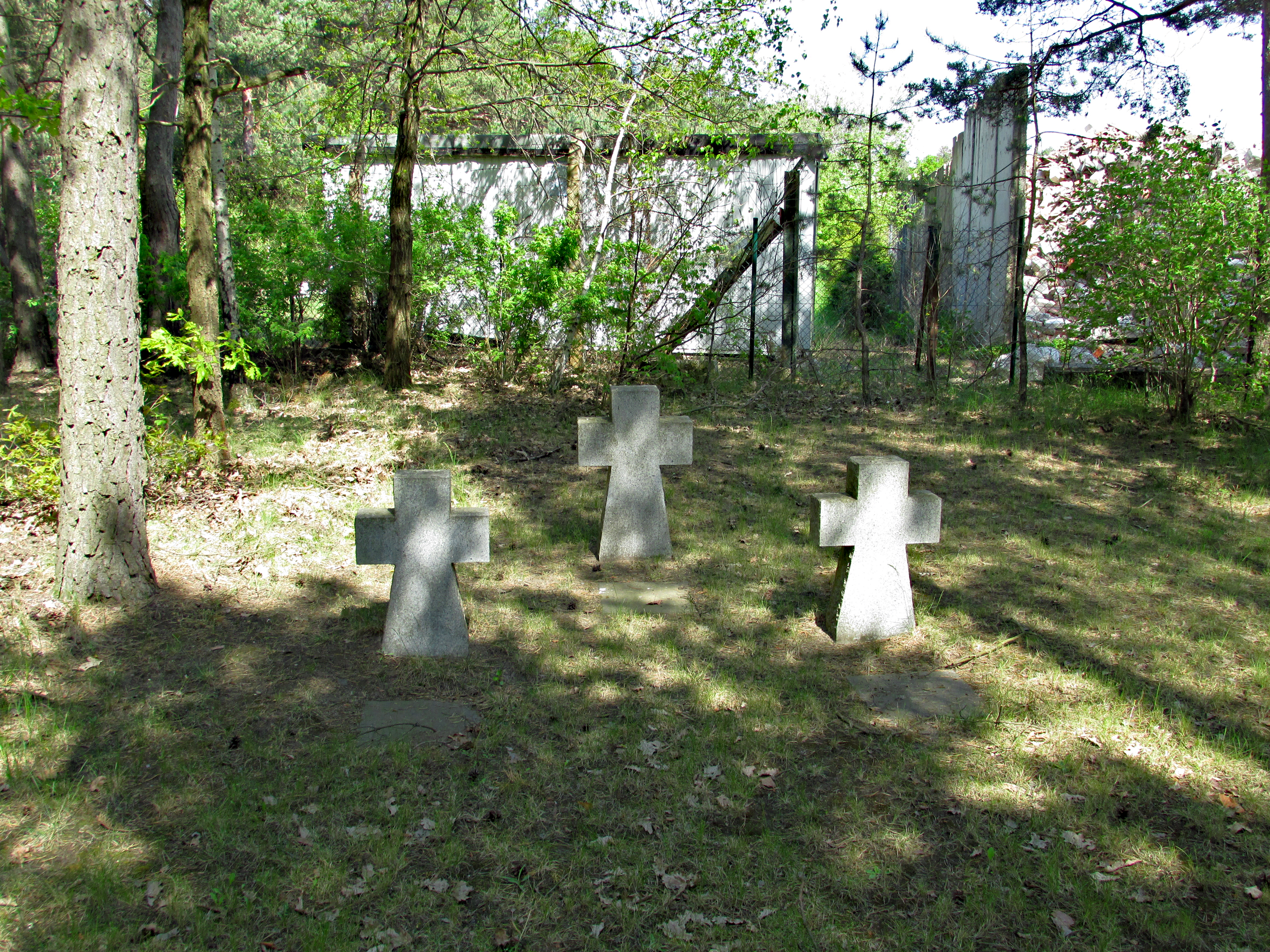

### Friedhof Saspow
Der Saspower Friedhof mit Kriegsgräberstätte und Feuerwehrdenkmal befindet sich an der Saspower Hauptstraße.

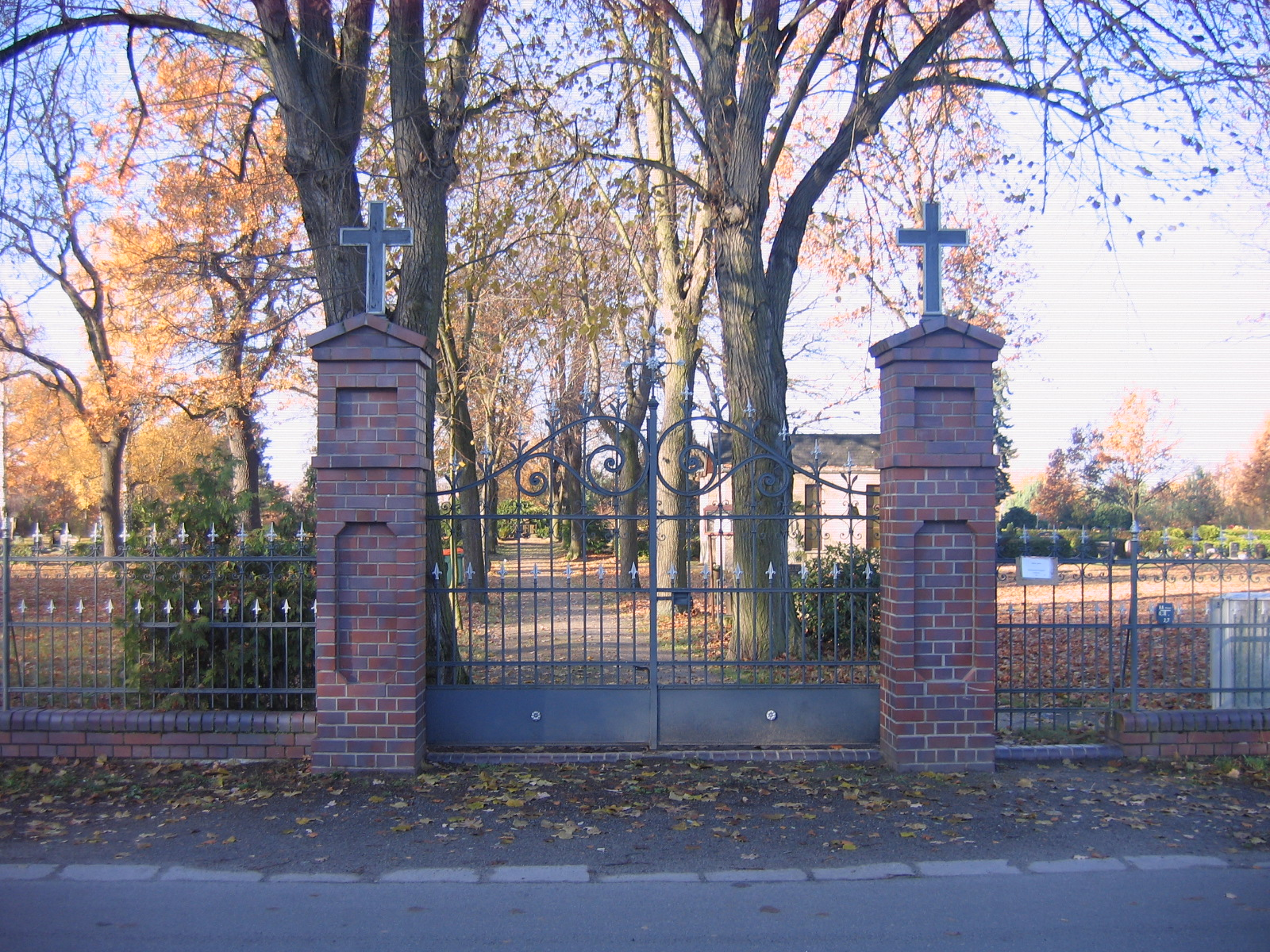
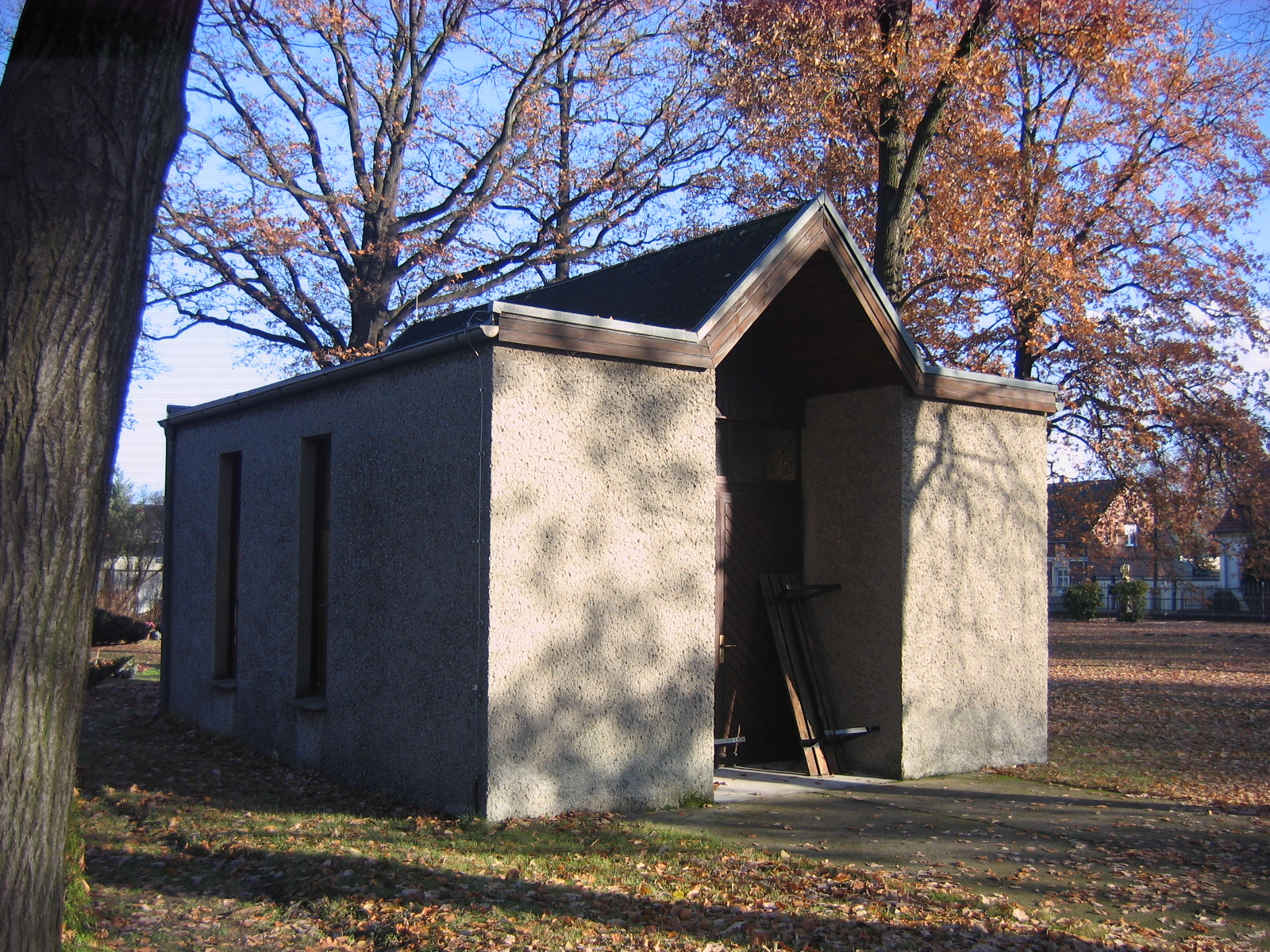
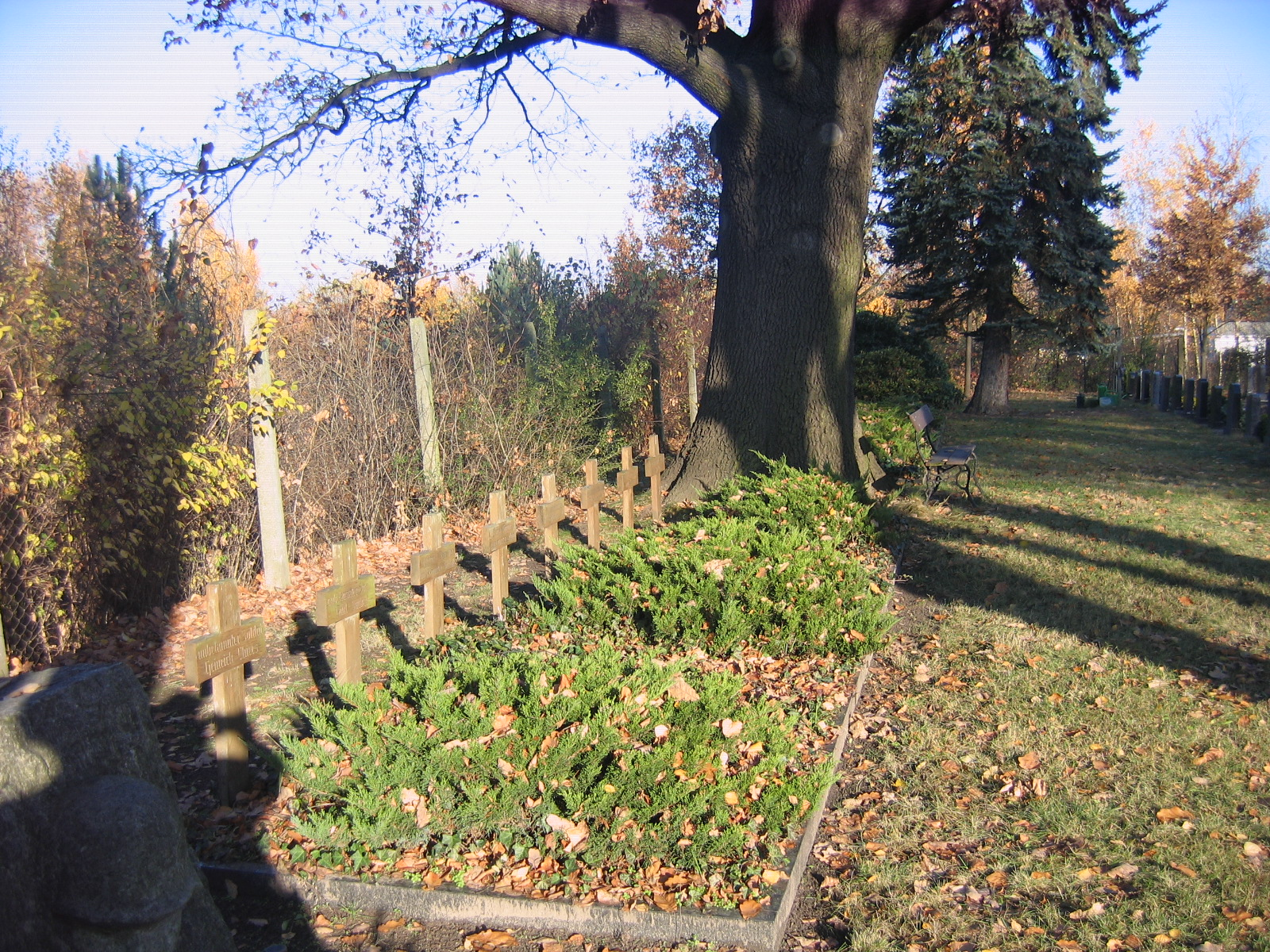
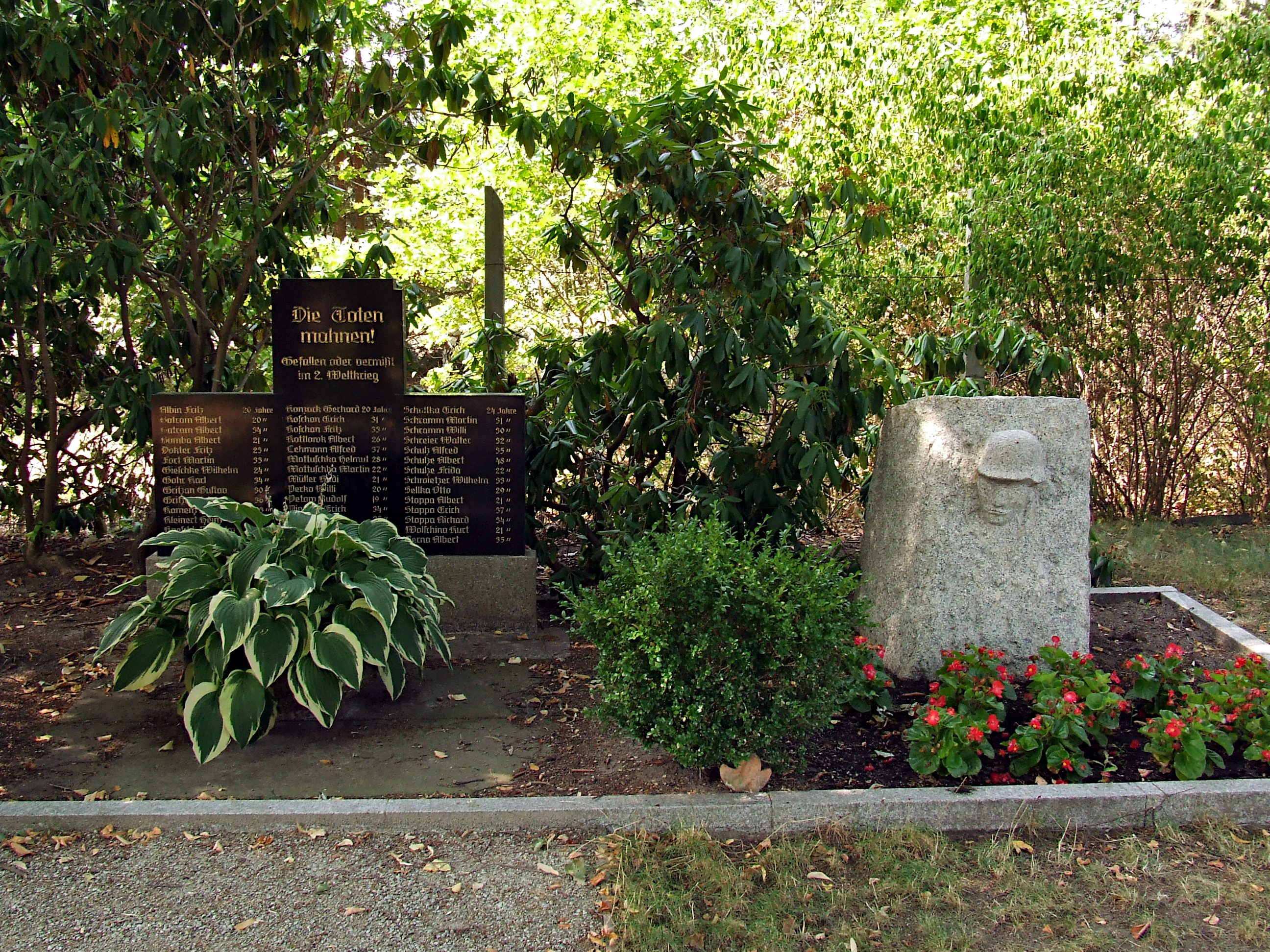
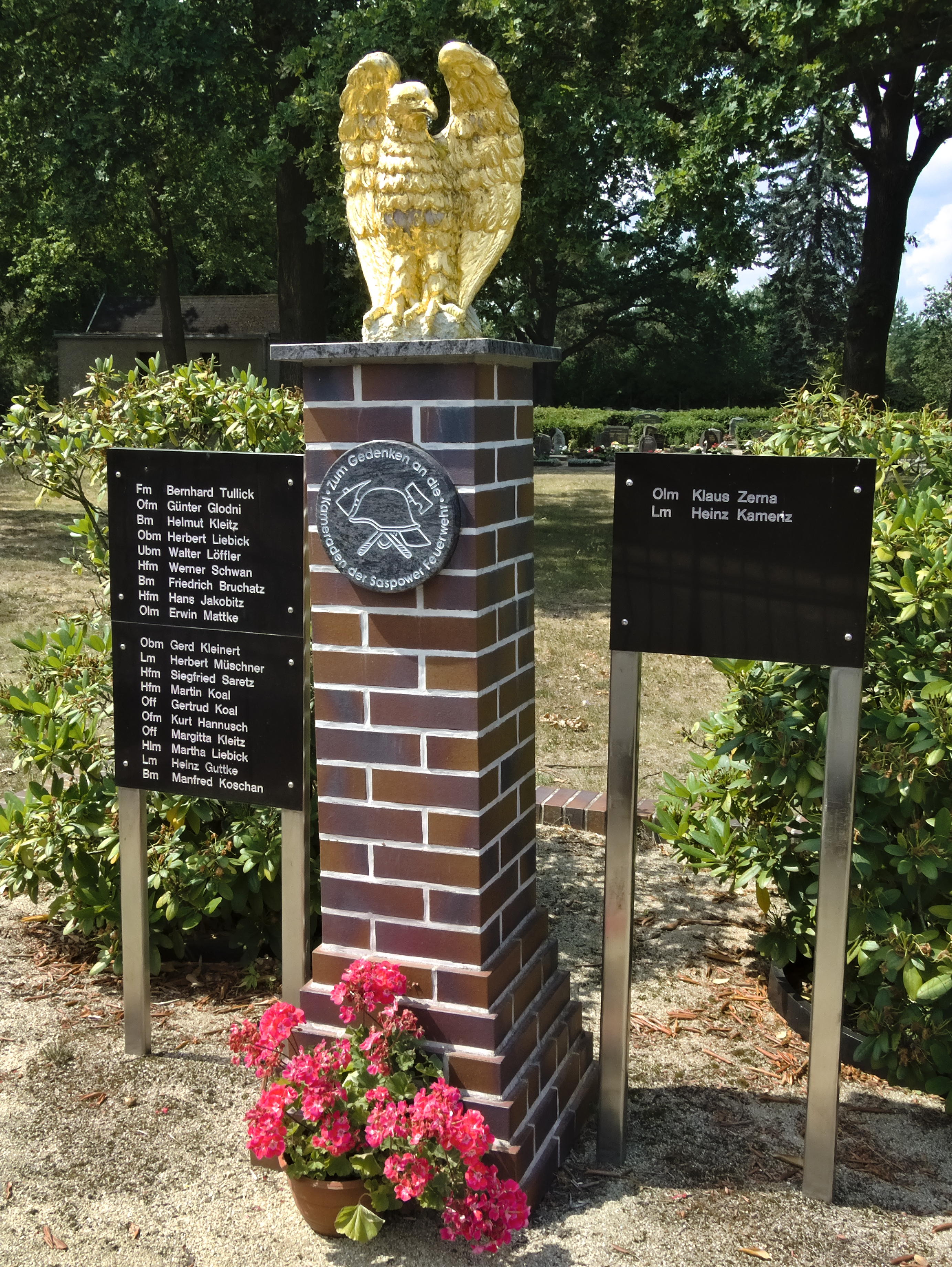

### Friedhof Schlichow
Der Schlichower Friedhof mit Kriegsgräberstätte befindet sich in der Oskar-Trautmann-Straße.

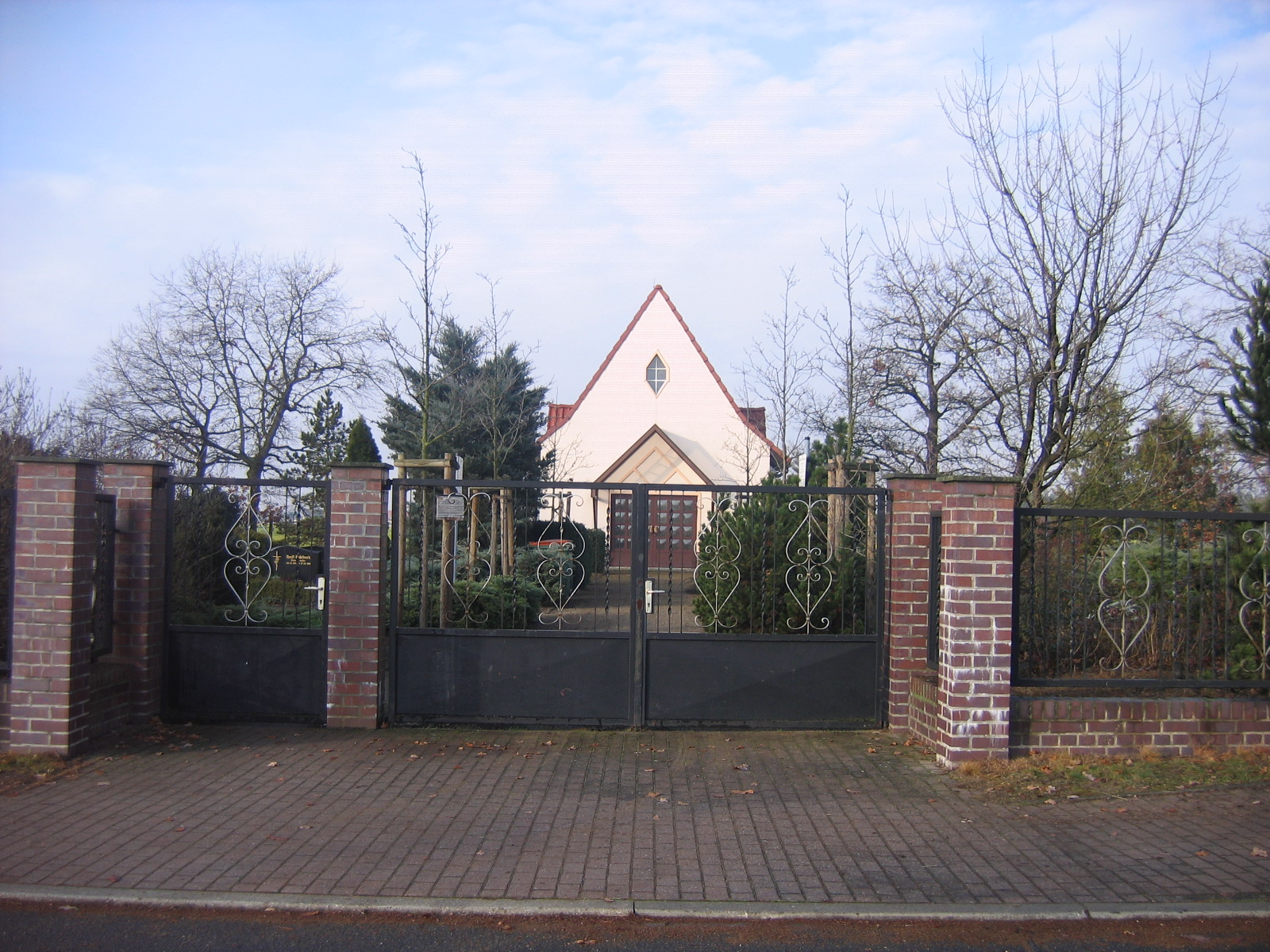
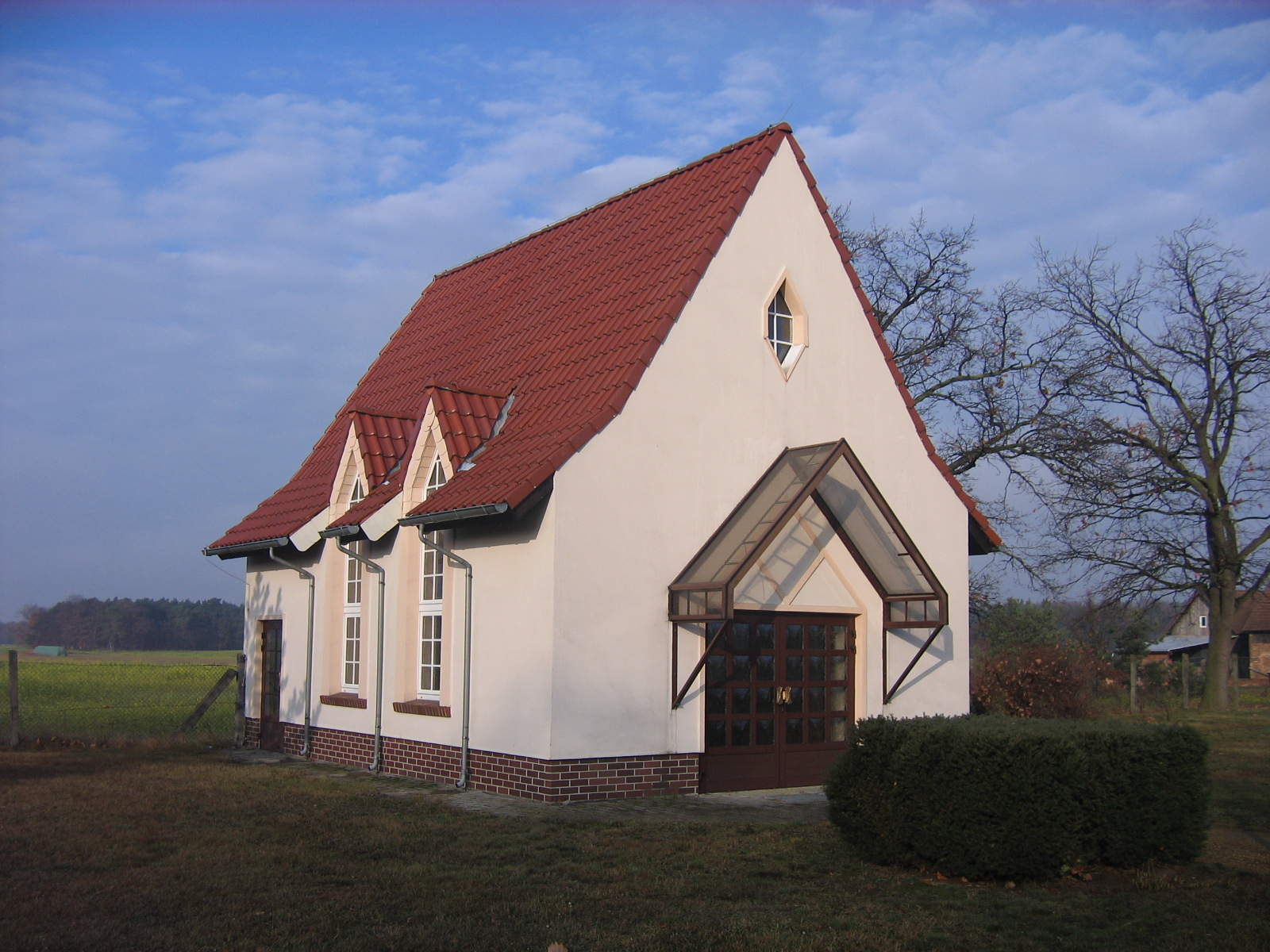
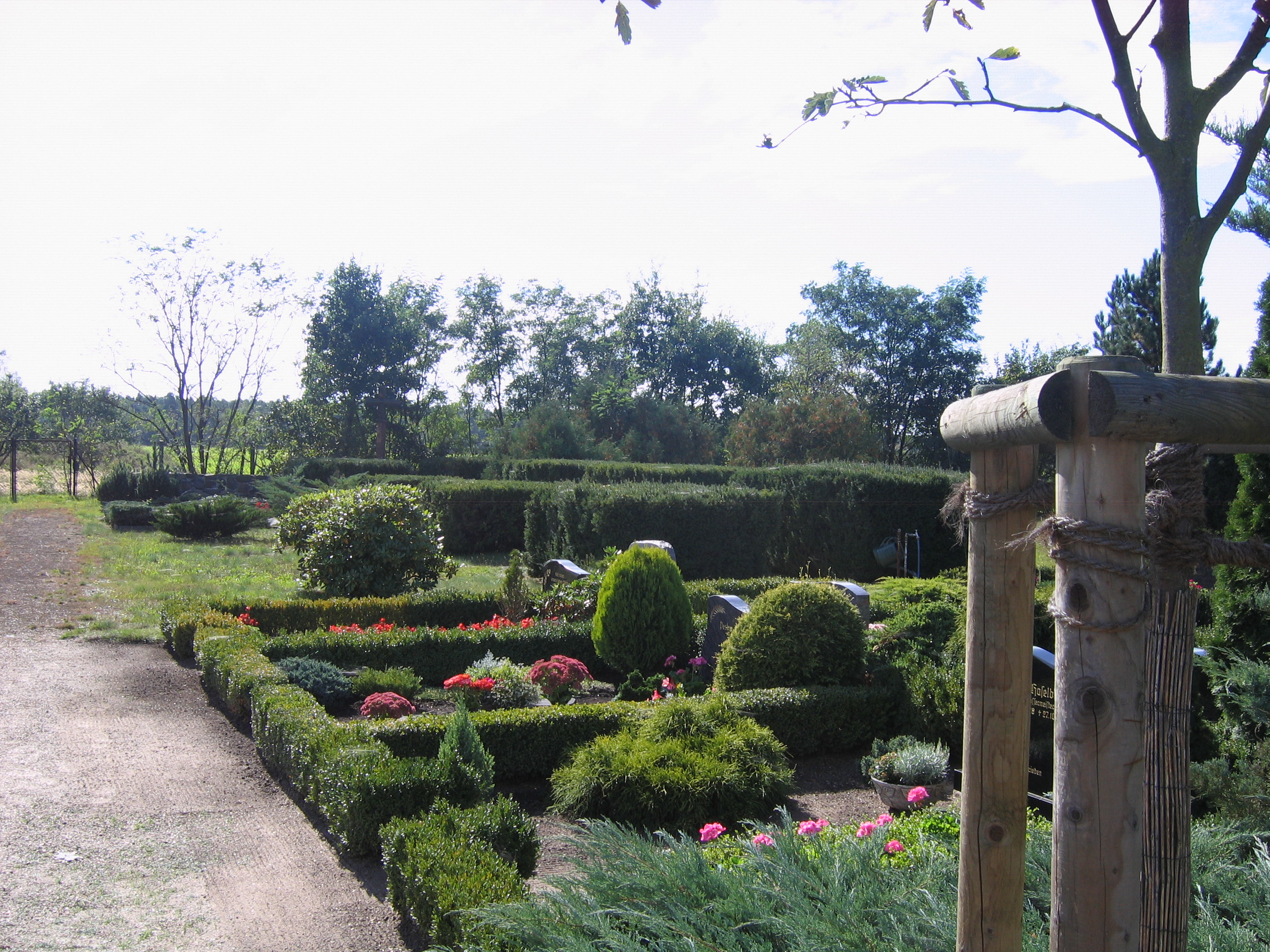
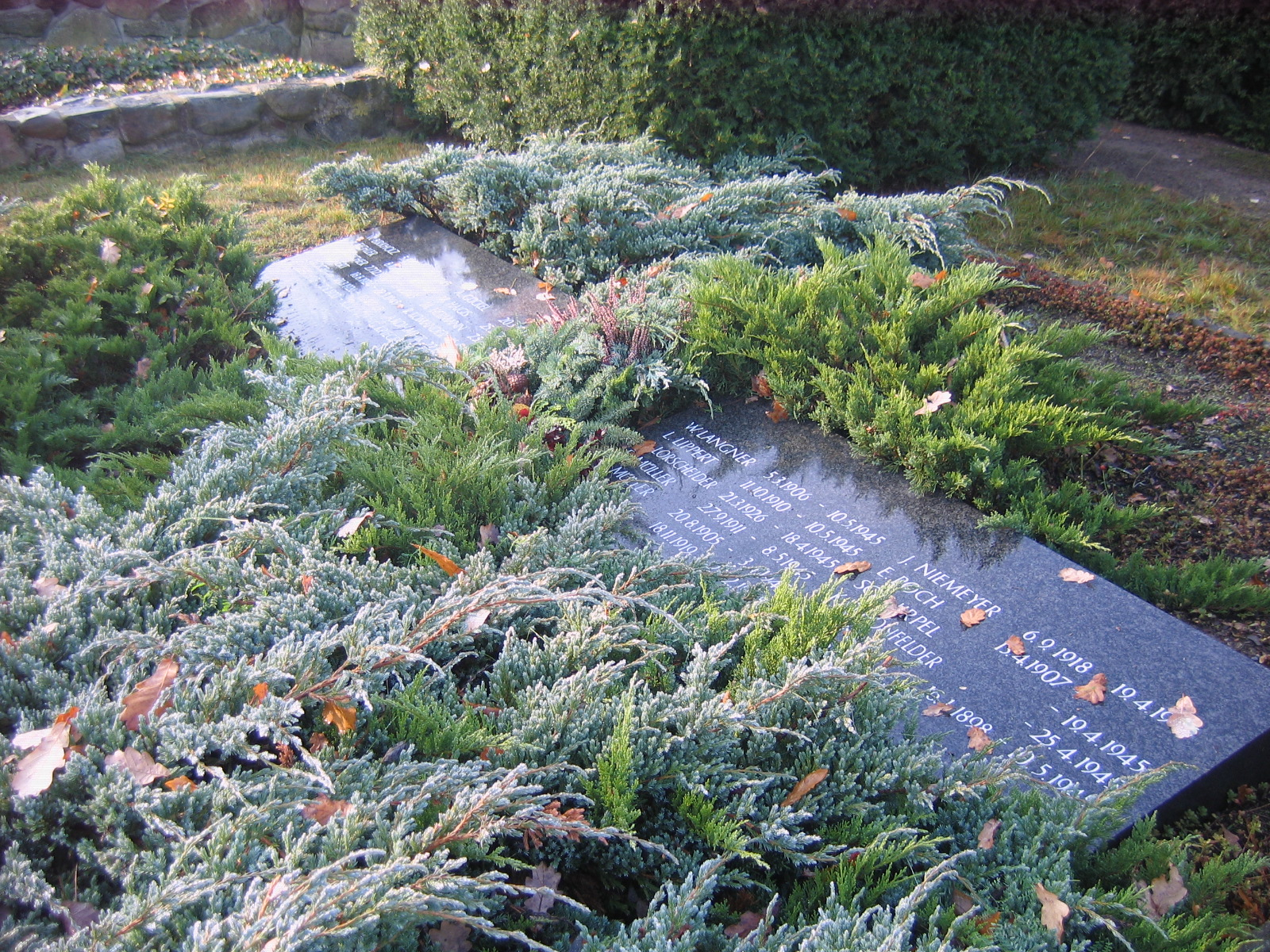

### Friedhof Sielow
Der Sielower Friedhof mit Kriegsgräberstätte befindet sich zwischen dem Gulbener Weg und der Straße „Zur Spreeaue“.

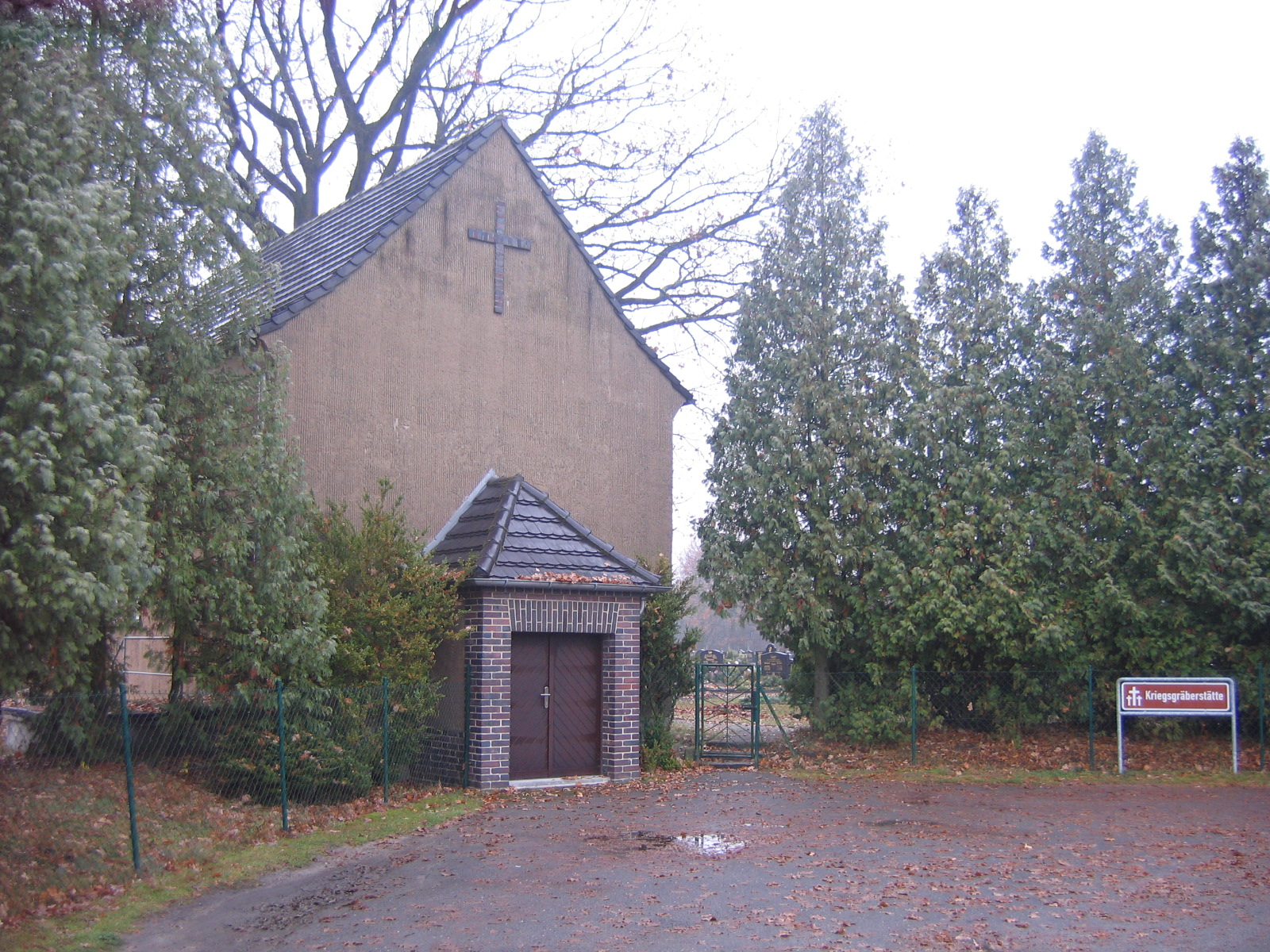
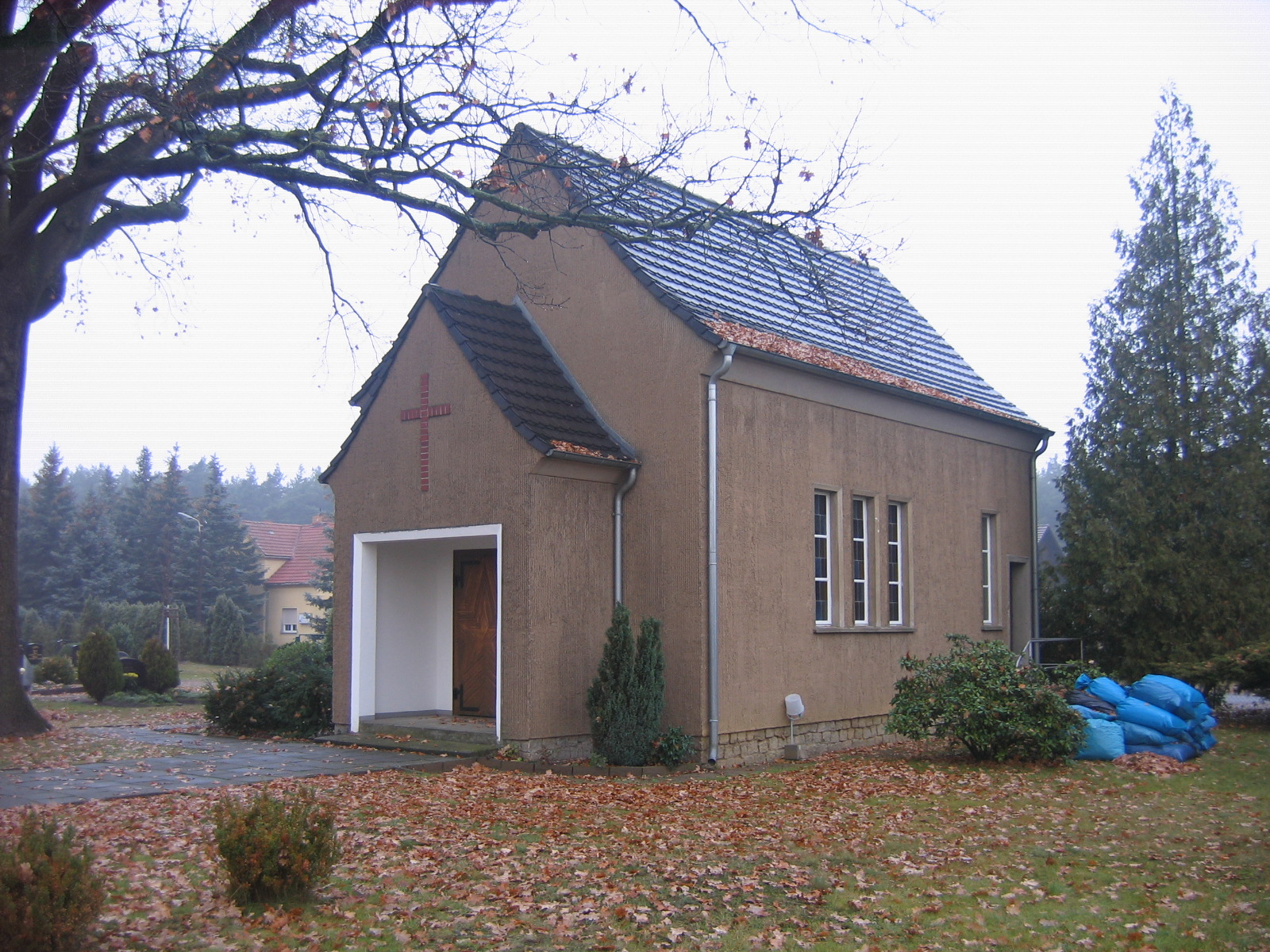
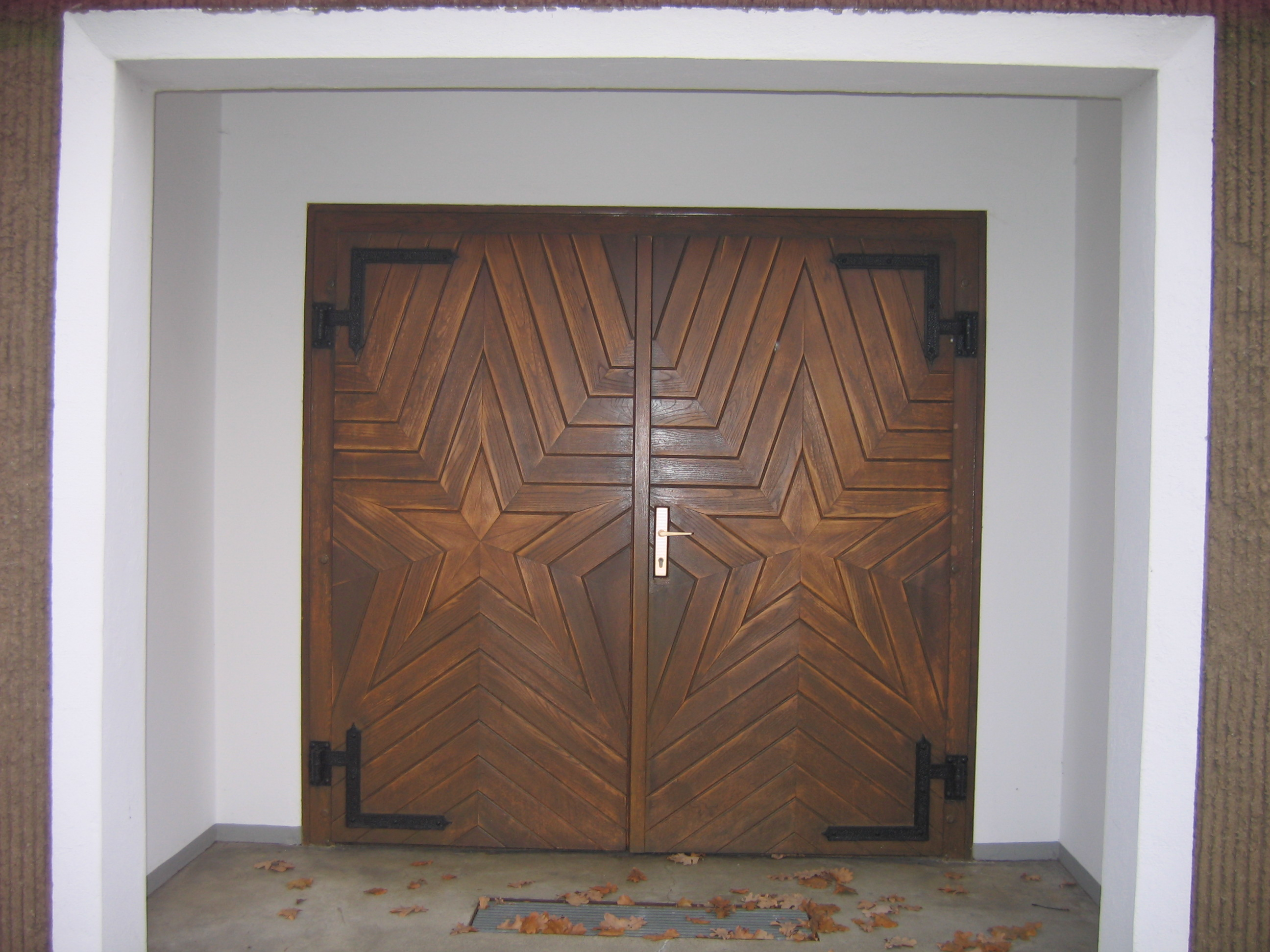
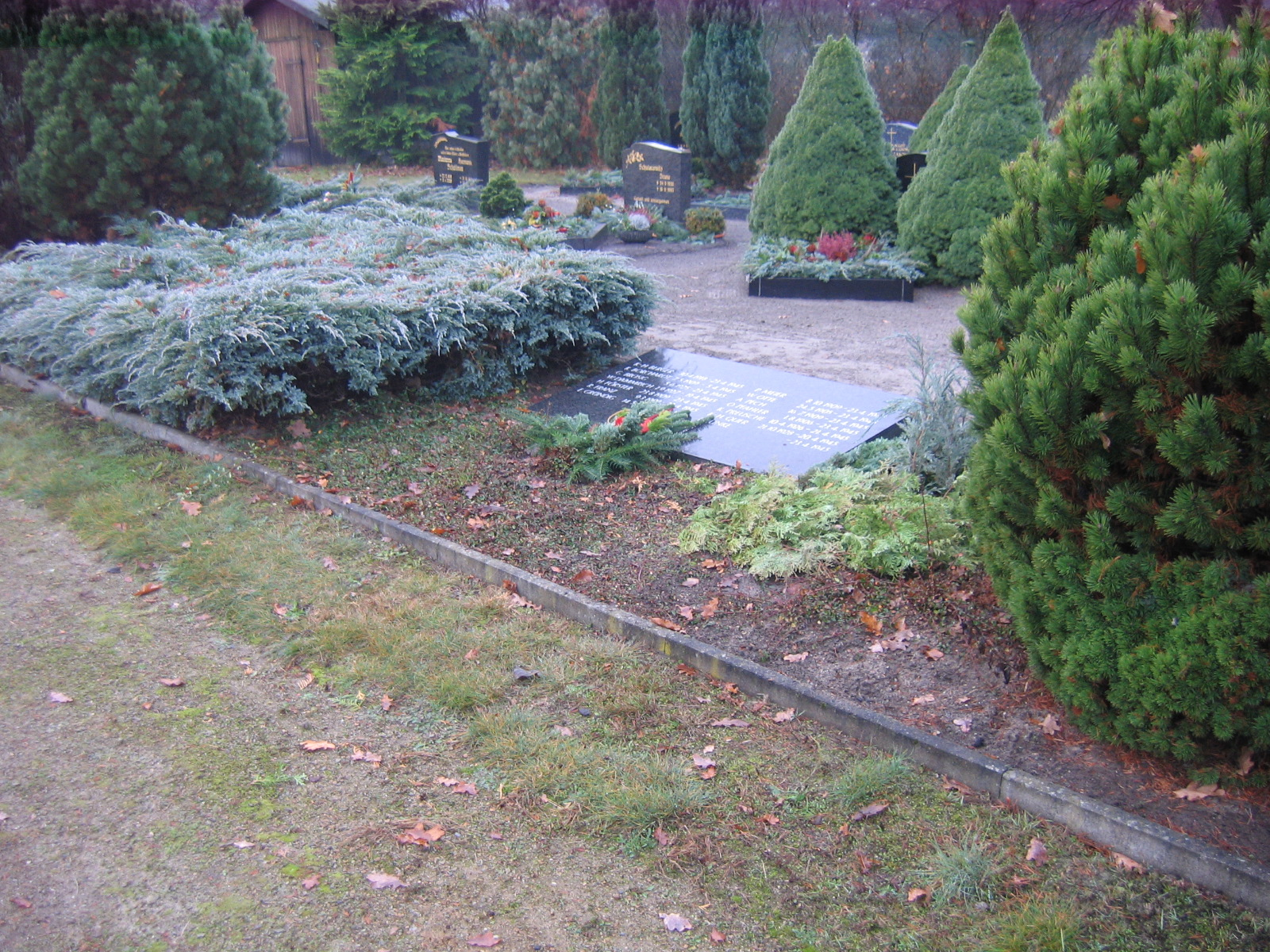

### Friedhof Skadow
Der Skadower Friedhof befindet sich in der Straße „Hinter den Gärten“, Ecke Skadower Schulstraße.

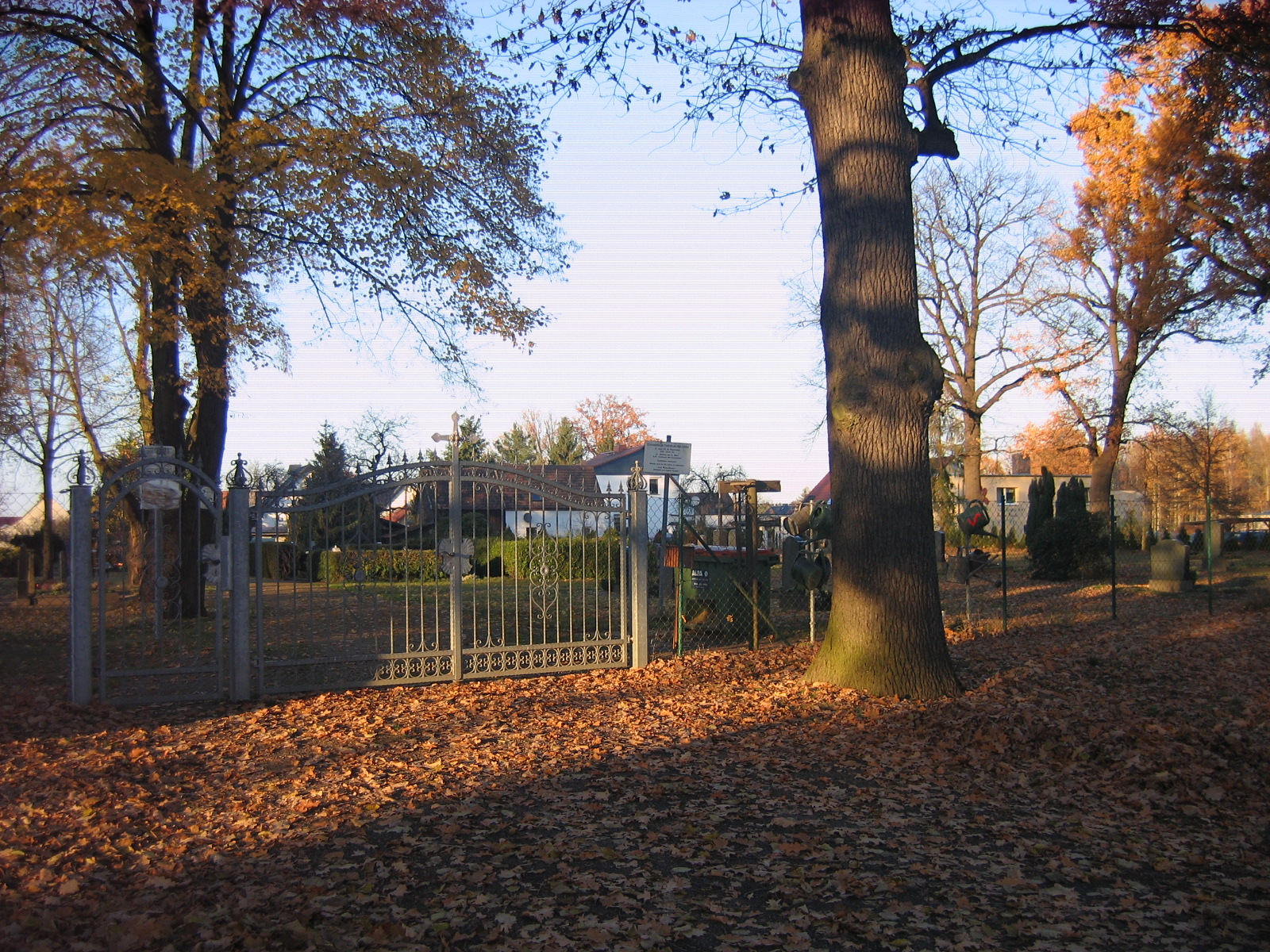
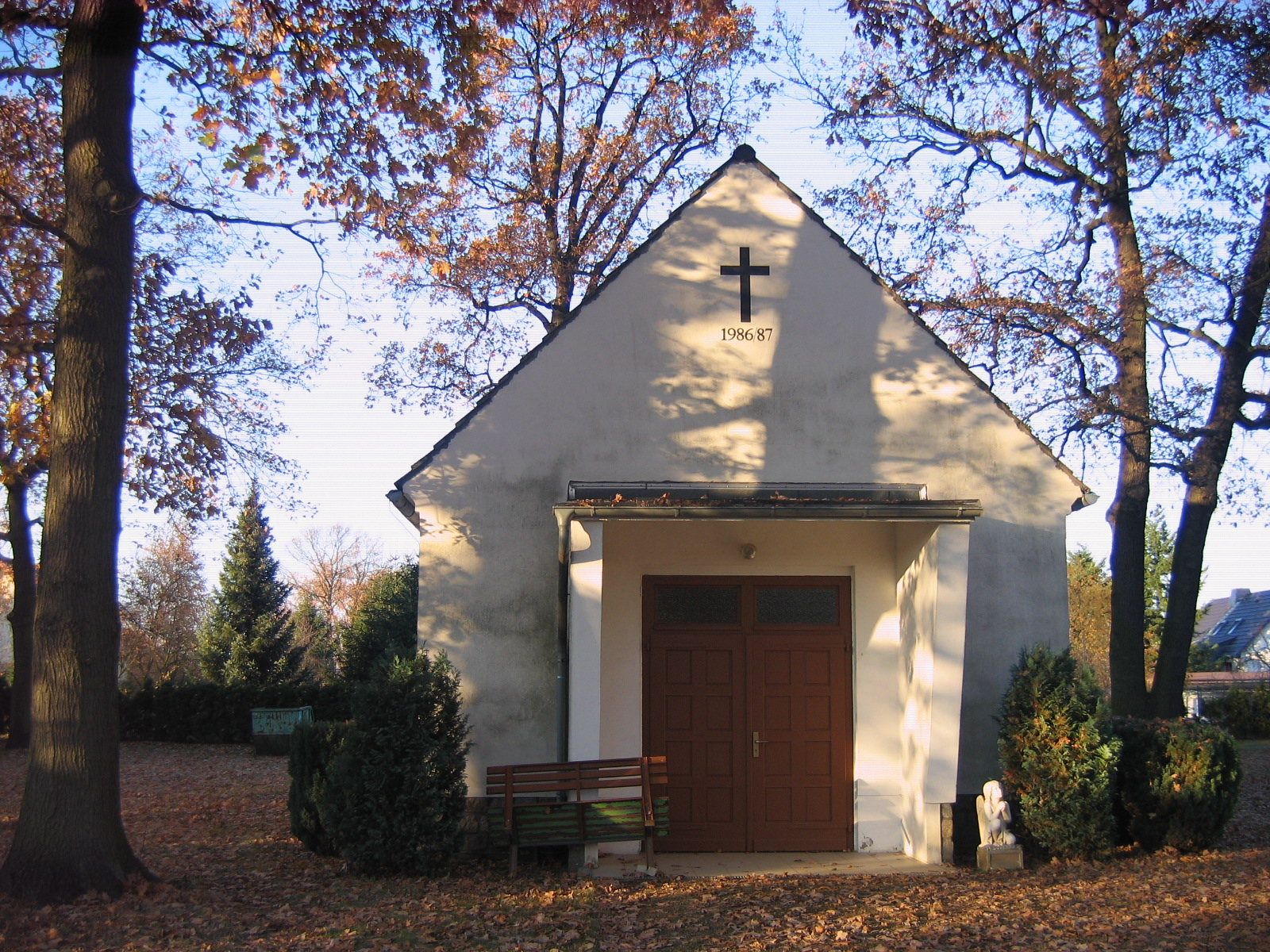
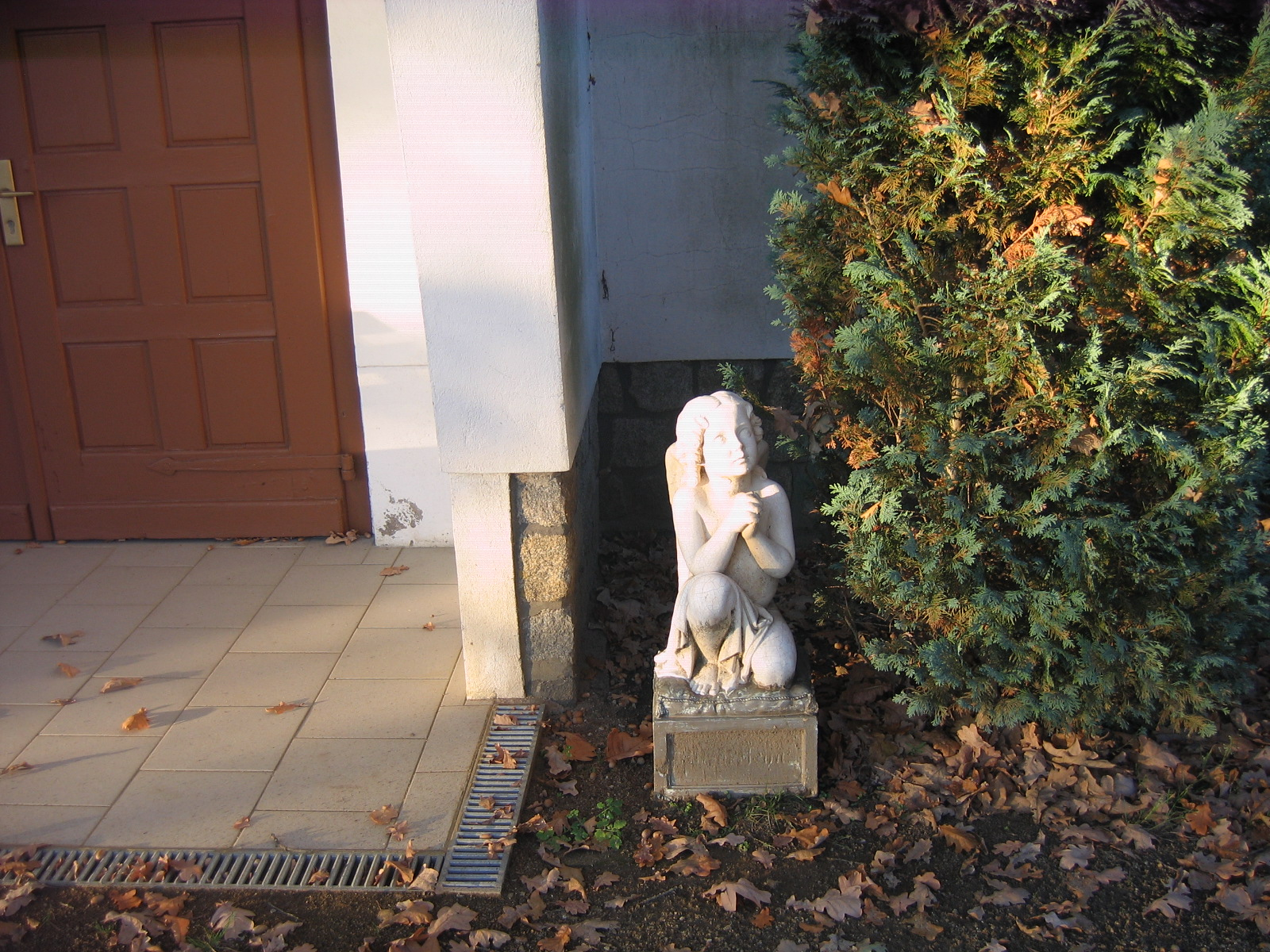

### Friedhof Willmersdorf
Der Willmersdorfer Friedhof mit Kriegsgräberstätte befindet sich am Friedhofsweg.

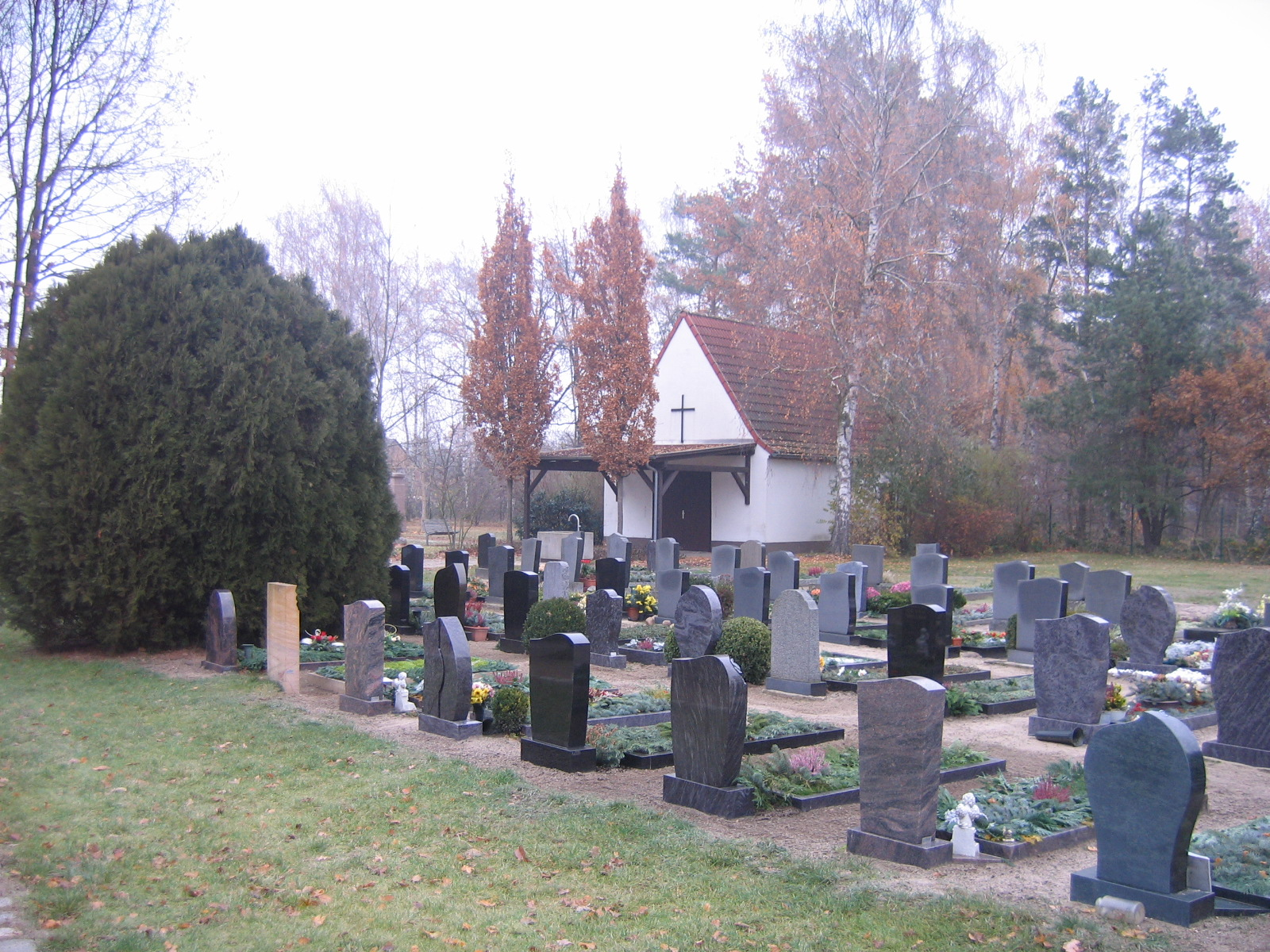
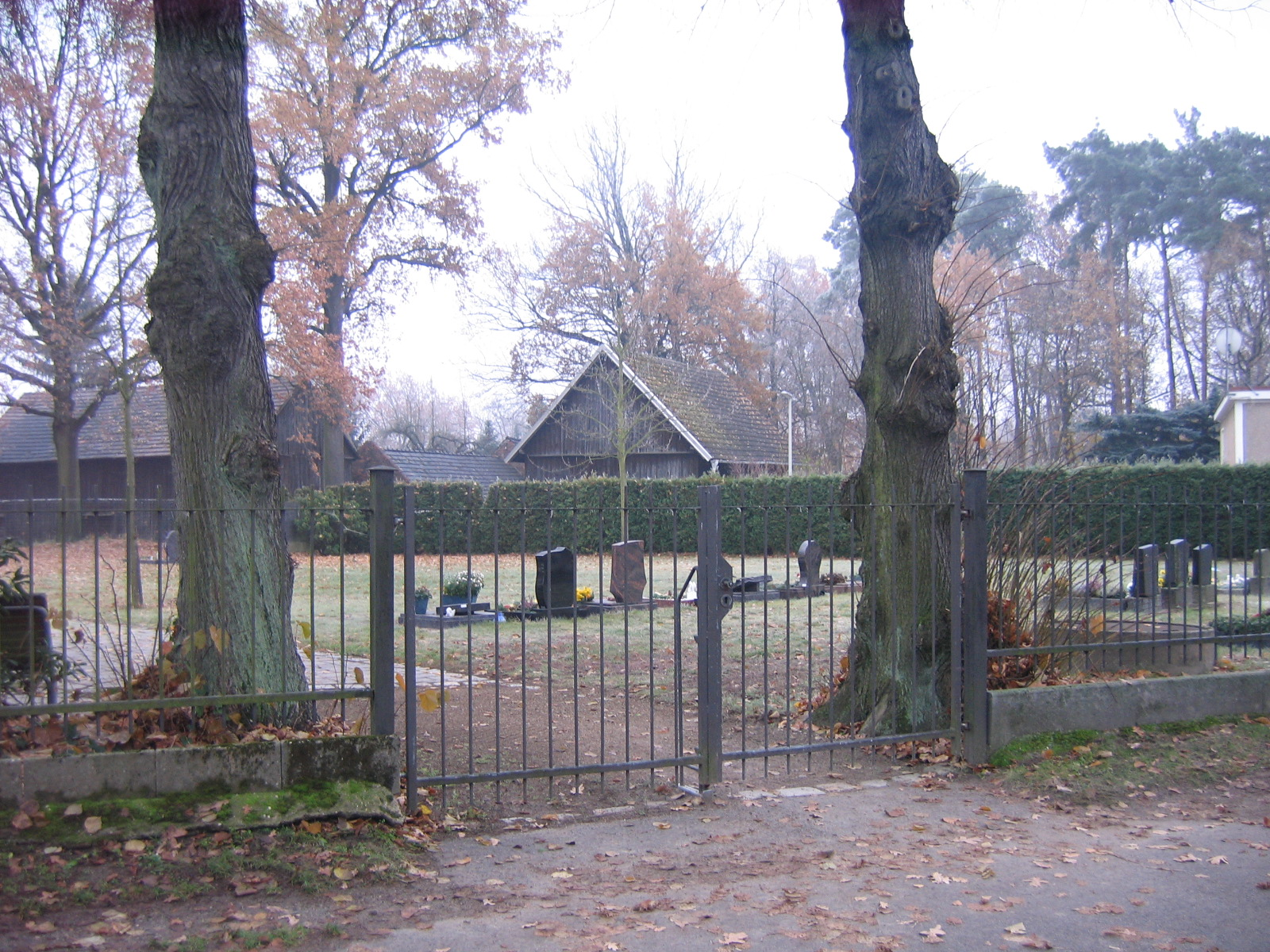
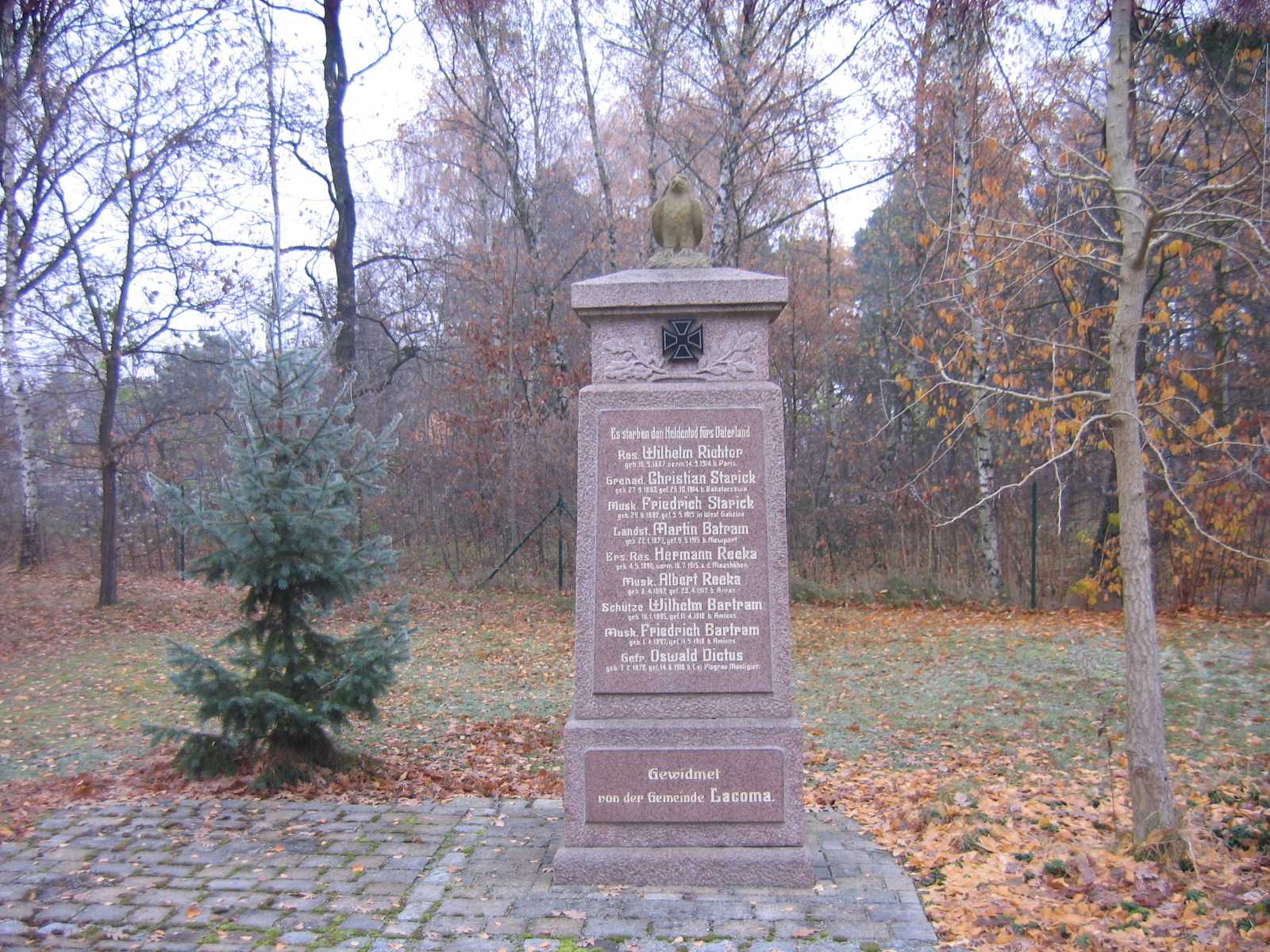
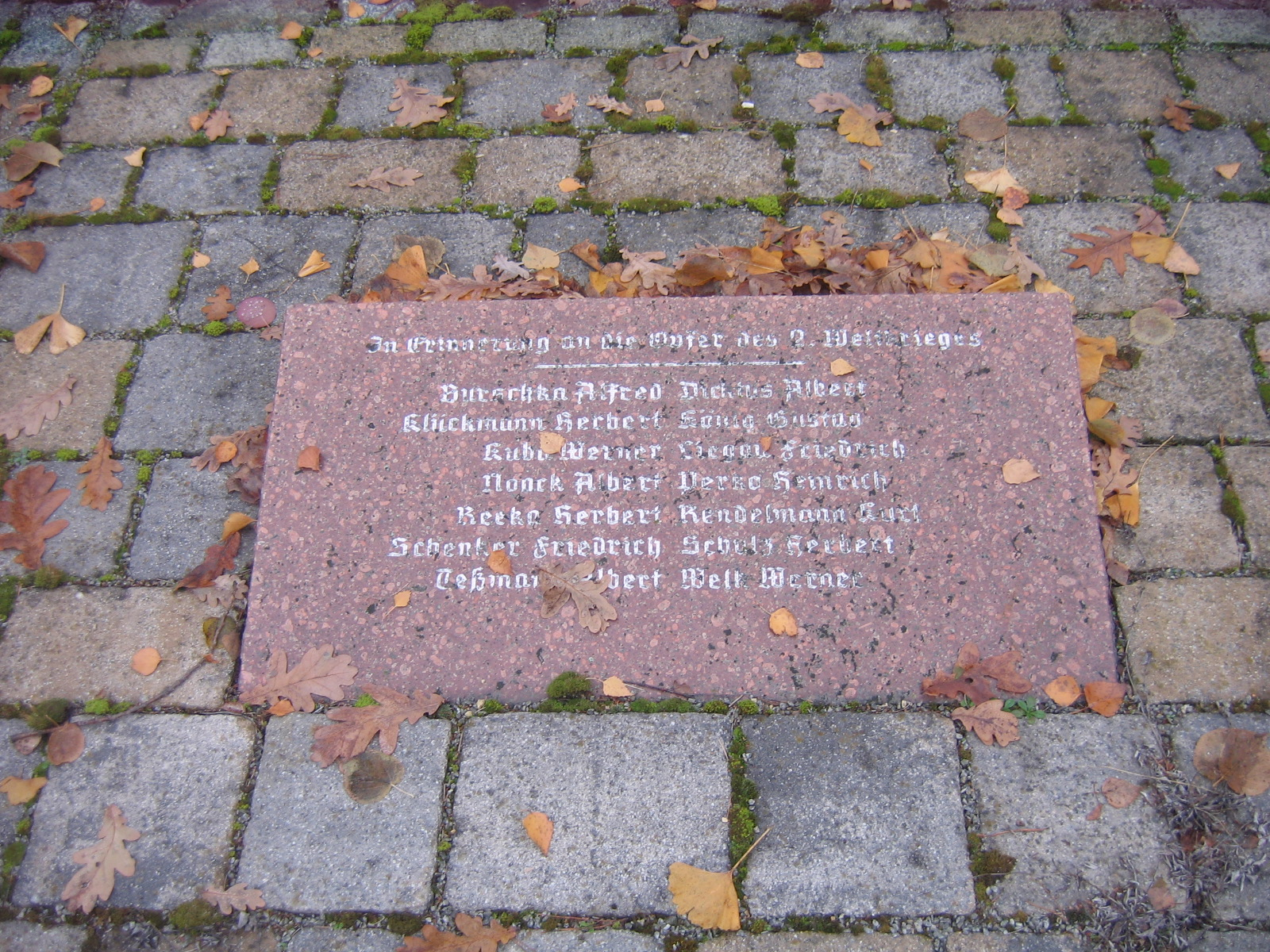

## Ehemalige Fried- und Kirchhöfe

### Alter Branitzer Dorffriedhof
Der Friedhof befindet sich im Vorpark zum Branitzer Park in der Nähe des Umweltzentrums.
Dieser Friedhof wurde erst im Oktober 2012 bei Arbeiten im Vorpark wiederentdeckt. Der trapezförmige Friedhof wurde mit schlichten Holzpfählen gekennzeichnet und besteht nur aus einer Anzahl leichter Erhebungen. Es ist jedoch ein historischer Ort, denn hier wurde am 13. Mai 1854 die Gräfin Lucie von Pückler-Muskau als letzte Branitzerin auf eigenen Wunsch in einer Torfasphaltgruft beigesetzt, obwohl der Friedhof bereits 1850 aufgegeben wurde. 1884 wurden ihre Überreste in die Seepyramide im Branitzer Park umgebettet. Der Friedhof wurde eingeebnet und aufgeforstet. Danach geriet er in Vergessenheit. Trotz archäologische Untersuchungen blieb Lucies einstige Gruft unentdeckt, da sie nach ihrer Umbettung mit Erde verfüllt wurde. Ihr Grabkreuz steht heute auf einem Findling auf der Grabsteininsel im Branitzer Park.

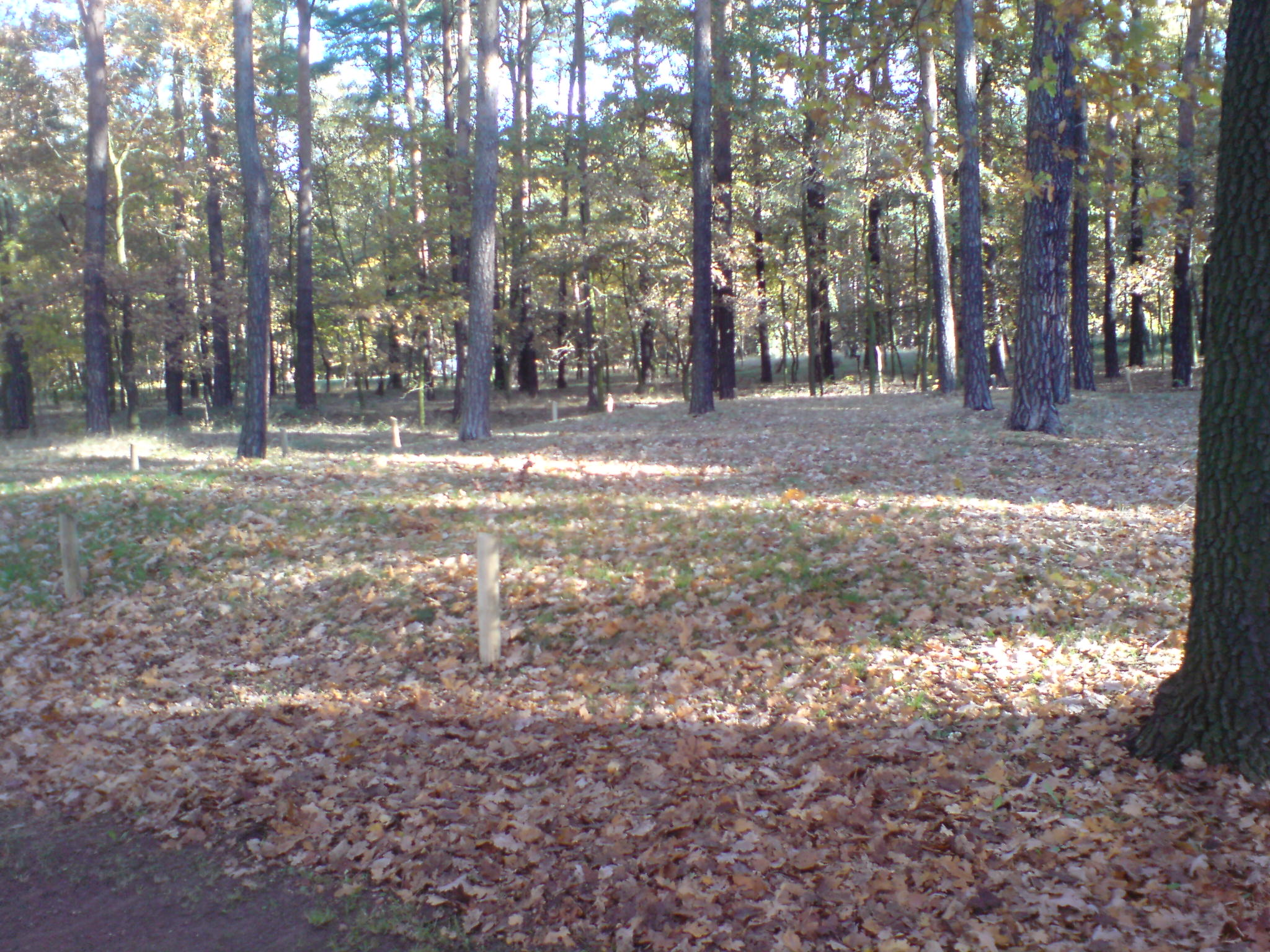
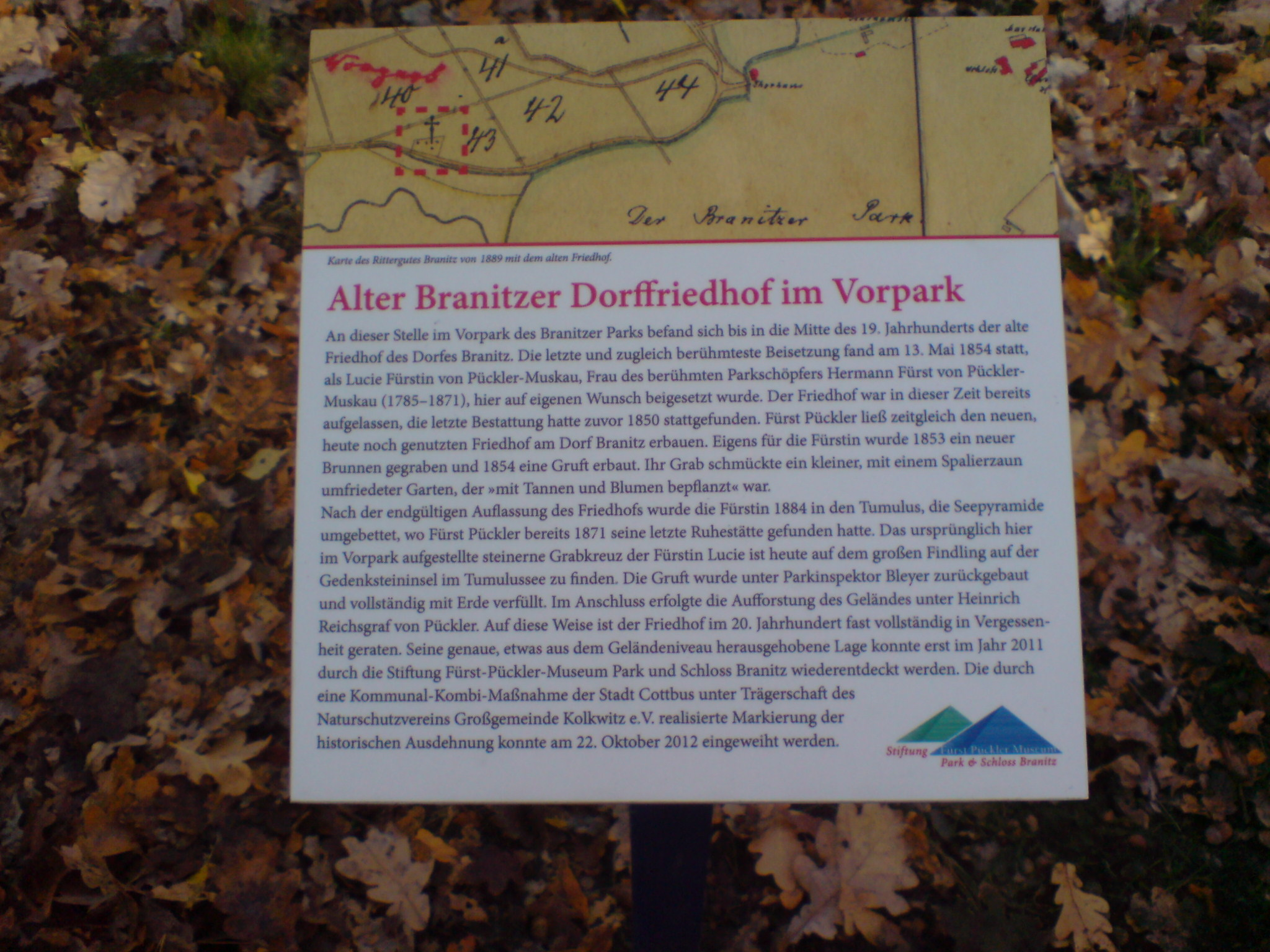
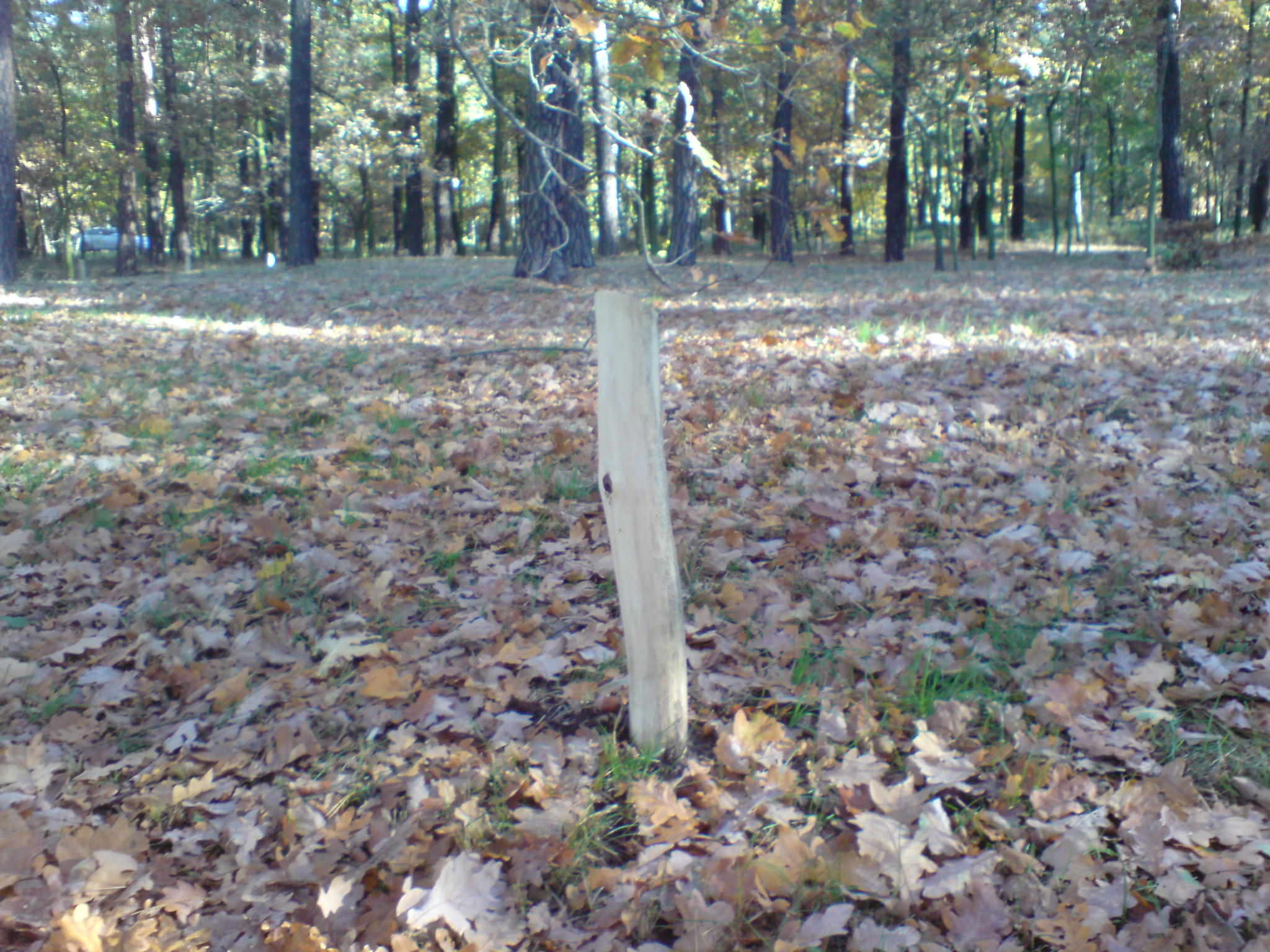

### Alter jüdischer Friedhof

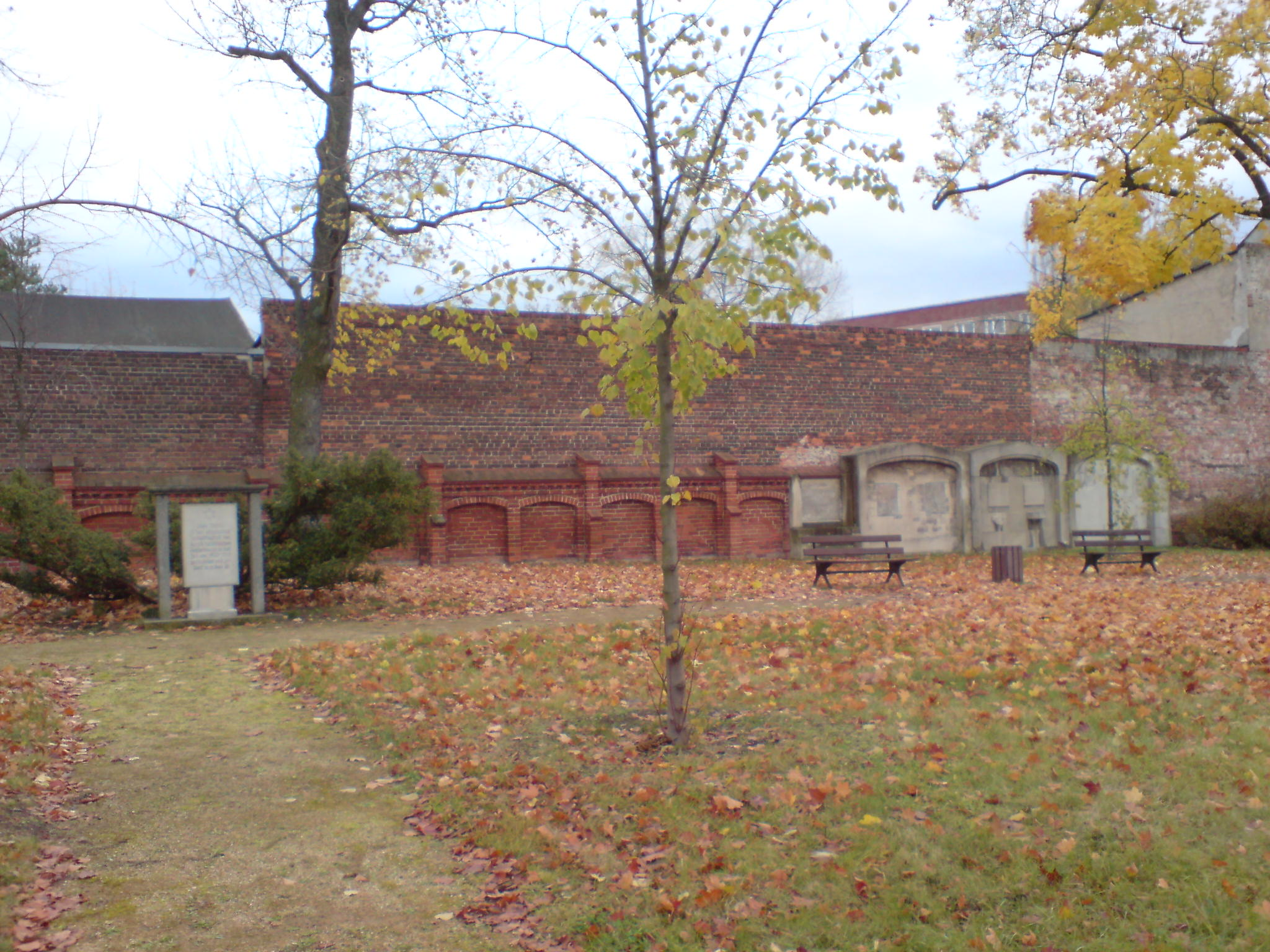
Der alte jüdischer Friedhof

Der alte jüdische Friedhof befindet sich in der Straße der Jugend neben dem Gebäude der Lausitzer Rundschau. Zunächst wurden die Toten der jüdischen Gemeinde auf dem Friedhof Friedland beigesetzt. 1814 erging ein Regierungsverbot, Verstorbene über weite Strecken zu transportieren. Somit war es nicht mehr möglich, die Verstorbenen nach Friedland zu bringen. 1817 wurde in der Dresdner Straße (heute Straße der Jugend) der erste jüdische Friedhof, der „Alte jüdische Friedhof“, angelegt. 1861 wurde ein südlich angrenzendes Landstück dazugekauft und darauf eine Feierhalle errichtet. Nachdem im Jahr 1919 auf dem Friedhof alle Grabstätten belegt waren, wurde auf dem städtischen Hauptfriedhof (Südfriedhof) der neue jüdische Friedhof eingerichtet. Bei dem Novemberpogrom 1938 wurde der Friedhof verwüstet und beim Bombenangriff am 15. Februar 1945 teilweise zerstört. Um 1950 wurde der Friedhof auf Antrag des Stadtgartenamts abgeräumt und in eine Parkanlage mit einem Gedenkstein umgewandelt. Dabei wurden jedoch die jüdischen Bestattungstraditionen nicht beachtet und wertvolle Dokumente abtransportiert. Ein Teil der alten Umfassungsmauern blieb erhalten.

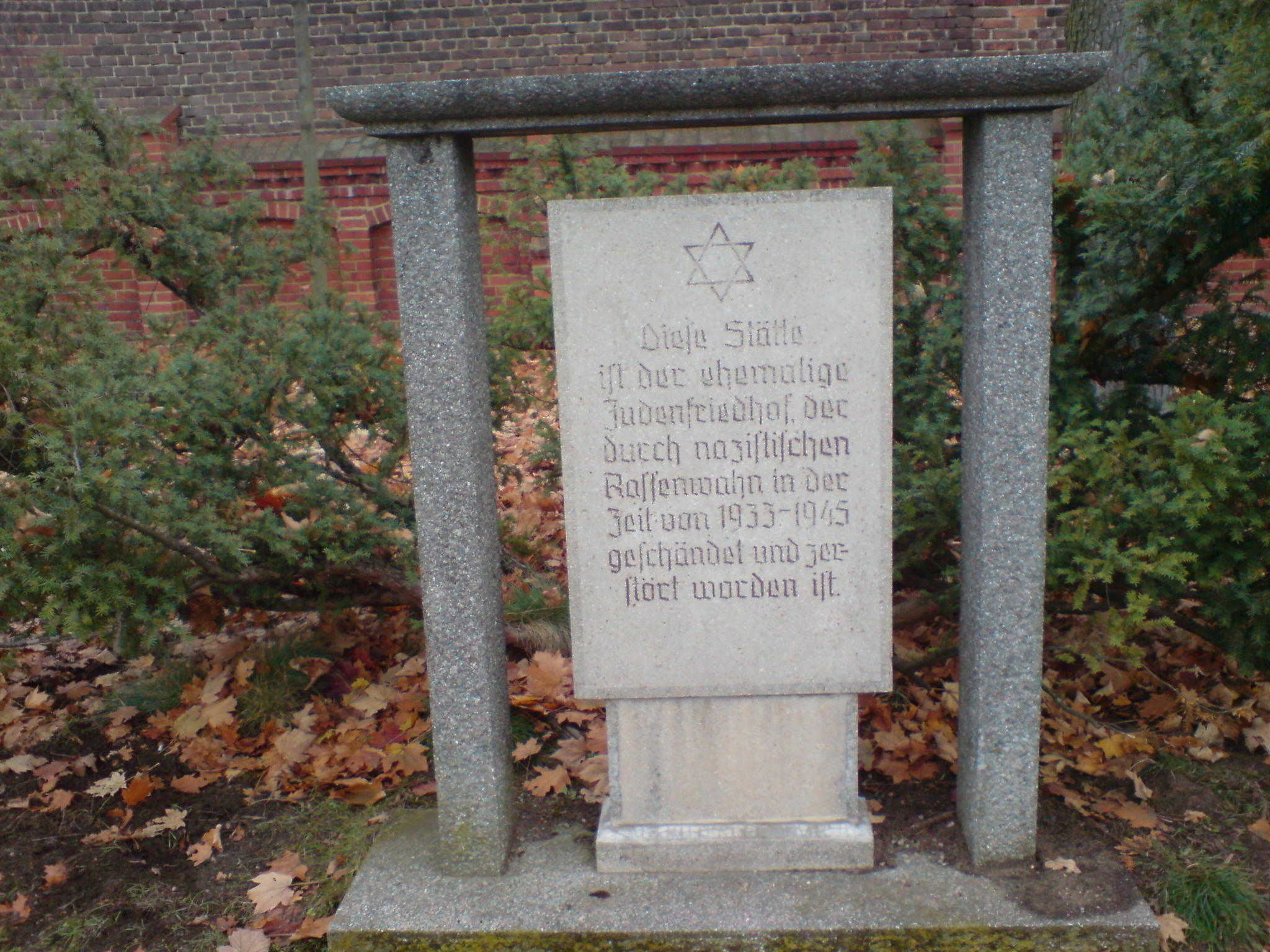
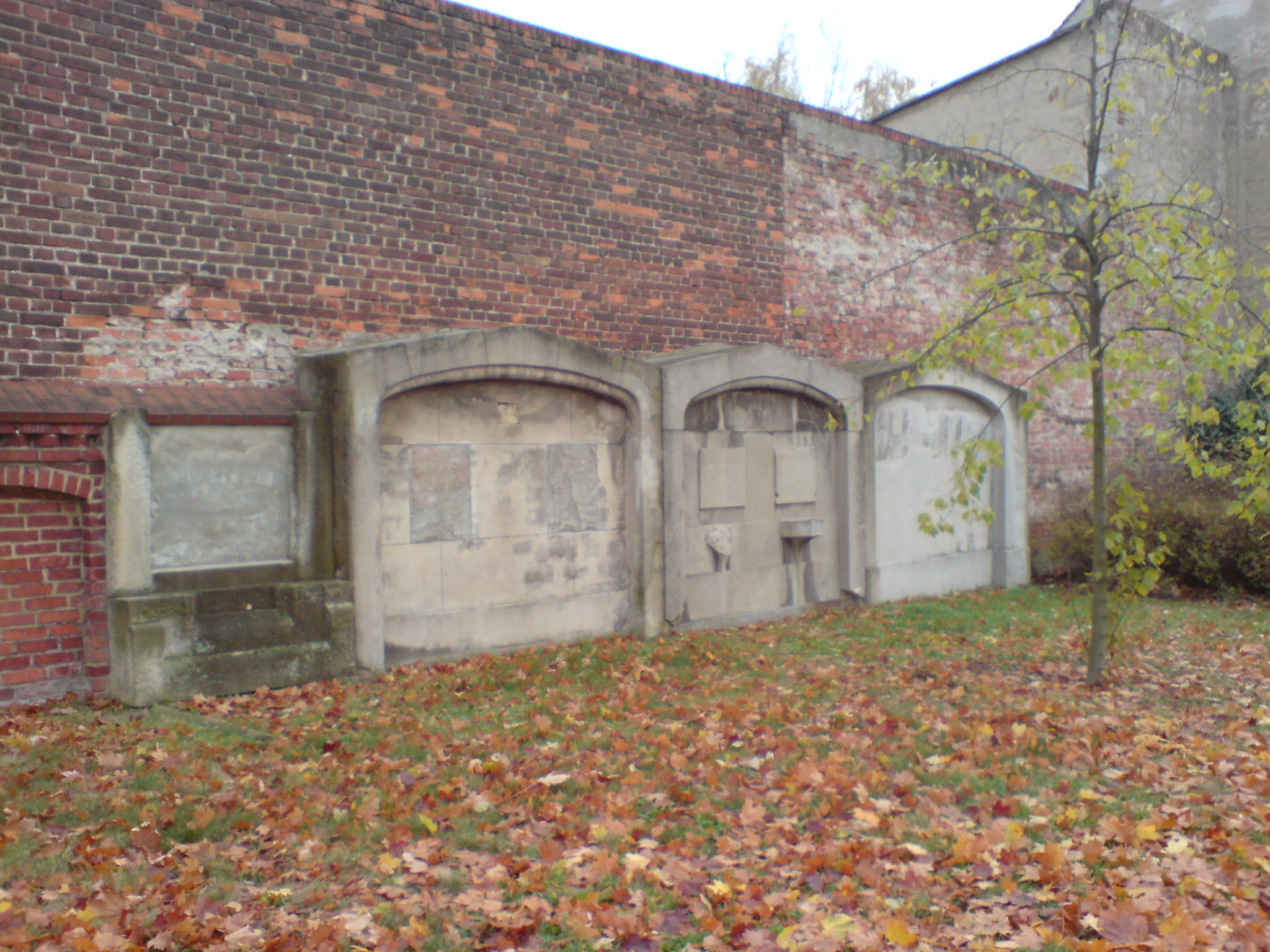
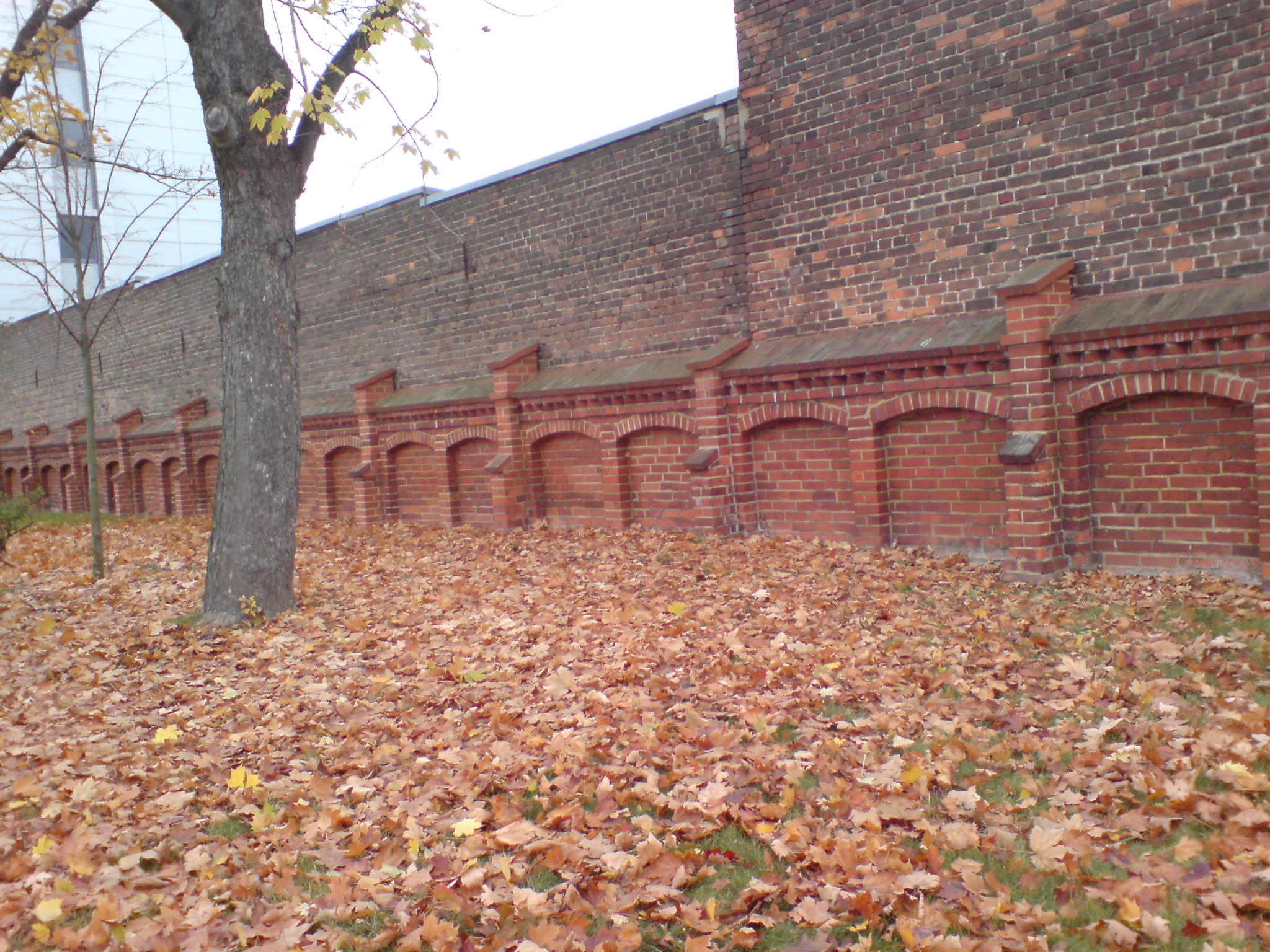

Der damalige Cottbuser Oberbürgermeister Dreifert erteilte dem Justizrat Abraham Hammerschmidt die Ausnahmeregelung, seine Ehefrau Berta Hammerschmidt bereits im November 1916 südlich des ehemaligen städtischen Südfriedhofes zu bestatten. Die ca. 100 m² große Waldparzelle wurde eingezäunt und darauf ein noch heute gut sichtbares Denkmal aus Muschelkalk errichtet. Um diese Grabstelle herum entstand in den Jahren danach – beginnend 1917/1918 – der neue jüdische Friedhof. Neben weiteren bedeutenden Grabstätten findet man hier auch eine Gedenkinschrift für die in der NS-Zeit ermordeten Mitglieder der Familie Hammerschmidt.

### Ehemaliger Zentralfriedhof

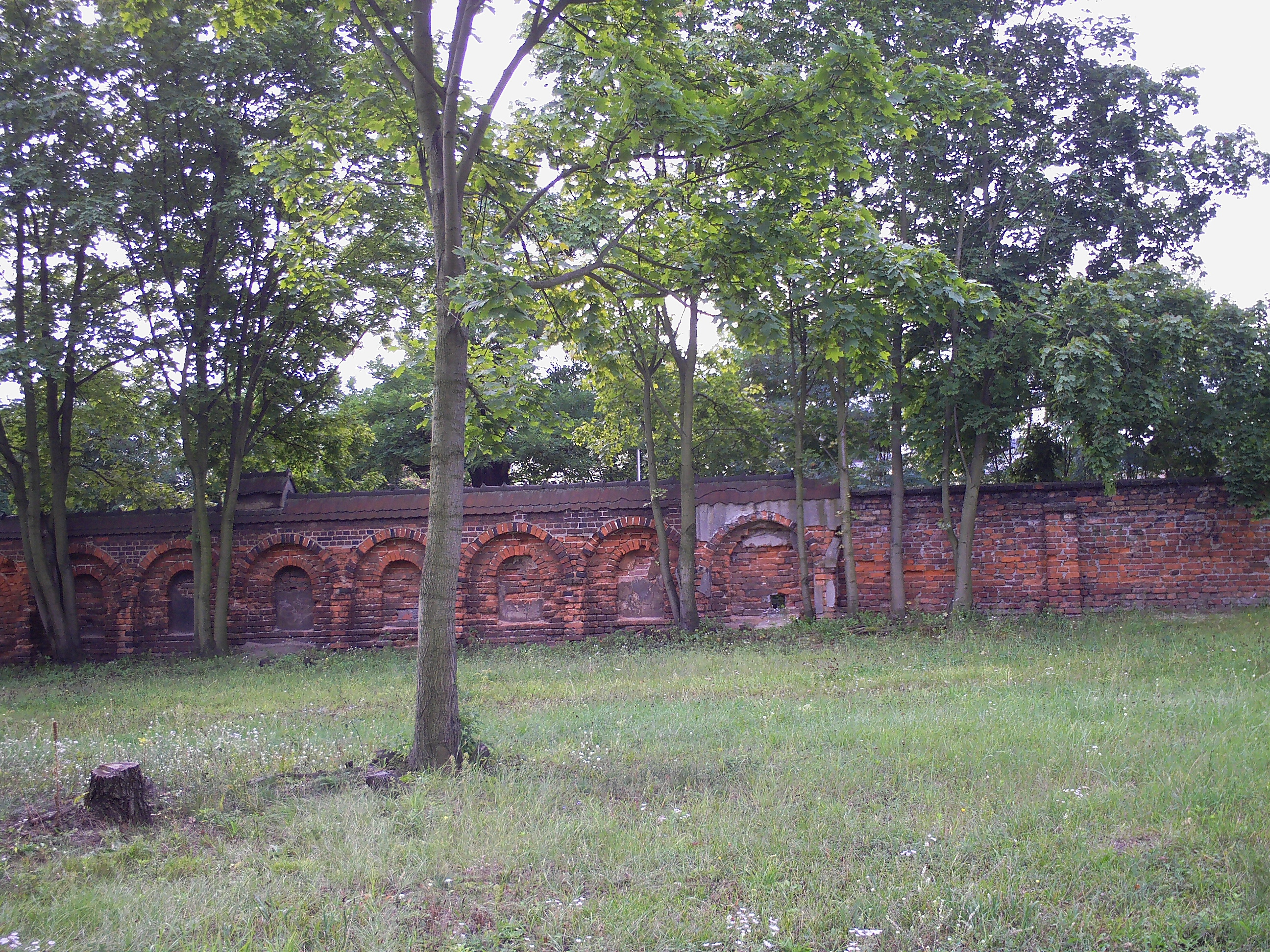
Friedhofsmauer des ehemaligen Zentralfriedhofs

Der ehemalige Zentralfriedhof befindet sich in der Straße der Jugend auf dem Gelände der ehemaligen Barackenstadt.
Nachdem der alte Stadtfriedhof vor dem Spremberger Tor im Bereich der Schwan- und Roßstraße 1834 geschlossen wurde, brauchten die Cottbuser einen neuen Bestattungsort.
Der alte Zentralfriedhof im Bereich der heutigen Straße der Jugend wurde am 22. November 1835 eingeweiht und bis 1870 für Bestattungen genutzt. 1898 erfolgte die endgültige Schließung des Friedhofes.
1841 erhielt der Baumeister Friedrich Wilhelm Kahle den Auftrag zum Bau einer Leichenhalle. Es war eines seiner wichtigsten Bauwerke und erinnerte sehr stark an Entwürfe von Schinkel. Die Friedhofskapelle wurde zu einer Gedenkhalle für die Opfer des Weltkrieges umgewandelt und 1963 abgerissen.
Zwischen 1947 und 1950 wurde die Friedhofsfläche als Kleingartenanlage genutzt.
Als in der DDR 1952 die Bezirke gegründet wurden, brauchte Cottbus als Bezirksstadt auf die Schnelle einen Verwaltungssitz und so ist die Barackenstadt entstanden, welche 1990/91 zum größten Teil abgerissen wurde. Die letzten beiden Baracken verschwanden 1994 nach einem Brand. Einziger Zeitzeuge ist heute nur noch die Friedhofsmauer.
Im Zuge des Stadtumbaus ist im Entwicklungsplan für das Quartier Ostrow die Fläche zur Wohnraumbebauung vorgesehen.

### Alter Friedhof Kiekebusch
Der alte Kiekebuscher Friedhof befindet sich an der Spreestraße.
Er wurde am Rand des Dorfes errichtet, war durch stetige Bevölkerungszuwanderung und der daraus resultierenden Ausdehnung der Gemeinde von Häusern eingeschlossen und konnte nicht mehr erweitert werden. Deshalb wurde er geschlossen und an der Neuen Friedhofstraße ein neuer Friedhof eröffnet. Heute ist es ein offener grüner Platz mit einem Gedenkstein für die Opfer des Ersten und Zweiten Weltkrieges sowie einigen noch erhaltenen Grabstellen.

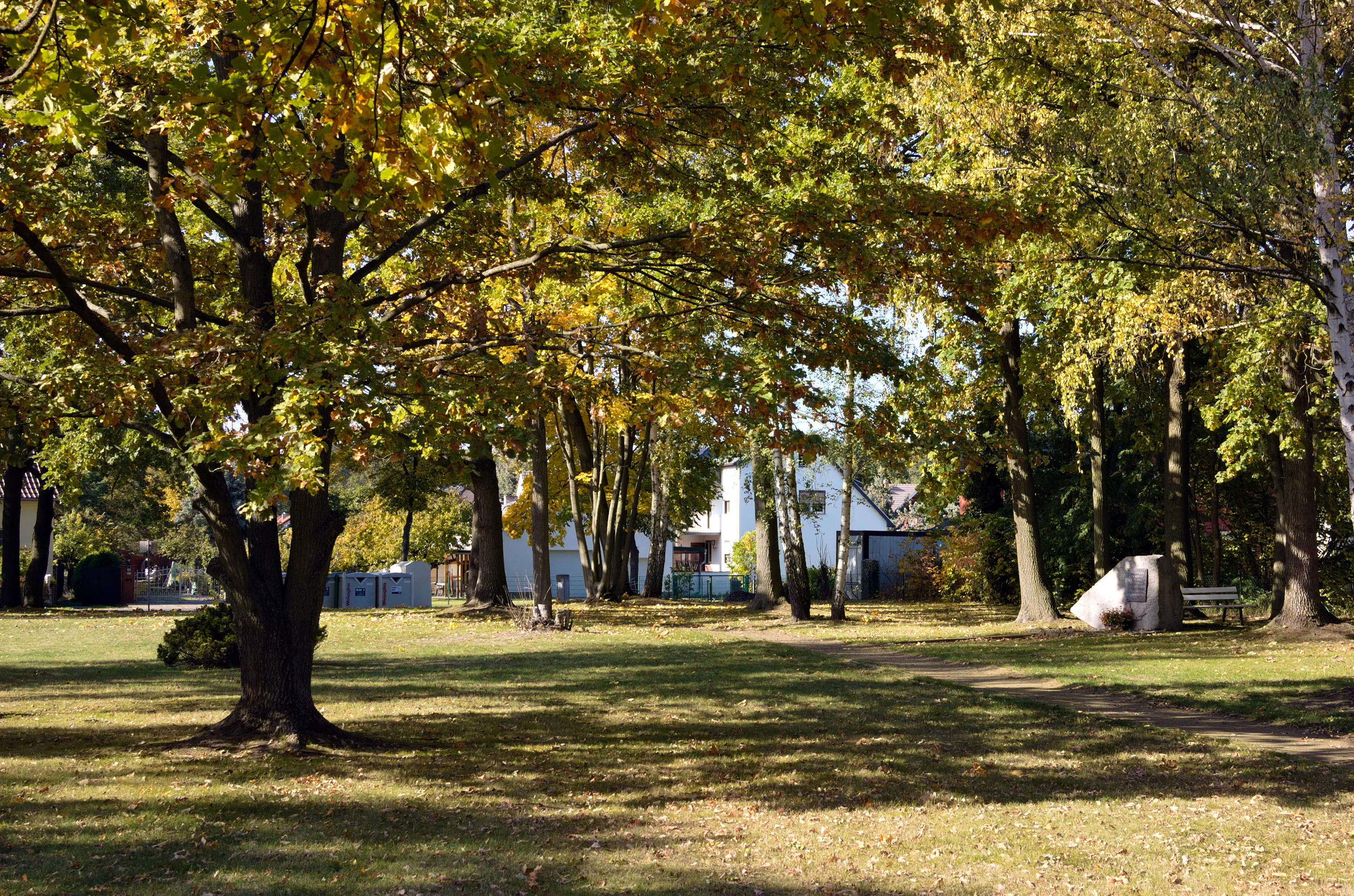
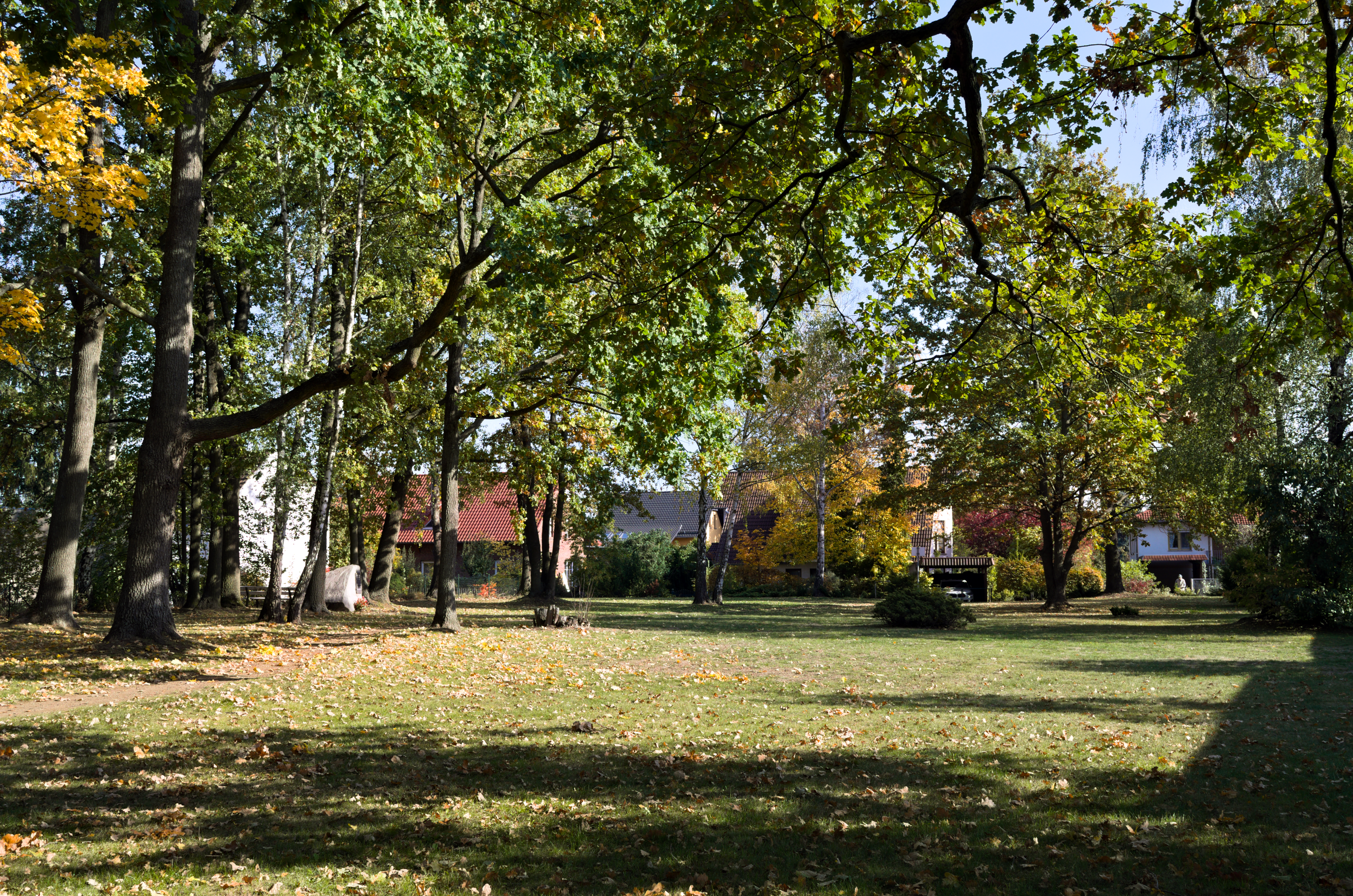
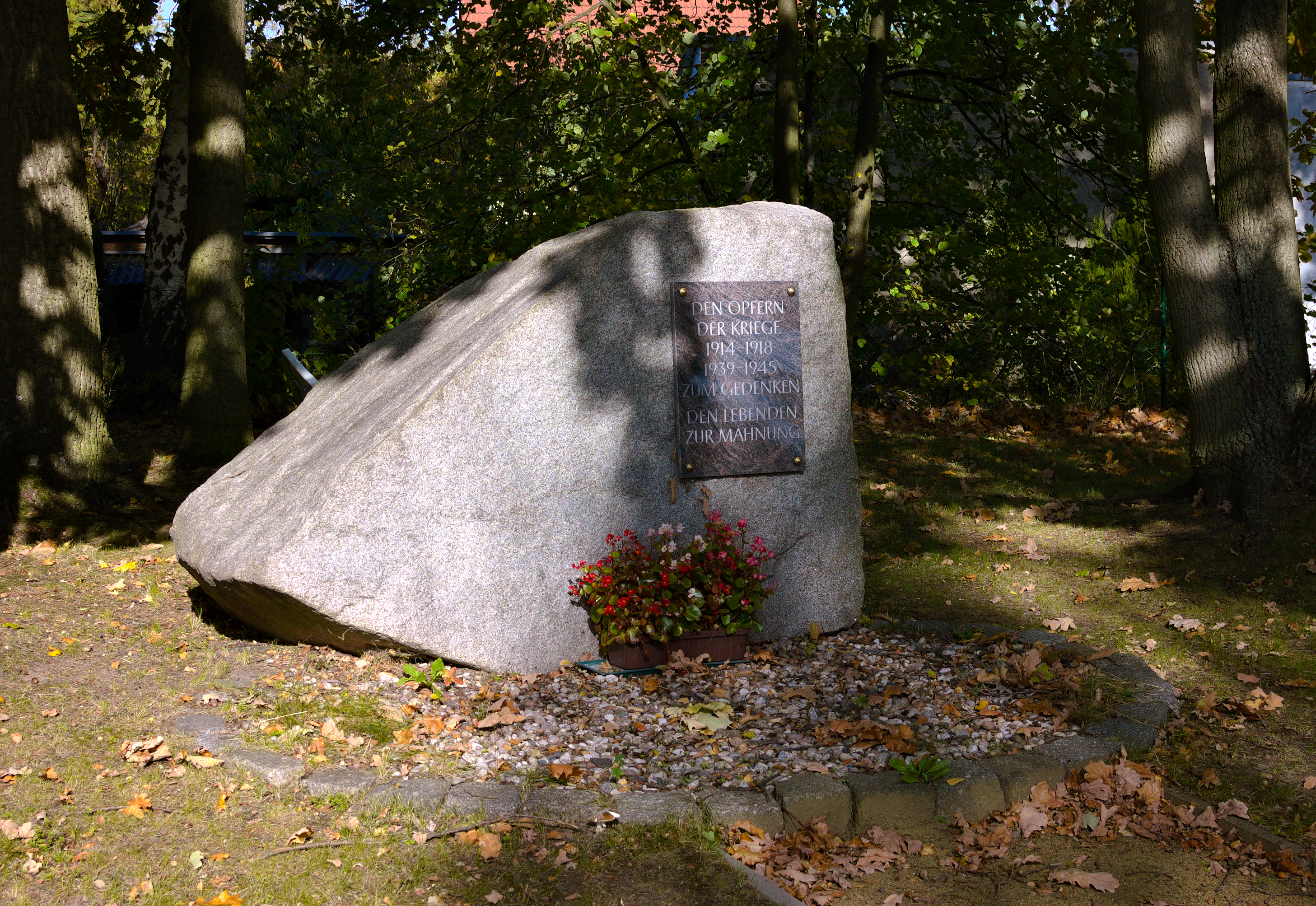

### Kirchhof der Pfarrkirche St. Nikolai (Oberkirche)
Wie in den Anfangszeiten üblich, wurden die Verstorbenen auf Kirchhöfen direkt an den Kirchen beerdigt. Jahrhundertelang umgab auch die Oberkirche solch ein Friedhof. 1729 wurden seine Mauern niedergerissen, weil sie die Wachparaden behinderten. Die Grabsteine wurden weggeschafft und der Platz gepflastert. 1794 wurde die Begräbnisstätte endgültig aufgegeben.

### Kirchhof der Schloßkirche
Die Kirche, 1714 von den Hugenotten erbaut, war von einem Friedhof mit Mauer umgeben, der 1729 eingeebnet wurde.

### Kirchhof der Franziskaner-Klosterkirche (Wendische Kirche)
Wann der Friedhof aufgegeben wurde, ist nicht bekannt. Teile der Friedhofsmauer waren bis 1729 im Bereich des jetzigen Klosterplatzes vorhanden.

### Friedhof vor dem Spremberger Tor
Wie schon 1514 sucht die Pest erneut die Stadt heim. Zur Bestattung der Toten wurde vor dem Spremberger Tor etwa 1521 ein Friedhof angelegt und bis 1834 bewirtschaftet. Das Terrain ist heute vollständig bebaut.

### Ostfriedhof
Der ehemalige Ostfriedhof befand sich zwischen der Hüfnerstraße und der Warschauer Straße im Stadtteil Sandow.
Der Ostfriedhof entstand im Jahr 1888 als Sandower Friedhof. Erst mit der Eingemeindung des Dorfes 1904 wurde er in Ostfriedhof umbenannt. Die letzte Bestattung fand 1946 statt. Die Kapelle wurde durch den Luftangriff am 15. Februar 1945 zerstört und 1956 abgerissen. Die Glocke der Kapelle fand aber bereits 1948 ihren Platz auf dem Südfriedhof. Die Grabmäler wurden abgeräumt, nur ein Obelisk aus schwedischem Granit blieb stehen. Heute befindet sich an dieser Stelle ein kleiner Park.

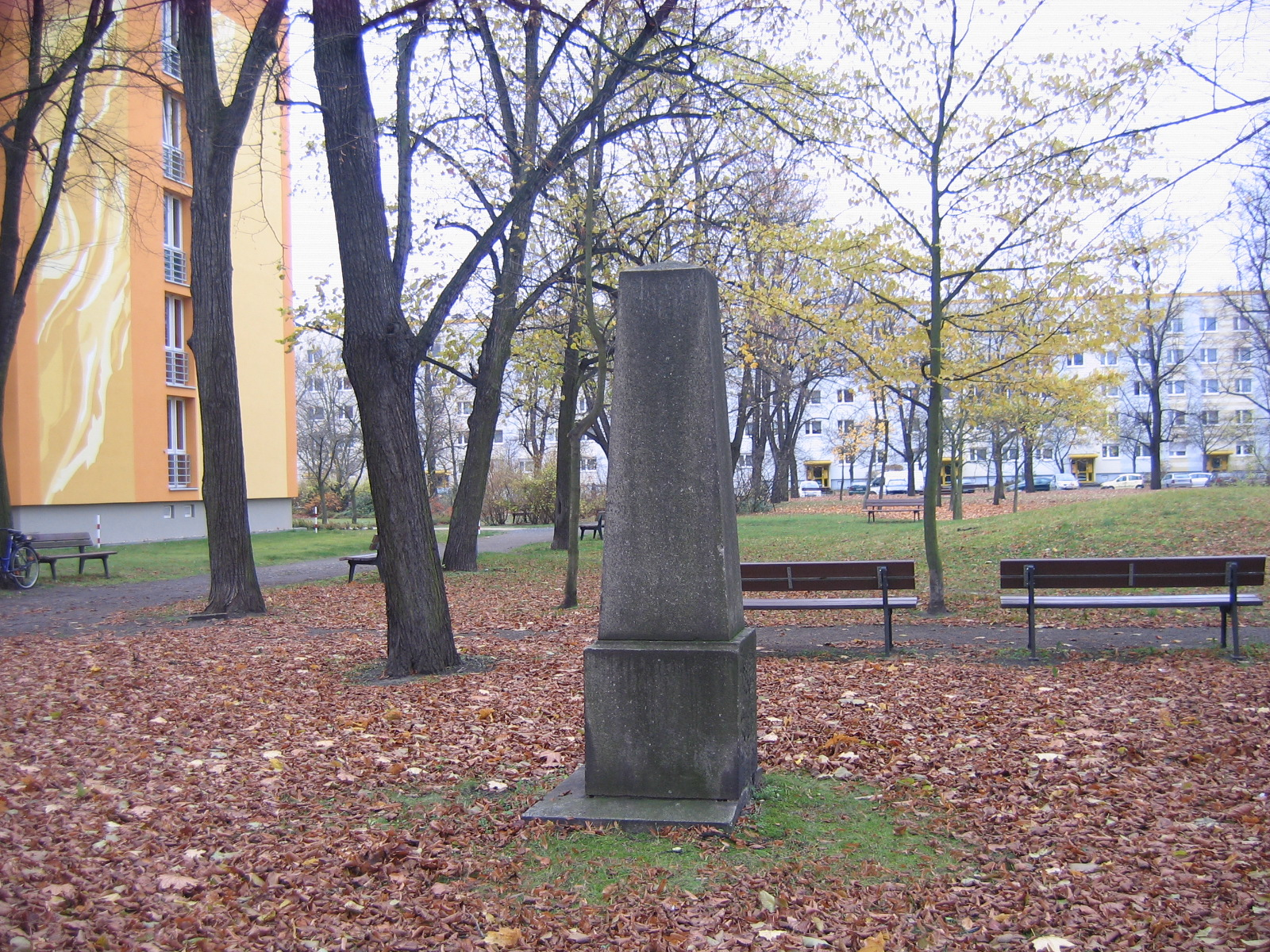
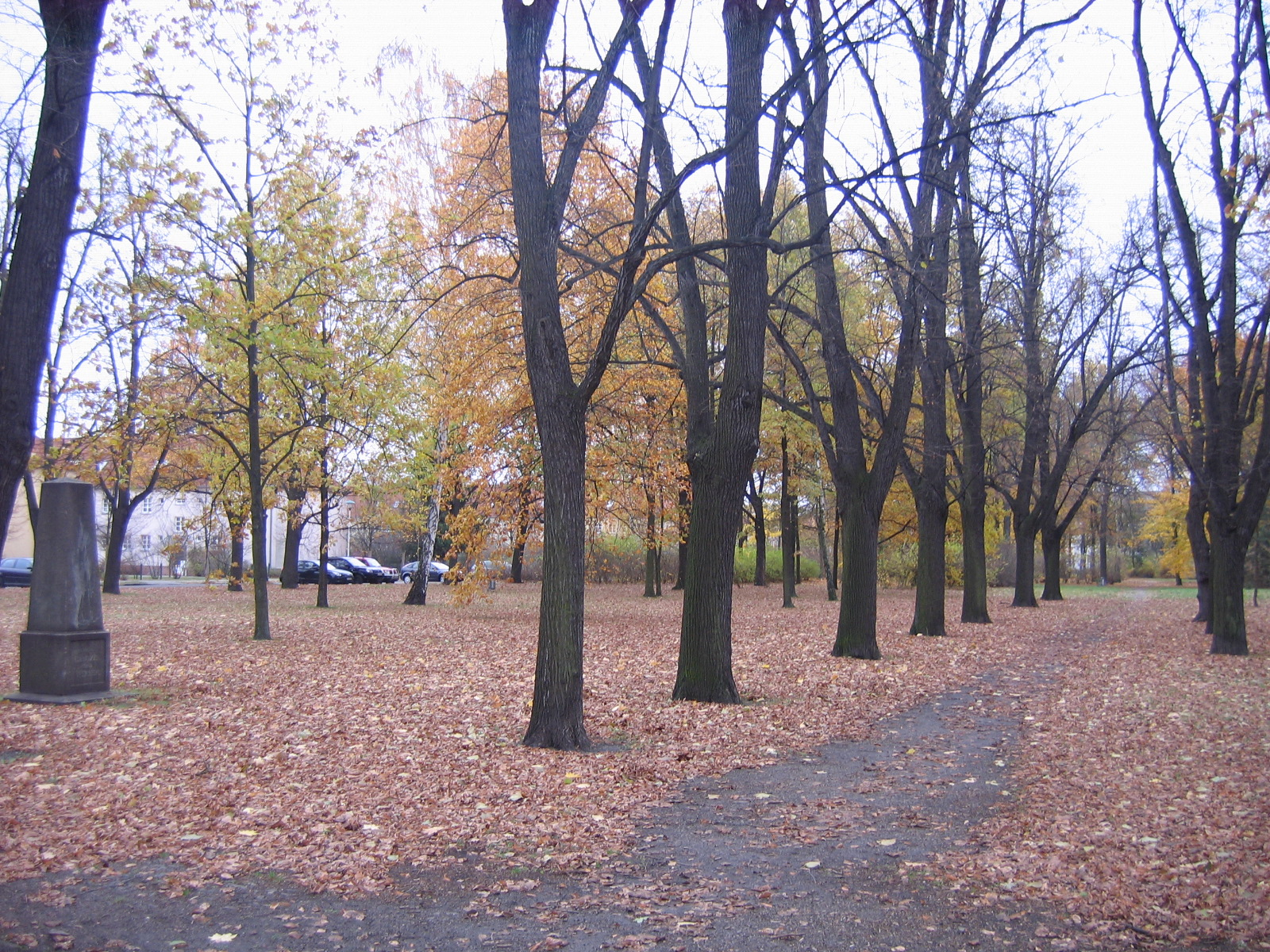

### Alter Sandower Friedhof
Der alte Sandower Friedhof befand sich am Muskauer Platz.
Erst im Jahr 2008 entdeckten Bauarbeiter bei Schachtungsarbeiten den in Vergessenheit geratenen Friedhof. Beim Bau eines Hospitals im Jahr 1827 wurde dieser Friedhof angelegt und bis 1887 bewirtschaftet. Im Jahr 1907 wurde er endgültig geschlossen.

### Erbbegräbnis im Branitzer Park
Die Erbbegräbnisstätte besteht aus einem Kreuz auf einem schwarzen Sockel mit Inschriften auf zwei Seiten. Acht Steinkreuze kennzeichnen halb liegend die letzten Ruhestätten.

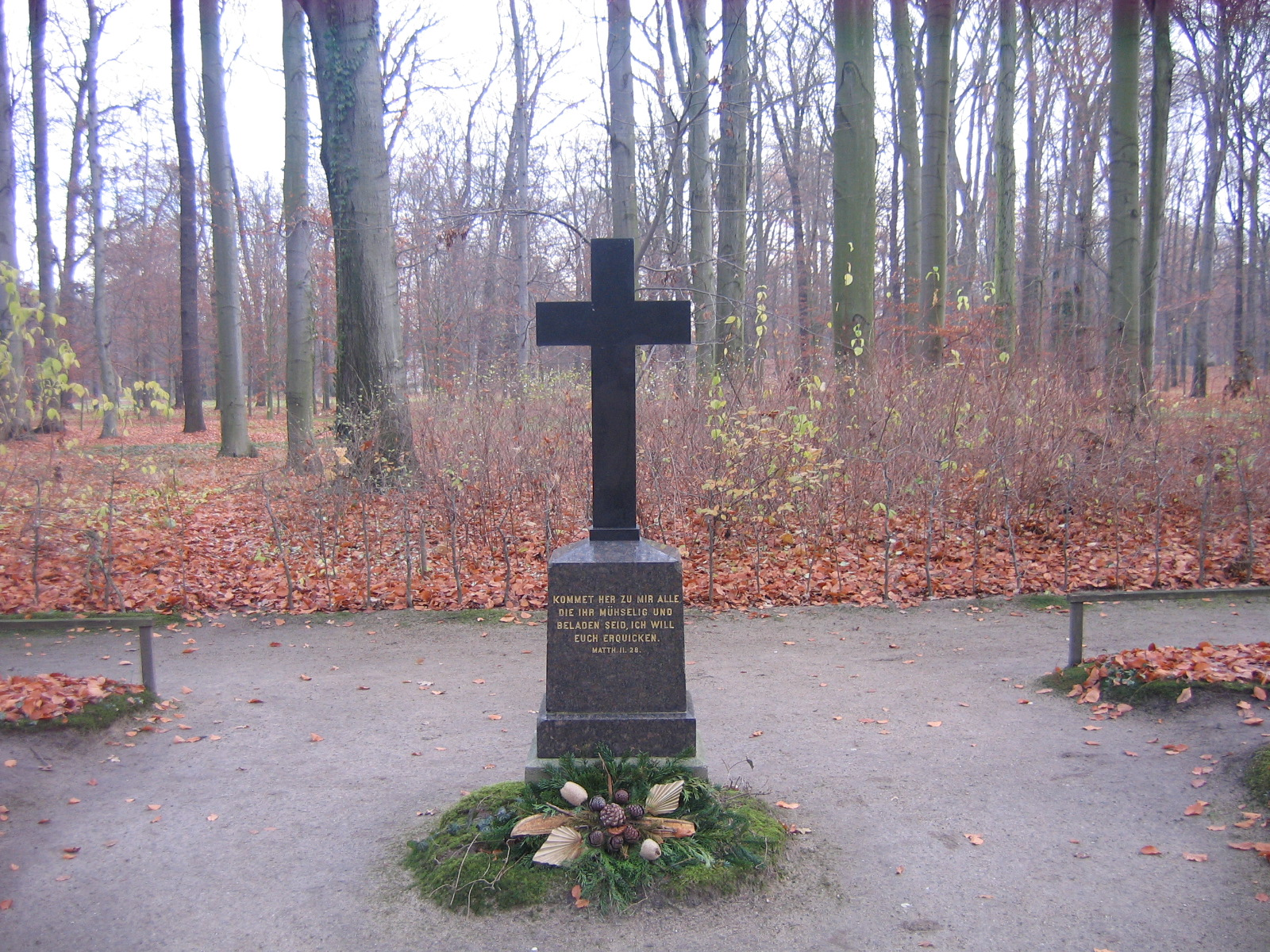
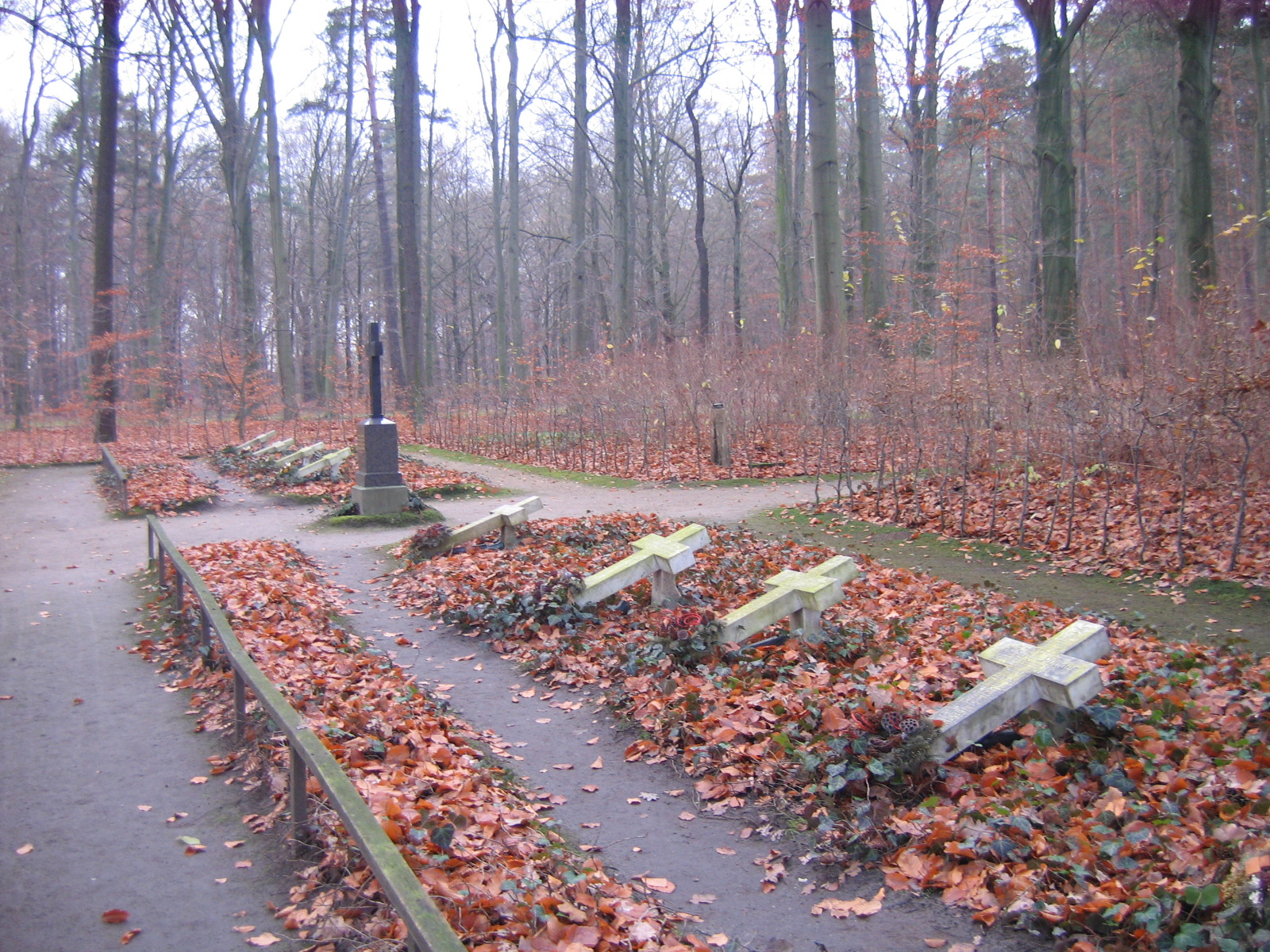

### Seepyramide im Branitzer Park
Eine Begräbnisstätte besonderer Art ist die Seepyramide im Branitzer Park. Sie ist die letzte Ruhestätte von Fürst Hermann Ludwig Heinrich von Pückler-Muskau und seiner Frau Lucie von Hardenberg, die 1884 vom alten Branitzer Dorffriedhof in den Tumulus umgebettet wurde.

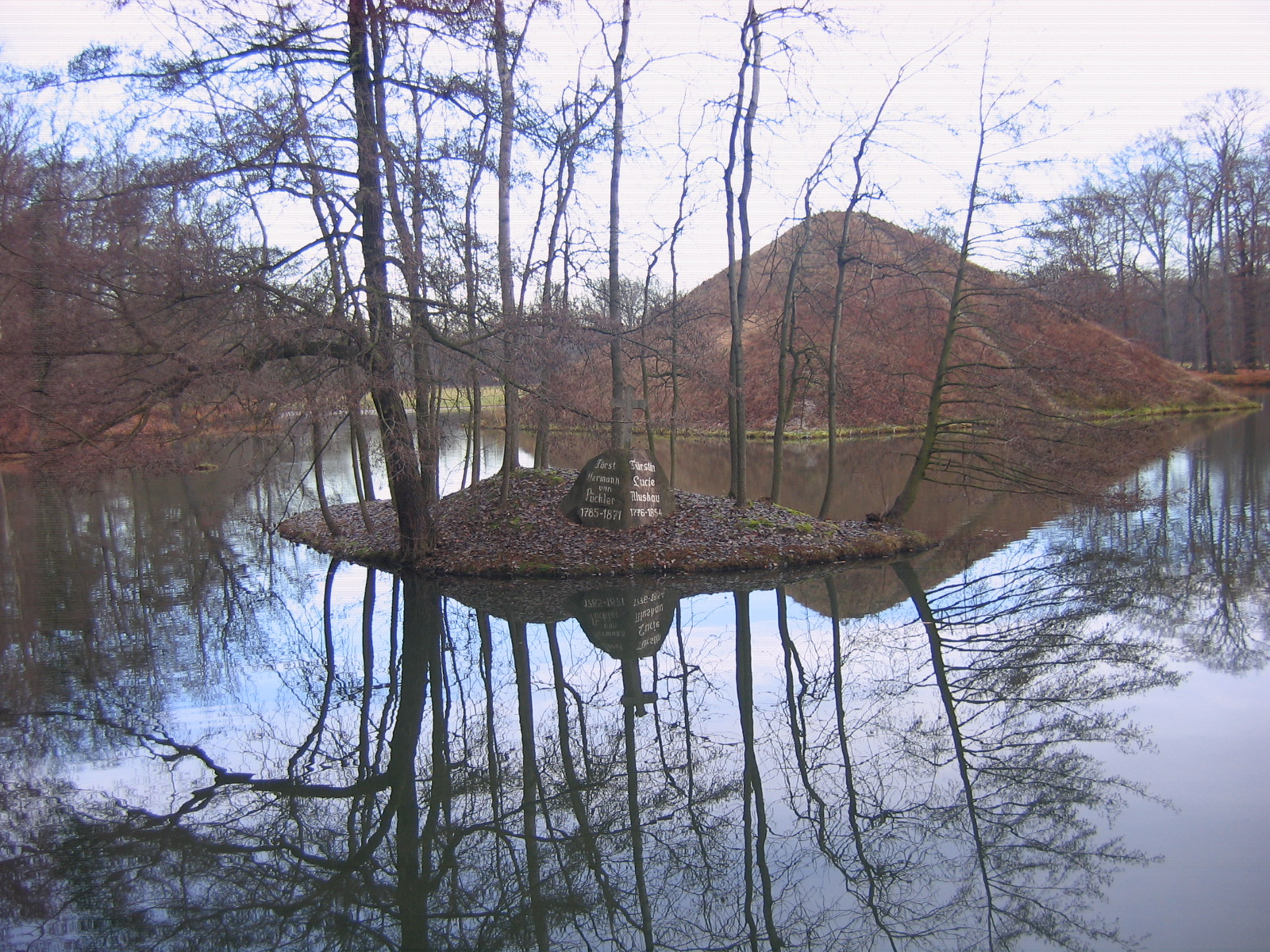